# Санкции в связи со вторжением России на Украину
Са́нкции в связи́ со вторже́нием Росси́и на Украи́ну — ограничительные политические и экономические меры, введённые государствами и международными организациями в отношении России, Беларуси и ряда российских и белорусских лиц и организаций, которые причастны к признанию независимости ДНР и ЛНР, а также к вторжению российских войск на Украину в 2022 году в рамках российско-украинской войны.
Введённые санкции включают в себя масштабные ограничения финансовой системы России (включая Центробанк и крупнейшие банки), деятельности ряда российских компаний и отдельных отраслей экономики, а также закрытие воздушного пространства и морских портов, персональные санкции против руководства России, крупнейших предпринимателей, и, в некоторых случаях, членов их семей. Ограничительные меры за пособничество России также налагаются на Беларусь и Иран.
Обсуждение санкций началось сразу после того, как президент России Владимир Путин объявил о признании независимости ДНР и ЛНР (22 февраля 2022 года). Ещё одной причиной для санкций стало начало вторжения вооружённых сил России на территорию Украины (24 февраля 2022 года).
По словам президента США Джо Байдена, альтернативой санкциям была бы Третья мировая война.
К 7 марта 2022 года Россия стала мировым лидером по количеству наложенных санкций, обойдя Иран. К 22 марта число российских физических и юридических лиц, находящихся под санкциями, достигло 7116.
Россия приняла ответные санкции в отношении тех стран, которые их ввели.

## Предыстория
В том или ином виде санкции против России различными странами применялись с начала войны в Донбассе (февраль 2014 года). ЕС и другие международные организации вводили санкции против лиц, компаний и должностных лиц России и Украины. В январе 2022 года ЕС объявил о продлении санкций по меньшей мере до конца июля 2022 года. В свою очередь, Россия вводила ответные санкциями против ряда стран, как например, запрет импорта продуктов из ЕС, США, Канады, Норвегии, Японии.
Санкции способствовали падению российской валюты и российскому финансовому кризису 2014—2016 годов.
США, Канада, ЕС и другие европейские страны (включая Украину) также ввели экономические санкции, специально направленные против присоединённого к Российской Федерации Крыма — ряд товаров и технологий различных отраслей оказались недоступны на полуострове. Пострадали туристические и инфраструктурные услуги. Круизным судам запрещено заходить в семь портов санкционного списка.
В ЕС к санкциям особо критично отнеслись Италия, Венгрия, Греция, Франция, Кипр и Словакия. В июне 2017 года Германия и Австрия раскритиковали Сенат США за новые санкции против России, направленные на газопровод «Северный поток — 2».

## Участники санкционной кампании

Россия и Беларусь
Страны, которые ввели санкции
Страны, которые блокируют обход санкций
Страны, которые ввели единичные ограничения

В санкционной кампании участвуют (ссылка ведёт на первые введённые организацией либо госудасртвом санкции):
 Европейский союз
- Австрия➤
- Бельгия➤
- Болгария➤
- Венгрия
- Германия➤
- Греция➤
- Дания➤
  - Автономные части Датского королевства:
    -  Гренландия➤
    -  Фарерские острова➤
- Ирландия➤
- Испания➤
- Италия➤
- Кипр➤
- Латвия➤
- Литва➤
- Люксембург➤
- Мальта➤
- Нидерланды➤
  - Части Королевства Нидерландов:
    - Особые общины:
      -  Бонайре, Синт-Эстатиус и Саба➤

    - Самоуправляемые государственные образования:
      -  Аруба➤
      -  Кюрасао➤
      -  Синт-Мартен➤
- Польша➤
- Португалия➤
- Румыния➤
- Словакия➤
- Словения➤
- Финляндия➤
- Франция➤
  - Заморские территории Франции:
    - Заморские сообщества:
      -  Сен-Бартелеми➤
      -  Сен-Пьер и Микелон➤
      -  Уоллис и Футуна➤
      -  Французская Полинезия➤

    - Особое административно-территориальное образование:
      -  Новая Каледония➤
- Хорватия➤
- Чехия➤
- Швеция➤
- Эстония➤
- Австралия➤
- Албания➤
- Андорра➤
- Антигуа и Барбуда➤
- Багамские Острова➤
- Бангладеш➤
- Барбадос➤
- Босния и Герцеговина➤
- Великобритания➤
  - Британские заморские территории:
    -  Акротири и Декелия➤
    -  Ангилья➤
    -  Бермуды➤
    -  Британская антарктическая территория➤
    -  Британская Территория в Индийском Океане➤
    -  Виргинские Острова (Великобритания)➤
    -  Гибралтар➤
    -  Острова Кайман➤
    -  Острова Питкэрн➤
    -  Острова Святой Елены, Вознесения и Тристан-да-Кунья➤
    -  Теркс и Кайкос➤
    -  Фолклендские острова➤
    -  Южная Георгия и Южные Сандвичевы Острова➤

  - Коронные земли:
    -  Гернси➤
    -  Джерси➤
    -  Остров Мэн➤
- Гренада➤
- Грузия➤
- Доминика➤
- Исландия➤
- Канада➤
- Республика Корея➤
- Коста-Рика➤
- Либерия➤
- Лихтенштейн➤
- Маршалловы Острова➤
- Молдова➤
- Монако➤
- Новая Зеландия➤
- Норвегия➤
  - Интегрированные заморские территории:
    -  Шпицберген➤
- Панама ➤
- Сан-Марино➤
- Северная Македония➤
- Сент-Китс и Невис➤
- Сент-Люсия➤
- Сербия➤
- Сингапур➤
- США➤
  - Неинкорпорированные организованные территории:
    -  Виргинские Острова (США)➤
    -  Пуэрто-Рико➤
- Украина➤
- Фиджи➤
- Черногория➤
- Швейцария➤
- Япония➤
- Китайская Республика (частично признанная)➤
- Косово (частично признанная)➤

Заявили о блокировке обхода санкций, но не участвуют в них:
- Армения➤
- Израиль➤
- Казахстан➤

 Китай
- Специальные административные районы:
  -  Гонконг➤

Части Королевства Новой Зеландии:
- Самоуправляемые государственные образования:
  -  Острова Кука➤

 Турция
Учитывают санкции в своей деятельности либо ввели единичные ограничения:
- Азербайджан➤
- Вьетнам➤
- Египет➤
- Индия➤
- Ирак➤
- Автономный регион:
  -  Иракский Курдистан➤
- Катар➤
- Кыргызстан➤
- Кувейт➤
- Марокко➤
- ОАЭ➤
- Святой Престол➤
- Узбекистан➤
- ФШМ➤
- Чили➤
- Шри-Ланка➤
- ЮАР➤

## Пакеты экономических санкций
| № пакета (за основу взяты санкции ЕС) | Даты введения санкций в рамках пакета | Государства/организации, которые ввели санкции |
| ------------------------------------- | --- | --- |
| 1 и 2 пакеты                          | 1-й — 21—23 февраля 2022 года 2-й — 24—25 февраля 2022 года | - США - Великобритания - её заморские территории (в дальнейшем присоединялись ко всем санкциям Великобритании): - Акротири и Декелия - Ангилья - Британская антарктическая территория - Британская Территория в Индийском Океане - Виргинские Острова (Великобритания) - Острова Кайман - Острова Питкэрн - Острова Святой Елены, Вознесения и Тристан-да-Кунья - Теркс и Кайкос - Фолклендские острова - Южная Георгия и Южные Сандвичевы Острова - её коронные земли (в дальнейшем присоединялись ко всем санкциям Великобритании): - Гернси - Джерси - Австралия - Канада - Япония - Европейский союз - также дополнительные санкции индивидуально: - Германия - части Королевства Нидерландов (в дальнейшем присоединялись ко всем санкциям ЕС): - особая община: - Бонайре, Синт-Эстатиус и Саба - самоуправляемые государственные образования: - Кюрасао - Синт-Мартен - заморские территории Франции (в дальнейшем присоединялись ко всем санкциям ЕС): - особое административно-территориальное образование: - Новая Каледония - заморские сообщества: - Сен-Бартелеми - Сен-Пьер и Микелон - Уоллис и Футуна - Французская Полинезия - автономная часть Датского королевства (в дальнейшем присоединялась ко всем санкциям ЕС): - Гренландия - Швейцария - Новая Зеландия - Украина - Китайская Республика (частично признанная) - Совет Европы                                                                                              |
| 3 пакет                               | 26, 28 февраля, 1, 2, 3, 4, 5, 6, 7, 8, 9, 10, 11, 12, 14 марта 2022 года | - Европейский союз - также дополнительные санкции индивидуально: - Латвия - Финляндия - Эстония - Автономная часть Датского королевства: - Фарерские острова - Австралия - Республика Корея - Сингапур - Япония - США - их неинкорпорированные организованные территории: - Виргинские Острова (США) - Пуэрто-Рико - Швейцария - Монако - Албания - Северная Македония - Косово (частично признанное) - Великобритания - её заморские территории: - Бермуды (в дальнейшем присоединялась ко всем санкциям Великобритании) - Гибралтар (в дальнейшем присоединялась ко всем санкциям Великобритании и ЕС) - её коронная земля (в дальнейшем присоединялась ко всем санкциям Великобритании): - Остров Мэн - Норвегия - Босния и Герцеговина - Исландия - Лихтенштейн - Украина - Черногория - Грузия - Канада - Китайская Республика (частично признанная) - Коста-Рика - Самоуправляемое государственное образование в составе Королевства Нидерландов (в дальнейшем присоединилось ко всем санкциям ЕС): - Аруба - Новая Зеландия - Антигуа и Барбуда - Сент-Китс и Невис - Багамские Острова - Молдова - ОЭСР - CENTR - FIFe - ICMA - Группа Всемирного банка - МАПСС - ЕАКП - АБИИ - НБР - Арктический совет - Северный совет - СГБМ - ВФБ - UIC - МСН - Координирующая группа развитых стран в рамках ВТО - МСЭ - АЕЭБ - Бернский союз - МФК - Социнтерн - FSC - EuroGeographics - КЕКС - АЕЦД - СБЕР - ВЭФ - LBMA - БМР - Интерпол - МАКО - EASA |
| 4 пакет                               | 15, 16, 17, 18, 20, 21, 22, 23, 24, 25, 26, 27, 28, 29, 30, 31 марта, 1, 2, 3, 4 апреля 2022 года | - Европейский союз - также дополнительные санкции индивидуально: - Германия - Кипр - Латвия - Литва - Польша - Финляндия - Эстония - США - Япония - Великобритания - также дополнительные санкции индивидуально: - её коронная земля: - Остров Мэн - Албания - Исландия - Молдова - Новая Зеландия - Норвегия - Северная Македония - Черногория - Республика Корея - Сан-Марино - Босния и Герцеговина - Лихтенштейн - Украина - Канада - Швейцария - Австралия - Андорра - Самоуправляемое государственное образование в составе Королевства Нидерландов: - Аруба - Грузия - МАВТ - Совет Европы - МСА - Дунайская комиссия - ФЕАУР - ФВЕ - CEPT - МОТ - EUMETSAT - ВТО - FIRST - Leaseurope - МСИМ - EUR - ОЮС - ЕБРР - ETSON |
| 5 пакет                               | 5, 6, 7, 8, 9, 11, 11, 13, 14, 15, 19, 20, 21, 22, 26, 27, 28, 29 апреля, 2, 3, 4, 5, 6, 8, 10, 12, 13, 16, 18, 19, 20, 22, 23, 24, 25, 27, 31 мая, 2 июня 2022 года | - Европейский союз - также дополнительные санкции индивидуально: - Болгария - Германия - Латвия - Литва - Польша - Финляндия - США - Канада - Новая Зеландия - Великобритания - также дополнительные санкции индивидуально: - её заморская территория: - Острова Кайман - Украина - Китайская Республика (частично признанная) - Австралия - Япония - Швейцария - Норвегия - её интегрированная заморская территория: - Шпицберген - Исландия - Лихтенштейн - Андорра - Фиджи - Новая Зеландия - Албания - Босния и Герцеговина - Северная Македония - Черногория - Сербия - Косово (частично признанное) - СПЧ ООН - ЕСА - АЯЭ при ОЭСР - МИРЭС - МАНАН - ОАГ - Авиационный альянс «Oneworld» - ВТООН - Авиационный альянс «SkyTeam» - МТФ - МГС - ЖЦПБ |
| 6 пакет                               | 3, 5, 7, 8, 9, 10, 13, 15, 16, 17, 18, 20, 21, 22, 23, 24, 27, 28, 29 июня, 1, 4, 5, 8, 11, 15 июля 2022 года | - Европейский союз - также дополнительные санкции индивидуально: - Дания - Литва - Финляндия - Эстония - Япония - Автономная часть Датского королевства: - Фарерские острова - Новая Зеландия - США - Украина - Канада - Великобритания - Андорра - Албания - Босния и Герцеговина - Исландия - Лихтенштейн - Северная Македония - Черногория - Норвегия - Швейцария - Косово (частично признанное) - Парижский меморандум - WorldSteel - FATF - Энергетическая хартия - PostEurop |
| 7 пакет                               | 21, 22, 25, 26, 29 июля, 1, 2, 3, 4, 5, 9, 11, 16, 17, 23, 25, 27 августа, 1, 2, 8, 14, 15, 16, 17, 19, 20, 21, 23, 26, 27, 29, 30 сентября, 1, 2, 4 октября 2022 года | - Европейский союз - также дополнительные санкции индивидуально: - Латвия - Нидерланды - Польша - Эстония - Великобритания - США - Украина - Новая Зеландия - Канада - Швейцария - Албания - Босния и Герцеговина - Исландия - Лихтенштейн - Норвегия - Северная Македония - Черногория - Япония - Австралия - АТГ - Open RAN - ICAO |
| 8 пакет                               | 6, 7, 8, 11, 12, 13, 14, 17, 19, 20, 21, 25, 26, 27, 28, 31 октября, 1, 2, 10, 11, 14, 15, 16, 17, 21, 22, 23, 25, 30 ноября, 1, 2, 3, 7, 9, 10, 11, 12, 13, 15 декабря 2022 года | - Европейский союз - также дополнительные санкции индивидуально: - Германия - Латвия - Литва - Польша - Эстония - Норвегия - Япония - Новая Зеландия - Украина - Швейцария - Албания - Босния и Герцеговина - Исландия - Лихтенштейн - Северная Македония - Черногория - Грузия - США - Канада - Австралия - Великобритания - Новая Зеландия - Сингапур - Молдова - Швейцария - Андорра - FATF - Бернская конвенция - ПА ОЧЭС - Группа «Эгмонт» |
| 9 пакет                               | 16, 17, 19, 21, 22 декабря 2022 года, 3, 4, 6, 7, 12, 15, 20, 23, 25, 26, 27, 29, 30, 31 января, 1, 3, 5, 6, 8, 12, 14, 15, 16, 19, 20, 21, 23, 24 февраля 2023 года | - Европейский союз - также дополнительные санкции индивидуально: - Германия - Дания - Литва - Польша - Франция - Эстония - Швейцария - США - Китайская Республика (частично признанная) - Украина - Албания - Босния и Герцеговина - Исландия - Лихтенштейн - Норвегия - Северная Македония - Черногория - Япония - Австралия - Канада - Великобритания - Андорра - Бангладеш - Новая Зеландия - FATF |
| 10 пакет                              | 25, 26, 28 февраля, 1, 2, 7, 9, 10, 12, 13, 15, 17, 18, 20, 21, 23, 24, 27, 29, 30, 31 марта, 1, 4, 6, 7, 11, 12, 13, 15, 19, 20, 22, 24, 26, 27, 28 апреля, 3, 5, 10, 12, 13, 15, 18, 19, 25, 26, 27, 30 мая, 1, 5, 8, 9, 10, 11, 12, 21 июня 2023 года                                                                        | - Европейский союз - также дополнительные санкции индивидуально: - Болгария - Кипр - Латвия - Литва - Чехия - Эстония - Украина - Япония - США - Швейцария - Канада - Албания - Босния и Герцеговина - Грузия - Исландия - Лихтенштейн - Северная Македония - Черногория - Норвегия - Сербия - Австралия - Косово (частично признанное) - Канада - Новая Зеландия - Великобритания - Республика Корея - Молдова - Андорра - ЕСНИПЧ - Детские деревни — SOS |
| 11 пакет                              | 23, 27, 28, 29, 30 июня, 1, 5, 11, 13, 17, 20, 20, 21, 25, 26, 28 июля, 1, 3, 4, 8, 10, 11, 16, 18, 23, 24, 28 авгста, 8, 10, 12, 13, 14, 15, 16, 20, 21, 26, 27, 28, 29 сентября, 2, 6, 11, 13, 15, 18, 23, 26 октября, 2, 3, 7, 8, 10, 15, 16, 17, 18, 20, 23, 28, 29 ноября, 1, 2, 5, 6, 7, 11, 12, 15, 17 декабря 2023 года | - Европейский союз - также дополнительные санкции индивидуально: - Болгария - Германия - Кипр - Латвия - Литва - Польша - Финляндия - Хорватия - Чехия - Эстония - США - Швейцария - Албания - Босния и Герцеговина - Исландия - Лихтенштейн - Норвегия - Северная Македония - Украина - Черногория - Великобритания - Канада - Австралия - Новая Зеландия - Андорра - Косово (частично признанное) - Япония - Грузия - Республика Корея - Молдова - IOTA - СБ МСО «Зелёных карт» - ИМО - НБР - Группа «Эгмонт» - Международный суд ООН - ОЗХО - МФОККиКП |
| 12 пакет                              | 18, 20, 20, 21, 22, 23, 26, 30 декабря 2023 года, 3, 5, 11, 18, 24, 29 января, 1, 2, 7, 8, 12, 15, 19, 20, 22 февраля 2024 года | - Европейский союз - также дополнительные санкции индивидуально: - Латвия - Литва - Швеция - Эстония - Швейцария - США - Албания - Босния и Герцеговина - Исландия - Лихтенштейн - Молдова - Норвегия - Северная Македония - Украина - Черногория - Республика Корея - Китайская Республика (частично признанная) - Великобритания - Япония |
| 13 пакет                              | 23, 24, 29 февраля, 1, 2, 3, 4, 5, 8, 12, 13, 16, 20, 21, 22, 26, 27, 28, 29 марта, 2, 4, 5, 8, 10, 13, 16, 20, 25 апреля, 1, 6, 14, 16, 17, 19, 21, 22, 24, 27, 30, 31 мая, 4, 12, 13, 14, 17, 18, 20, 21 июня 2024 года | - Европейский союз - также дополнительные санкции индивидуально: - Литва - Финляндия - Чехия - Швеция - Эстония - США - Канада - Австралия - Новая Зеландия - Япония - Швейцария - Албания - Босния и Герцеговина - Исландия - Лихтенштейн - Молдова - Норвегия - Северная Македония - Украина - Черногория - Республика Корея - Великобритания - Китайская Республика (частично признанная) - Грузия - Дунайская комиссия |
| 14 пакет                              | | |
| 15 пакет                              | | |
| 16 пакет                              | | |
| 17 пакет                              | | |
| 18 пакет                              | | |

## Дипломатический бойкот
В ответ на вторжение Россия была исключена из числа участников целого ряда международных форумов. В то же время из объединений, где доминирующее положение занимала сама Россия, начался массовый выход участников. Сотни российских дипломатов были подвергнуты высылке, последовало закрытие дипломатических представительств, некоторые государства полностью разорвали дипломатические отношения с Россией, а часть — их понизила. В ответ на действия российской армии рядом организаций и государств Россия была признана террористическим государством. Великобритания, Литва и Франция также признали ЧВК «Вагнер» террористической организацией. США включили Россию в список стран, проводящих «политику или практику» торговли людьми, принудительного труда или тех, чьи силы безопасности или поддерживаемые правительством вооружённые группы вербуют или используют детей в качестве солдат.
Губернатор американского штата Колорадо Джаред Полис официально известил посольство и консульство России, что Колорадо разрывает дипломатические отношения с Россией, и Колорадо пересмотрит вопрос о повторном признании России только в том случае, если она уйдёт из Украины.
США в 2023 году не выдали визы российской делегации во главе с главой МИД РФ Сергеем Лавровым для участия в заседаниях Совета безопасности ООН, в котором Россия председательствовала с 1 апреля.
Святой Престол отменил встречу папы Римского Франциска и патриарха Московского и всея Руси Кирилла, которая должна была пройти в июне 2022 года в Иерусалиме.
Премьер-министр Индии Нарендра Моди отменил очную встречу с президентом России Владимиром Путиным, которая была запланирована на декабрь 2022 года. Российско-индийский саммит проходил каждый год с начала 2000-х и был отменен лишь однажды, во время пандемии COVID-19 в 2020 году.
Австрия и Франция не стали приглашать представителей России на официальные мероприятия, приуроченные к годовщине окончания во Второй мировой войне в Европе.
Великобритания не пригласила представителей России и Беларуси на коронацию Карла III.
Молдавия запретила официальным представителям России лично участвовать в 34-й региональной конференции Продовольственной и сельскохозяйственной организации ООН (ФАО).
Представители США, Великобритании, Канады, Украины, Нидерландов, Франции, Германии и Европейского центрального банка покинули встречу министров финансов и руководители центральных банков стран Большой двадцатки, когда начал выступать представитель РФ. Глава МИД России Сергей Лавров покинул саммит руководителей внешнеполитических ведомств Большой двадцатки на Бали, после того как министры иностранных дел G20 отказались принимать участие в общей фотосессии вместе с Лавровым, а представители стран G7 — также и в приветственном ужине из-за присутствия Лаврова.
Представители США, Германии, Японии, Канады, Италии, Норвегии и Великобритании покинули совместное собрание Всемирного банка и Международного валютного фонда на уровне министров когда представитель России начал говорить.
Представители США, Канады, Новой Зеландии, Японии и Австралии покинули встречу министров торговли государств Азиатско-Тихоокеанское экономического сотрудничества во время выступления представителя России.
Представители Украины, Франции, Бельгии, Нидерландов, Германии, Италии, Польши, Болгарии, Чехии, Испании, Швеции, Финляндии, Норвегии, Румынии, Японии, Индии, Австралии, Новой Зеландии, Великобритании, США, Бразилии, Аргентины, Чили, Эквадора, Колумбии и Уругвая устроили демарш во время выступления российского представителя на совещании по Договору об Антарктике.
Украина и Литва начали бойкотировать заседания Парламентской ассамблеи ОБСЕ, пока из неё не исключат Россию.

## Ограничение возможности въезда, проживания и получения гражданства для граждан России и Беларуси
Ряд стран ограничили выдачу виз гражданам России и Беларуси:
- Бельгия — в июле консульство Бельгии в России прекратило выдачу краткосрочных виз, в том числе туристических. Исключениям являются студенческие, рабочие визы, а также визы для воссоединения семьи[38].
- Болгария — в августе прекратила выдачу туристических виз и виз для владельцев недвижимости россиянам[39]. С 20 октября закрыла безвизовый въезд для россиян со служебными паспортами[40].
- Великобритания — к августу существенно сократила выдачу виз россиянам[41]. С 6 октября 2023 года отменила безвизовый транзит в аэропортах для россиян[42].
- Германия — с 13 октября ужесточила порядок выдачи въездных виз гражданам России: для получения туристической визы россияне должны предоставить медицинскую страховку, выданную в ЕС — страховка, оформленная в России, не принимается; в качестве финансовой гарантии россиянам необходимо предоставить выписки, выданные из «поддающегося проверке банка, действующего в странах-членах ЕС»; выдача гражданам России виз с длительным сроком действия (многолетних виз) и многократным въездом, полностью прекращена; необходимо предоставить подтверждение оплаченных билетов в обе стороны — с указанием имени и дат поездки заявителя, а также подтверждение оплаченного проживания — тоже с указанием имени и дат поездки заявителя на весь период пребывания. Данные требования действуют и для подачи на визы в случае частных визитов к знакомым или родственникам, на деловую визу, а также на визу для участников научных, культурных, спортивных мероприятий, на визу в целях лечения[43]. C мая 2025 года приоставила выдачу гуманитарных виз гражданам России и Беларуси[44].
- Греция — в июне визовый центр Греции в России остановил приём документов на визы у граждан России[38].
- Дания — в мае остановила приём заявлений на территории России на получение краткосрочных виз с исключением для официальных визитов[45]. В то же время она разрешила россиянам подавать заявления в визовых центрах королевства в других государствах[46].
- Ирландия — в октябре исключила Россию и Беларусь из списка стран, которые могут воспользоваться программой безвизового въезда — программа краткосрочного безвизового въезда позволяла гражданам ряда стран, въехавшим в Великобританию по определённым британским краткосрочным визам, посещать и Ирландию[47]. Также Ирландия не будет признавать российские паспорта, выданные в оккупированных Россией районах Украины, если их владельцы будут пытаться с их помощью получить визу или выехать за границу[48].
- Италия — в мае ограничила возможность подачи заявки на визу для россиян, разрешив её подавать только тем, кто к 26 мая уже оплатил консульский сбор или был освобожден от его уплаты[49]. С 15 ноября стала принимать на рассмотрение только биометрические загранпаспорта сроком на 10 лет[50]. C 8 августа 2023 года приостановила действие программы Investor Visa for Italy для граждан России и Беларуси[51].
- Кипр — к марту перестал выдавать россиянам про-визы для однократного въезда в страну[52]. С 1 декабря ввёл сбор за оформление национальной визы для граждан РФ — 80 евро, для детей от 6 до 12 лет — 40 евро[53].
- Латвия — к марту перестала выдавать визы россиянам, с исключением для долгосрочных национальных виз для трудоустройства, а также краткосрочных виз по гуманитарным соображениям, которые в каждом случае рассматривались индивидуально[52]. В августе Посольство Латвии в России остановило выдачу и этих виз, единственным исключением осталась необходимость поездки на похороны кого-либо из живущих в Латвии близких родственников[54]. 19 сентября ввела запрет на въезд граждан России с шенгенскими визами, которые были выданы в любых странах ЕС[55].[56]. В сентябре отказалась предоставлять убежище россиянам, которые стремились избежать мобилизации[56]. 24 июня 2023 года прекратила выдачу гуманитарных и других виз гражданам России[57]. 4 июля Латвия возобновила выдачу гражданам России виз некоторых категорий — заявки на визы могли подавать родственники жителей Латвии, граждан стран ЕС, Европейской экономической зоны и Швейцарии, а также лица, которые въезжали в страну по гуманитарным причинам: например, в случае тяжёлой болезни родственника или для участия в похоронах, а также в случаях, когда существует угроза безопасности или жизни человека[58]. В феврале 2025 года продлила до конца 2026 года ограничения для россиян и белорусов[59]. В апреле Латвия ужесточила въезд для россиян: с 1 сентября въезжающие должны за 48 часов до прибытия предоставлять подробную информацию о себе: цель поездки, сроки пребывания и маршруты, место проживания, сведения о работе, родственниках с государственными или военными должностями. В июне — запретила въезд в страну некоторым гражданам России, имеющим недвижимость возле стратегических объектов[60]. С 15 июля разрешила въезд на свою территорию лишь гражданам России с биометрическим загранпаспортом[61].
- Литва — к марту перестала выдавать визы россиянам[52]. В то же время ограничения Литвы не распространяются на членов семей граждан ЕС, а также на лиц литовского происхождения и тех, кто получил удостоверение о восстановлении в праве на гражданство Литвы[62]. 19 сентября ввела запрет на въезд граждан России с шенгенскими визами, которые были выданы в любых странах ЕС[55]. В сентябре заявила, что рассмотрит заявления «в индивидуальном порядке» на предоставление убежища россиянам, которые стремятся избежать мобилизации[56]. В апреле 2023 года Литва ужесточила порядок выдачи россиянам и белорусам виз, ввела запрет на передвижение граждан России через внешнюю границу ЕС[63]. С июня 2025 года прекратила признавать российские небиометрические загранпаспорта и отказалась впускать на свою территорию граждан России с такими документами[64].
- Мальта — к августу перестала выдавать обычные шенгенские визы гражданам РФ. Подаваться на долгосрочные визы могут только россияне, которые являются членами семей граждан ЕС/ЕЭС, если проживают на Мальте, а также граждане Мальты, имеющие двойное гражданство, если их мальтийский паспорт истек, но им необходимо вернуться[65].
- Молдавия — с 2023 года начала массово отказывать гражданам России во въезде[66].
- Нидерланды — к августу приостановили выдачу краткосрочных, в том числе туристических виз. Граждане РФ на территории своей страны могут получить только гуманитарные визы и временные виды на жительство в Нидерландах[65]. С декабря перестали принимать решения по заявлениям о предоставлении убежища от российских призывников и мобилизированных, которые отказались от военной службы[67].
- Новая Зеландия — в марте запретила выдавать визы официальным лицам РФ, а также лицам, связанным со вторжением на Украину[68].
- Норвегия — к марту перестала выдавать визы россиянам[52]. К августу выдавала визы россиянам в ограниченном формате, сроки рассмотрения заявлений увеличились и могли занимать до 45 дней. Кроме того, Норвегия начала более тщательно проверять документы граждан РФ[65]. К декабрю правозащитники и общественные организации Норвегии лишились возможности приглашать на свои мероприятия коллег из России. Также граница была закрыта для тех, кто в России подвергается риску[69]. С 29 мая 2024 года все граждане России, целью которых является туризм и другие несущественные путешествия, будут возвращаться на границе. Исключения могут быть предоставлены в таких случаях, как посещение близких родственников, проживающих в Норвегии[70].
- Польша — к августу перестала выдавать туристические визы россиянам, за исключением тех, которые из-за работы вынуждены пересекать польско-российскую границу, в том числе водителей грузовиков, дипломатов, а также лиц с картой поляка и членов семей граждан Польши и других стран ЕС[71]. 19 сентября ввела запрет на въезд граждан России с шенгенскими визами, которые были выданы в любых странах ЕС[55]. 26 сентября вступили в силу ограничения въезда через воздушные и морские пункты пропуска для российских граждан[72].
- Словакия — к августу серьёзно ограничила выдачу виз россиянам — обращаться за ними могут только представители отдельных специальностей, претендующих на работу в стране. Остальные граждане РФ могут рассчитывать на въезд в Словакию только в индивидуальных случаях крайней потребности[65].
- Словения — к марту сделала практически невозможным получение виз российскими гражданами[52]. Она выдает визы гражданам России только при наличии действительного авиабилета на прямой рейс в страну. Билеты на поезд или автобус в качестве доказательства поездки не принимаются. Однако при этом Словения, как и остальные страны ЕС, закрыла своё небо для полётов из России[73].
- США — к августу прекратили выдачу краткосрочных виз россиянам в самой РФ, однако оставили возможность для подачи заявления на получение визы в американском посольстве в Польше[41]. С марта 2023 года США возобновили депортацию в Россию, прерванную вскоре после начала войны на Украине[74].
- Финляндия — ограничила выдачу виз россиянам — заявления на получение визы можно подавать только по предварительной записи — такая мера была введена в период пандемии, но из-за войны на Украине её оставили и после снятия коронавирусных ограничений[46]. К августу правительством страны также было принято решение об сокращении числа выдаваемых россиянам туристических виз в 10 раз. Приоритет в выдаче виз отдавался гражданам, которые хотели посетить Финляндию по семейным обстоятельствам, в связи с учёбой или работой[75]. С сентября Финляндия отказывала в туристических визах российским мужчинам, если были основания полагать, что они не вернутся в Россию[56]. В ночь с 29 на 30 сентября Финляндия ввела запрет на въезд граждан России с шенгенскими визами, которые были выданы в любых странах ЕС[76], исключения — въезд по работе, учёбе и тем, у кого есть родственники в ЕС, а также подача заявления на предоставление убежища[77]. В январе 2023 года также прекратила предоставлять политическое убежище россиянам, которые бежали из России от мобилизации[78]. 6 июля она ужесточила ограничения на въезд для граждан России: бизнесменам был запрещён транзит в другие страны через Финляндию, а для того, чтобы попасть в страну, у них и у владельцев недвижимости должна быть необходимая причина для посещения; приезд студентам будет разрешён только в случае обучения, которое ведет к получению степени высшего образования, или обучения по обмену[79]. 18 ноября — закрыла 4 из 9 пунктов пропуска на границе с Россией[80]. 22 ноября — ещё 4, за исключением КПП «Рая-Йоосеппи»[81]. 30 ноября — последний КПП[82]. 4 апреля 2024 года заявила о бессрочном закрытии границы с Россией[83]. 15 апреля закрыла морские пункты пропуска на границе с Россией[84]. 12 июля начала блокировать переезд просителей убежища, направляющихся из России или через Россию[85].
- Чехия — к марту перестала выдавать визы россиянам и белорусам. Исключение для белорусов делалось только в гуманитарных целях[52][86]. В июне Правительство Чехии приняло постановление о том, что решение о невыдаче виз россиянам и белорусам будет действовать до конца марта 2023 года. Также были регламентированы исключения: заявки на краткосрочные визы, если заявитель является членом семьи гражданина Чехии или гражданина ЕС, которого он сопровождает или следует; просьбы о выдаче визы, если пребывание заявителя отвечает интересам Чехии и этот интерес подтверждён министром иностранных дел[87]. С 25 октября Чехия ввела запрет на въезд граждан России с краткосрочными шенгенскими визами, которые были выданы в любых странах ЕС[88]. В феврале 2024 года она бессрочно продлила запрет выдачи виз и ВНЖ гражданам Беларуси и России[89], в июле — перестала признавать заграничные паспорта РФ без биометрических данных[90].
- Эстония — к марту перестала выдавать визы россиянам[52]. В апреле перестала выдавать новые визы россиянам и белорусам для работы и ведения бизнеса, однако ввела исключение для поездок по семейным или гуманитарным причинам[91]. В июле прекратила выдачу краткосрочных виз с целью обучения для граждан России и Беларуси, а также разрешений на краткосрочное трудоустройство по туристической визе, выданной в любой другой стране шенгенской зоны[92]. С августа запретила въезд на свою территорию гражданам России, у которых есть эстонские шенгенские визы[93]. 19 сентября ввела запрет на въезд граждан России с шенгенскими визами, которые были выданы в любых странах ЕС[55]. В сентябре отказалась предоставлять убежище россиянам, которые стремились избежать мобилизации[56].
- Япония — к марту перестала выдавать визы россиянам[52]. К августу разрешила въезд россиянам в составе организованных туристических групп и с соответствующей гарантией от японской туристической компании[65].

Албания, Северная Македония, Украина, частично признанные Китайская Республика (Тайвань) и Республика Косово отменили безвизовый режим с Россией. Латвия приостановила действие соглашений об упрощении взаимных поездок между жителями приграничных районов с Россией и Беларусью. Черногория сократила летнее пребывание без визы для россиян до 30 дней, Казахстан — до 90 дней в течение полугода. На уровне ЕС с марта был введён запрет использования упрощённого визового режима для привилегированного доступа российскими дипломатами, чиновниками и бизнесменами. Аналогичный запрет был введён Исландией. Швейцария также частично приостановила упрощённый визовый режим для россиян, оставив безвизовым въезд для обладателей диппаспортов, чтобы способствовать урегулированию конфликтов. 9 сентября ЕС принял решение о полном приостановлении действия соглашения об упрощении визового режима между ЕС и Россией. 16 сентября аналогично поступила Швейцария, 22 сентября — Норвегия. Молдавия с конца сентября ужесточила контроль на границе для граждан России.
9 сентября Европейская комиссия опубликовала рекомендации о порядке выдачи виз гражданам России, согласно которым государствам-членам ЕС рекомендовано:
- Не принимать заявления на получение краткосрочной визы или для транзита от россиян в третьих странах, например, в Сербии, ОАЭ или Турции, если гражданин России не проживает там. Таких заявителей следует отправлять в консульства по месту проживания — в Россию. Исключения могут быть сделаны для правозащитников, диссидентов, студентов, а также по гуманитарным причинам или при необходимости посещения семьи в связи с серьёзной болезнью родственника, проживающего в ЕС;
- Установить приоритеты при рассмотрении заявок от россиян. Еврокомиссия указывает на то, что страны ЕС сталкиваются со значительным сокращением своих возможностей по рассмотрению заявлений о выдаче краткосрочных виз. В этой связи рекомендовано более низкий приоритет отдавать заявителям из России, которые не имеют существенной причины для поездки в ЕС, в том числе туристам;
- Тщательно проверять все заявления граждан России. Комиссия считает, что государства-члены должны в полной мере использовать, где это необходимо, возможность продлить срок принятия решения по заявлению о выдаче визы до 45 дней. Это коснется тех, кто не имеет существенной причины для поездки или собирается в ЕС с туристической целью;
- Запрашивать дополнительные подтверждающие документы, чтобы обеспечить высокий уровень проверки, в частности, в отношении возможных угроз для государственной политики, общественного порядка и международных отношений стран ЕС. В случае если имеются обоснованные сомнения в подлинности документов, достоверности их содержания или надежности заявления, то рекомендуется отказывать в визе. Если становится очевидным, что условия для выдачи визы больше не выполняются, например, потому, что теперь владелец визы считается угрозой безопасности, государства-члены должны аннулировать действующую визу;
- Воздерживаться от выдачи многократных въездных виз с длительным сроком действия из-за отсутствия «уверенности в том, что российские граждане будут продолжать выполнять условия въезда, особенно если заявленной целью поездки был туризм».

30 сентября Европейская комиссия издала обновлённые рекомендации:
- государства-члены должны применять строгий подход к оценке обоснованности поездки — в том числе в отношении граждан России, которые бегут от мобилизации
- если заявитель на получение визы (например, лицо, бегущее от мобилизации) планирует длительное пребывание в ЕС, консульства государств-членов должны рассматривать этот случай в соответствии с национальными правилами для долгосрочных виз
- в отношении краткосрочных виз, консульства должны применять любые гуманитарные причины ограничивающим образом
- государства-члены должны на основе индивидуального рассмотрения оценить, могут ли заявления российских граждан квалифицироваться как подпадающие под категорию гуманитарных причин
- консульствам государств-членов следует внимательно рассматривать случаи обращения россиян за краткосрочной визой из-за пределов России. Такие дела следует направлять в консульство по месту жительства, как правило, в Российской Федерации
- государства-члены ЕС также должны поручить своим консульствам и пограничникам проводить повышенный контроль и применять строгий подход к пересмотру виз, уже выданных гражданам РФ, на основе повторного изучения индивидуальной ситуации «в текущем геополитическом контексте»
- визовый кодекс предусматривает, что само наличие визы не дает автоматического права въезда в Шенгенскую зону. В случае наличия оснований для аннулирования/отзыва визы такое решение может быть принято пограничной службой независимо от государства-члена, выдавшего визу
- Еврокомиссия призвала государства-члены усилить проверки безопасности на внешних границах и придерживаться скоординированного подхода на границах ЕС с Российской Федерацией, чтобы избежать того, что российский гражданин, которому было отказано во въезде на одной границе, мог быть принят на другой.

8 декабря Совет ЕС опубликовал решение о непризнании действительными для получения визы или пересечения границ Шенгенской зоны российских проездных документов, выданных в оккупированных Россией областях Украины или на самопровозглашенных обособленных территориях Грузии или лицам, проживающим там. 13 января 2023 года аналогичное решение приняла Швейцария.
Великобритания отказала в выдаче российской делегации виз для участия в сессии Парламентской ассамблеи ОБСЕ, проходящей 2-6 июля в Бирмингеме. Польша отказала в выдаче российской делегации виз для участия в сессии Парламентской ассамблеи ОБСЕ, проходящей в конце ноября в Варшаве.
Чехия, Эстония и Дания приостановили выдачу гражданам РФ видов на жительство, Латвия — новых временных видов на жительство. Турция с 26 декабря стала отклонять заявления россиян, приехавших с туристическими целями и желающих получить вид на жительство, после чего заявителей просят покинуть территорию страны в течение 10 дней несмотря на безвизовый режим. Аргентина с марта 2023 года начала массово отказывать россиянам в выдаче и продлении видов на жительство. Литва, с апреля 2023 года, ужесточила порядок выдачи россиянам и белорусам разрешений на постоянное или временное проживание. Португалия, Греция, Ирландия и Латвия, отменили инвестиционные программы, позволяющие россиянам «купить» вид на жительство в этих странах. Чехия, Латвия и Эстония ввела аналогичные запреты и для белорусов. Латвия также ввела ограничение на продление действующих ВНЖ (годичных и двухгодичных) россиян и белорусов, а для тех кто захочет получить постоянный вид на жительство (ПМЖ), ввела требование доказать свое знание латышского языка — в противном случае документы аннулируются. Кроме того, Латвия будет жестко проверять всех россиян, которые живут в стране на постоянной или временной основе, на благонадёжность и части из них после таких проверок, вероятно, не продлят ВНЖ. Граждане России, которые не сдадут тест на знание государственного языка, необходимый для продления постоянного вида на жительство (ВНЖ), и добровольно не покинут страну, могут быть принудительно доставлены на сухопутные пограничные пункты, а в случаях, когда Россия их не примет, у Латвии будет право доставлять их в другие государства. Литва также приняла решение лишать ВНЖ россиян и белорусов, если они без объективных причин будут ездить в Россию или Беларусь чаще, чем один раз в три месяца.
1 ноября Украина приостановила прием и рассмотрение заявлений от граждан РФ, желающих иммигрировать в Украину или оформить вид на жительство в стране, а также отказала им в продлении выданных ранее постоянных или временных видов на жительство. Исключение сделано для граждан РФ, которые:
- состоят в брачных отношениях с гражданином/гражданкой Украины;
- являются детьми или родителями граждан Украины;
- являются кровными родственниками граждан Украины;
- служили в Вооружённых силах Украины три и более лет;
- прибыли на Украину для трудоустройства, имея на руках заключенный контракт.

Украина, после негативной реакции украинского общества на предоставление гражданства Александру Невзорову, приостановила выдачу своего гражданства россиянам. Антигуа и Барбуда, Доминика, Сент-Китс и Невис и Гренада приостановили приём заявлений от граждан России и Беларуси, желающих получить гражданство в рамках программы «Гражданство за инвестиции» (CBI). Антигуа и Барбуда также приостановили данную программу и для граждан Украины. От схожей схемы «золотых паспортов» россиян и белорусов также отстранила Мальта. Черногория вообще закрыла подобную программу. Португалия, в связи с казусом Абрамовича, ужесточила закон о предоставлении гражданства потомкам сефардских евреев. Сент-Люсия больше не позволяет переводить средства из России в рамках программы «Гражданство за инвестиции» (CBI), однако продолжает обрабатывать запросы на перевод средств с банковских счетов за пределами России. Программа сохранена для российских граждан, «которые много лет жили за пределами России и сами подвергались преследованиям или были вынуждены бежать от действий режима», но, по состоянию на март 2022 года, приостановлена обработка заявок из России и Беларуси до прохождения должной проверки. В то же время Сент-Люсия аннулирует своё гражданство у любого россиянина либо белоруса в отношении которого были введены санкции. Кипр также начал лишать гражданства россиян, включённых в санкционные списки ЕС, а также членов их семей. Латвия внесла изменения в своё законодательство, позволяющие лишать гражданства лиц, поддерживающих войну на Украине, при наличии у них второго гражданства. Литва, с апреля 2023 года, ввела ограничения, связанные с порядком принятия в гражданство: на год был введён ужесточенный порядок, предусматривающий исключения для ссыльных, их потомков, а также российских граждан, у которых есть разрешение на проживание в Литве и которые могут получить литовское гражданство в порядке натурализации, а также тех россиян, чьи заявления о принятии в гражданство уже были приняты соответствующими органами на момент вступления в силу ограничений. Израиль, с 1 мая 2023 года, отменил экстренную репатриацию для граждан России и Беларуси, которые приехали в страну после 15 апреля. Чехией в декабре 2024 года был введён запрет на выдачу чешского гражданства тем, кто перед этим не отказался от паспорта РФ. Кыргызстан с 24 января 2025 года временно остановил выдачу своего гражданства россиянам — больше не работает ни одна из схем, включая получение по рождению или через предков.
28 марта Европейская комиссия призвала правительства стран ЕС отменить национальные программы по продаже гражданства инвесторам, известные также как программы «золотых паспортов», а также приостановить продажу видов на жительство и виз гражданам России и Беларуси. 29 апреля 2025 года Суд ЕС постановил, что любая страна-член не имеет права предоставлять гражданство в обмен на денежные выплаты или инвестиции.
В декабре 2024 года Литва запретила людям с российским, белорусским или китайским гражданством служить в рядах своих вооруженных сил.

## Запрет полётов российской авиации и прекращение полётов в Россию

Страны, закрывшие воздушное пространство для российских авиакомпаний
Россия
Украина
Спорные территории (Крым, ДНР, ЛНР)

Ко 2 марта своё воздушное пространство для российских самолётов закрыли: Албания, Босния и Герцеговина, Великобритания (а также коронное владение Джерси), Исландия, Канада, Молдавия (воздушное пространство закрыто для всей гражданской авиации из-за военных действий на территории Украины), Норвегия, Северная Македония, США, Швейцария, частично признанная Республика Косово и все 27 государств ЕС.
ЕС полностью закрыл своё воздушное пространство для любых самолётов, принадлежащих, зарегистрированных в или контролируемых из России, в том числе для частных самолётов «олигархов».
4 марта Черногория, Остров Мэн и Гернси также закрыли своё воздушное пространство для всех российских самолётов.
9 марта Великобритания распространила запрет на полёты в своём воздушном пространстве на «любые воздушные суда, которые принадлежат, эксплуатируются или зафрахтованы кем-либо, связанным с Россией или подсанкционными физическими или юридическими лицами». Нарушение запрета будет считаться уголовным преступлением — разрешено задерживать российские самолёты на территории страны и вычёркивать их из британского реестра.
17 марта Канада закрыла своё воздушное пространство и для белорусских самолётов, а 21 марта — ужесточила правила для российских самолётов.
23 апреля Турция временно закрыла свое воздушное пространство для российских гражданских и военных самолётов с пунктами назначения в Сирии.
1 мая Азербайджан закрыл свое воздушное пространство для российских военных самолётов.
21 декабря Греция на три месяца закрыла воздушное пространство для белорусских самолётов, а также запретила греческой авиации залетать в воздушное пространство Беларуси.

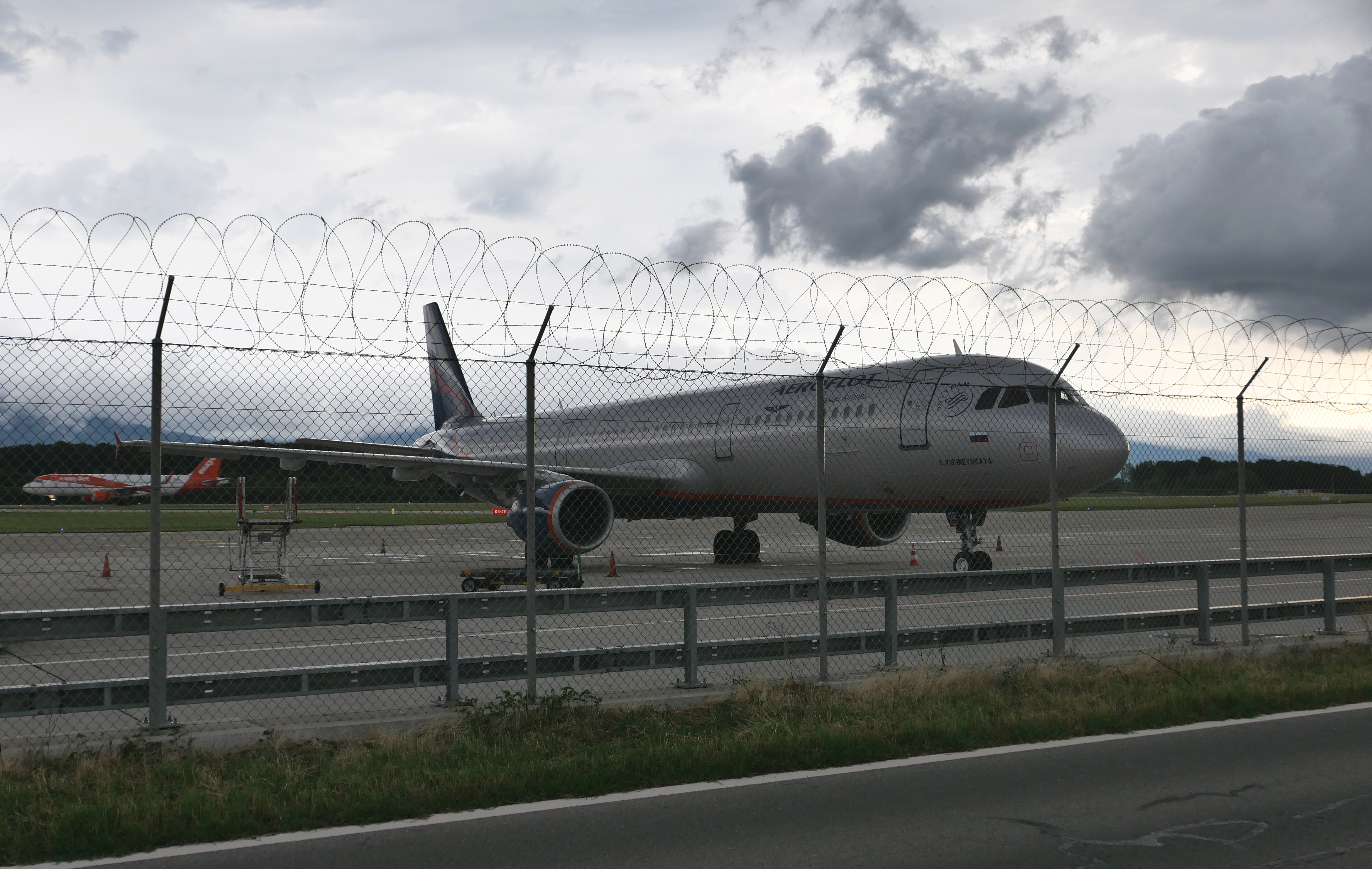
Самолёт Airbus 321 «Аэрофлота», находящийся на стоянке в международном аэропорту Женевы с 27 февраля 2022 года, после закрытия воздушного пространства государствами ЕС. Швейцария, Женева, 30 июня 2022 года

Болгария, Черногория и Северная Македония отказались пропускать через своё воздушное пространство самолёт министра иностранных дел РФ Сергея Лаврова, который должен был прибыть с дипломатическим визитом в Сербию 6—7 июня 2022 года.
Из-за закрытия воздушного пространства над Прибалтикой продолжительность полётов из Калининграда в Москву выросла в 1,5 раза, до 2,5 часов. Авиакомпании вынуждены летать по более длинному пути — над Балтийским морем.
Также флагманские перевозчики начали отменять авиарейсы в Россию и из неё. До введения ответных санкций от российских маршрутов отказались: польская LOT, британская «British Airways», нидерландская KLM, немецкая «Lufthansa», французская «Air France», финская «Finnair» и ряд меньших перевозчиков.
Тем не менее и авиакомпании из стран не попавших под ответный российский запрет самостоятельно продолжили отказываться от полётов в Россию. Среди них: все перевозчики США и Канады, корейская «Korean Air», казахская «Air Astana», марокканская «Royal Air Maroc», «Азербайджанские авиалинии», эфиопская «Ethiopian Airlines», сингапурская «Singapore Airlines», ланкийская «SriLankan Airlines», индийская «Air India», молдавская «Air Moldova».
Некоторые авиакомпании вынуждены были прекратить полёты в Россию из-за западных санкций. Так, египетская «EgyptAir» в начале марта приостановила полёты в Москву из-за «проблем со страхованием». Однако затем страховое покрытие было предложено Министерством финансов Египта, и с 15 апреля авиакомпания возобновила ежедневные авиарейсы в Москву.

## Запрет российских и белорусских СМИ
К 3 мая 2022 года Украина, Польша, Молдавия, Греция, Литва, Латвия, Эстония и Фламандское сообщество Бельгии полностью прекратили вещание российских телеканалов на своих территориях. Российские каналы Russia Today, Sputnik, Россия-24, РТР-Планета, ТВ-Центр, НТВ/НТВ «Мир», «Россия-1», РЕН-ТВ и Первый канал были заблокированы во всех странах ЕС. Германия, Франция, Испания, Великобритания, Италия, Чехия и некоторые другие европейские государства частично отключили и другие российские каналы. Польша и Молдавия, кроме того, запретили и белорусские каналы, а некоторые страны, включая Грецию и Латвию, заблокировали доступ к российским веб-ресурсам. 1 марта к запрету вещания Russia Today и Sputnik присоединилась Босния и Герцеговина. 17 марта Канада запретила вещание RT и RT France, 18 марта вещание RT прекратили Великобритания и Северная Македония. 20 апреля вещание Russia Today и Sputnik запретила Черногория. 6 июня Латвия запретила транслировать 80 оставшихся российских телеканалов, которые ещё оставались доступны латвийским телезрителям, пока Россия не прекратит войну и не вернёт под контроль Украины Крым. 1 сентября Латвия исключила из списка ретрансляции около 20 российских, вещание которых ранее было приостановлено. Среди них: RT (Russia Today), RT (Russia Today) HD, RT (Russia Today) Arabic, RT Documentary (HD), RT Documentary, RT TV (Russia Today TV), RT (Russia Today) Spanish, «МИР 24», «РБК-ТВ», Российский информационный канал «Россия 24», «Россия RTR», TV Centre International, «Время: далекое и близкое», «Бобер», «Дом Кино», «Дом Кино Премиум», «Музыка Первого», «O!», «Поехали», «Телекафе» и «Петербург — 5 канал». 22 сентября Литва по ускоренной процедуре внесла поправку в национальное законодательство, которой ввела временный запрет на ретрансляцию и распространение программ или фрагментов программ, которые напрямую или косвенно созданы агентами, которые управляются, контролируются или финансируются Россией или Беларусью. В декабре 2022 года Латвия, Литва и Эстония прекратили вещание телеканала «Дождь» на своей территории. Молдавия, 16 декабря, приостановила действие лицензий шести телеканалов — TV6, Orhei TV, Primul in Moldova, Accent TV, NTV Moldova и RTR Moldova — на время действия чрезвычайного положения. Латвия, 9 февраля 2023 года, заблокировала сайты, связанные с Russia Today English, Russia Today UK, Russia Today Германия, Russia Today France, Russia Today Spanish и Sputnik, дублированные зеркала указанных сайтов. Эстония, 5 апреля, заблокировала доступ к 53 порталам, с помощью которых можно было в интернете смотреть передачи подпавших под санкции ЕС российских телеканалов. Молдавия, 20 апреля, заблокировала сайты двух российских СМИ — «Политнавигатора» и Newsfront. 24 октября 2023 года — ещё более 20 российских интернет-ресурсов. 9 ноября 2023 года Украина запрещетила 16 медиаресурсов, связанных с Россией. 14 декабря 2023 года Латвия ограничила доступ к 5 сайтам, распространяющим российский пропагандистский контент. 17 мая 2024 года ЕС запретил вещание РИА «Новости», «Известия», «Российская газета» и базирующегося в Чехии связанного с Виктором Медведчуком интернет-портала Voice of Europe. 28 мая Латвия заблокировала портал «pravda-lv.com». 2 июня Литва ввела бессрочный запрет на ретрансляцию российских и белорусских каналов. 10 июля Черногория запретила трансляцию 20 российских телеканалов, включая Россия 1, Sputnik, RT в шести языковых версиях и РЕН ТВ. 23 октября Латвия закрыла доступ к 17 сайтам, распотраняющим пропаганду РФ, 29 января 2025 года — ещё к 7, 26 мая — ещё к 9, 4 августа — ещё к 10.
4 мая Великобритания обязала соцсети, интернет-сервисы и магазины приложений блокировать контент RT и Sputnik. 19 июня Молдавия запретила новостной и аналитический контент из стран, не ратифицировавших Конвенцию о трансграничном телевидении, к которым относится Россия.
Европейский вещательный союз приостановил деятельность российских представителей в организации.
Руководящий комитет Совета Европы по вопросам медиа и информационного общества отстранил Россию от работы как в самой организации, так и в её подкомитетах.
Европейская платформа регуляторных органов решила собирать данные о мерах, принятых своими членами касательно «российских государственных СМИ из-за повторяющейся дезинформации при освещении конфликта». Согласно информации опубликованной Национальным советом Украины по вопросам телевидения и радиовещания, ЕПРО обратилась ко всем регуляторным органам европейских стран с призывом, чтобы те обнаруживали и останавливали проявления «российской дезинформации».
ЮНЕСКО не допустило Россию к участию в конференции, посвященной Всемирному дню свободы печати, проходившей 2-5 мая в Уругвае.
Международный олимпийский комитет не допустил к тендеру на покупку телевизионных прав для показа Олимпийских игр 2026 и 2028 года Россию и Беларусь.
Международная федерация журналистов в июне 2022 года исключила РФ из своего исполнительного комитета, а в феврале 2023 года — приостановила членство России в организации.

## Ограничения в сфере культуры
Литовский совет по культуре объявил, что не будет финансировать культурные проекты, связанные с Россией, даже если финансирование уже выделено, и призывал организаторов и участников проектов также пересмотреть свои позиции. Литва отозвала врученный Юрию Башмету в 1999 году орден великого князя литовского Гедимина 4-й степени.
В марте 2022 года Словакия запретила культурное сотрудничество с Россией и Беларусью.
Украина запретила ввоз издательской продукции из России, Беларуси и временно оккупированных территорий, а также расторгла соглашения с российскими авторскими организациями — были заморожены более 7 млн гривен роялти. Также она запретила публичное воспроизведение фонограмм, видеограмм или клипов российских певцов.
24 марта Латвия запретила въезд 25 российским деятелям культуры за поддержку вторжения на Украину, в том числе Никите Михалкову, Владимиру Машкову, Полине Гагариной, Денису Мацуеву и Валерию Гергиеву. 9 мая она также ввела бессрочный запрет на въезд Филиппа Киркорова, Владимира Винокура, Евгения Петросяна и Ирины Винер-Усмановой. 17 февраля 2023 года актёров театра Дамира Садреева, Алексея Швецова и Виталия Сколова. 14 апреля — певице и блогерше Instasamka. 18 октября 2024 года — дизайнеру Артемию Лебедеву и пародисту Валерию Пономаренко. 30 апреля 2025 года — российской певице Кристине Орбакайте и сербско-хорватскому музыканту Горану Бреговичу. 29 мая — актёру Даниле Козловскому и рэперу Вадиму Мотылеву (Slimus).
Эстония ограничила въезд всем артистам, поддерживающим российскую агрессию. Филиппу Киркорову и Полине Гагариной запрет на въезд был введён до апреля 2027 года, группе «Руки Вверх!» — на 5 лет. Русский театр Эстонии был переименовали в театр «Сюдалинна».
Израиль приостановил передачу Александровского подворья в Иерусалиме Русской православной церкви. «Яд ва-Шем», в свою очередь, приостановил стратегическое партнёрство с Романом Абрамовичем.
Киргизия отозвала ранее выданные прокатные удостоверения и наложила запрет на показ российских фильмов о войне на Донбассе и аннексии Крыма.
Италия исключила россиян из жюри литературной премии «Стрега».
Россию отстранили от участия в конкурсе «Евровидение-2022».
Группа Bizot исключила из своего состава российские музеи — Эрмитаж, Государственную Третьяковскую галерею, ГМИИ им. А. С. Пушкина и Музеи Московского Кремля.
Международная федерация ассоциаций кинопродюсеров приняла решение о приостановке аккредитации Московского международного кинофестиваля и Международного кинофестиваля «Послание к человеку».
Европейский фонд поддержки совместного кинопроизводства и проката кинематографических и аудиовизуальных работ «Евримаж» прекратил участие России в своём составе.
Международный конкурс имени П. И. Чайковского исключили из Всемирной федерации международных музыкальных конкурсов.
Афганистан, Албания, Андорра, Австралия, Австрия, Канада, Колумбия, Хорватия, Кипр, Чехия, Дания, Эквадор, Эстония, Финляндия, Франция, Грузия, Германия, Венгрия, Исландия, Ирландия, Латвия, Литва, Люксембург, Мальта, Молдавия, Монако, Черногория, Нидерланды, Новая Зеландия, Нигерия, Северная Македония, Норвегия, Перу, Польша, Португалия, Южная Корея, Румыния, Сент-Китс и Невис, Сан-Марино, Словакия, Словения, Испания, Швеция, Великобритания, Украина и США отказались ехать в Казань на 45-ю сессию Комитета всемирного наследия ЮНЕСКО, а также на проводимую в какой-либо другой стране сессию под председательством России. 21 апреля ЮНЕСКО официально отложило сессию на неопределенный срок. В ноябре представитель России в ЮНЕСКО Александр Кузнецов покинул пост председателя Комитета всемирного наследия, а также должность постпреда.
Ассоциация замков и музеев Балтийского моря прекратила сотрудничество с Россией и любую работу над каталогом на русском языке.
Opera Europa приостановила членство российских театров.
В ноябре 2023 года Россию исключили из Исполнительного совета ЮНЕСКО.

## Санкции против Владимира Путина
25 февраля ЕС, Великобритания, США и Канада объявили о введении санкций против президента Путина, предусматривающих заморозку его активов. Путин стал третьим после президентов Сирии и Беларуси Башара Асада и Александра Лукашенко главой государства в санкционных списках ЕС. К санкциям ЕС также присоеднились: датская автономная провинция Гренландия; нидерландские особые общины Бонайре, Синт-Эстатиус и Саба, самоуправляемые государственные образования в составе Королевства Нидерландов Кюрасао и Синт-Мартен; французские заморские сообщества Сен-Бартелеми, Сен-Пьер и Микелон, Уоллис и Футуна, Французская Полинезия и особое административно-территориальное образование Новая Каледония. К санкциям Великобритании присоеднились её заморские территории: Ангилья, Британская антарктическая территория, Британская Территория в Индийском Океане, Виргинские Острова, Острова Кайман, Фолклендские острова, Острова Питкэрн, Острова Святой Елены, Вознесения и Тристан-да-Кунья, Южная Георгия и Южные Сандвичевы Острова, Акротири и Декелия, Теркс и Кайкос.
27 февраля Япония объявила о введении санкций против Путина.
28 февраля Австралия ввела финансовые санкции против Путина и запретила ему въезд. Швейцария присоединилась к санкциям ЕС, а Албания, Северная Македония и частично признанная Республика Косово — к санкциям ЕС и США.
1 марта к санкциям ЕС присоединились Босния и Герцеговина, Исландия, Лихтенштейн, Норвегия и Черногория.
2 марта британская заморская территория Бермудские Острова присоединилась к санкциям Великобритании, а британская заморская территория Гибралтар — к санкциям введённым Великобританией и ЕС.
3 марта к санкциям ЕС присоединилось самоуправляемое государственное образование в составе Королевства Нидерландов Аруба.
4 марта Антигуа и Барбуда присоединились к санкциям США и Великобритании; коронные земли Гернси, Джерси и Остров Мэн — к санкциям Великобритании; Коста-Рика известила все свои финансовые организации о необходимости выполнения санкций против контрагентов из России, внесенных в список Управления по контролю за иностранными активами США.
7 марта Новая Зеландия запретила Путину въезд. 17 марта заморозила активы Путина.
8 марта к санкциям США, ЕС и Великобритании присоединились Сент-Китс и Невис.
12 марта Багамские Острова запретили деловую деятельность с физическими лицами, связанными с Россией и находящимися под санкциями США, Канады, Великобритании и ЕС.
25 марта к санкиям ЕС присоеднилась Андорра.
4 апреля к санкциям ЕС присоеднилось Сан-Марино.
9 июня Украина ввела бессрочные санкции против Путина.
5 июля автономные датские Фарерские острова ввели санкции во многом повторяющие санкции ЕС и его партнёров-единомышленников.
28 апреля 2023 года Молдавия запретила въезд Владимиру Путину.

## Введение ограничений на провинциальном и муниципальном уровнях
По данным Министерства иностранных дел Украины на 28 мая более 150 городов в Австралии, Австрии, Великобритании, Дании, Греции, Эстонии, Испании, Италии, Канаде, Латвии, Литве, Германии, Норвегии, Перу, Польше, Португалии, Словакии, Словении, США, Финляндии, Чехии, Швеции и Нидерландах разорвали побратимские отношения с более чем 160 городами в России.

### Канада
К 26 февраля канадские провинции Онтарио, Манитоба, Британская Колумбия, Ньюфаундленд и Лабрадор запретили магазинам продавать российскую водку и другие алкогольные напитки. Британская Колумбия также прекратила импорт российского алкоголя.

### США
Запрет на продажу алкоголя российских брендов также ввели все американские штаты, контролирующие продажу алкоголя: Алабама, Айова, Нью-Гэмпшир, Северная Каролина, Огайо, Пенсильвания, Юта, Вермонт, Виргиния и Западная Виргиния.
26 февраля губернатор штата Виргиния Гленн Янгкин объявил, что Виргиния разрывает связи с «в основном российскими компаниями», и призвал руководящие органы Пенсионной системы штата Вирджиния (VRS) и государственные университеты штата прекратить инвестиции в российские компании. Также, по призыву губернатора, Норфолк разорвал городское партнёрство с Калининградом.
28 февраля губернатор штата Нью-Йорк Кэти Хокул подписала указ, которым запретила своему региону вести бизнес с Россией и поручила изъять из страны инвестиции нью-йоркских компаний.
Позже Кэти Хоукул издала указ, предписывающий государственным органам избавиться от активов, связанных с Россией. Государственный пенсионный фонд учителей заявил о продаже своих активов, связанных с Россией, на сумму 125 миллионов долларов; Пенсионная система учителей Нью-Йорка также заявила об избавлении от российских активов — около 90 миллионов долларов в виде ценных бумаг из 104 миллиардов долларов в совокупных активах; Нью-Йоркская пенсионная система для работников изъяла российские ценные бумаги на сумму 31,1 млн долларов из активов пенсионного фонда на сумму 88,2 млрд долларов; Пенсионный фонд полиции Нью-Йорка продал российские активы на сумму 42,2 млн долларов из 53,6 млрд долларов активов пенсионного фонда. Контролёр штата Нью-Йорк Томас П. ДиНаполи приказал своим сотрудникам запретить новые инвестиции в российские компании.
28 февраля губернатор Северной Каролины Рой Купер приказал подконтрольным ему государственным учреждениям расторгнуть государственные контракты, выгодные российскому бизнесу.
Губернатор Колорадо Джаред Полис также запретил государственным агентствам вести дела с российскими государственными компаниями и их субподрядчиками. Государственный пенсионный фонд штата Колорадо с капиталом в 61 миллиард долларов забрал 8 миллионов долларов из российского государственного банка, находящегося под федеральными санкциями.
Департамент государственного казначейства Пенсильвании также начал избавляться от своих минимальных активов в российских компаниях. Правление Пенсионной системы государственных служащих заявило, что избавляется от 7 миллионов долларов в активах. Кроме того оно также запретило новые инвестиции в активы, связанные с Россией или Беларусью. Правление Пенсионной системы для работников государственных школ заявило, что избавляется от почти 300 миллионов долларов, непосредственно инвестированных в Россию и Беларусь.
Штаты Индиана, Орегон и Виргиния начали проверки касательно возможности поступления каких-либо государственных денег в российские компании или инвестиции, поддерживающие российское правительство.
Губернатор Мэриленда Ларри Хоган объявил, что он прекращает многолетние братские отношения Мэриленда с Ленинградской областью. Он поручил агентствам пересмотреть контракты, закупки и холдинги, а контролёр Питер Франшо, возглавляющий пенсионную систему, призвал к изъятию активов — в системе около 96 миллионов долларов российских инвестиций.
Губернатор Вашингтона Джей Инсли приказал агентствам расторгнуть контракты с российскими государственными компаниями или учреждениями. Инвестиционный совет штата Вашингтон поддерживает своих активных внешних менеджеров в уходе с их позиций в России и ограничивает всех активных внешних менеджеров в покупке или выкупе российских инвестиций. Кроме того он поддерживает решения фондовых бирж и поставщиков индексов об исключении российских инвестиций из своих платформ и индексов, эффективно устраняя пассивные активы совета директоров. Активы совета на момент начала войны составляли около 100 миллионов долларов вложений в российские ценные бумаги.
4 марта губернатор Калифорнии Гэвин Ньюсом заявил, что государственные деньги не должны идти в Россию, и призвал государственные пенсионные фонды не покупать российские долги, а также дал другие рекомендации. По его данным государственные пенсионные системы государственных служащих и учителей имеют более 1,5 миллиардов долларов, связанных с российскими финансовыми рынками. Пенсионная система для учителей штата Калифорния престала покупать какие-либо активы в России.
- Совет по пенсионной системе работников города и округа Сан-Франциско проголосовал за прекращение всех новых российских инвестиций и принятие мер по отказу от существующих российских ценных бумаг[267].

Законодатели Айдахо также приняли решение о выводе их государственным благотворительным фондом денег из России. К 4 марта им уже были проданы облигации российской нефтяной компании на сумму около 300 000 долларов.
Правление Пенсионного и пенсионного фонда учителей государственных школ Чикаго проголосовало за избавление от своих 5 миллионов долларов, вложенных в ценные бумаги, связанные с Россией.
Государственный казначей Коннектикута направил средства на продажу российских активов штата находящихся в России. По данным Reuters, по состоянию на 24 февраля в государственных фондах находились инвестиции на сумму 218 миллионов долларов, зарегистрированные в России.
Пенсионная система учителей Кентукки заявила, что продала свои 15 миллионов долларов, вложенные в «Сбербанк», 23 февраля, за день до вторжения России на Украину.
Миннесота также выводит государственные пенсионные фонды из России. Их инвестиции оцениваются примерно в 53 миллиона долларов. Кроме того указом губернатора Тима Уолза государственным органам запрещено вести дела с российскими компаниями.
Инвестиционный совет штата Мичиган отделил Пенсионные системы штата Мичиган от любых учреждений, базирующихся в России или Беларуси.
Инвестиционная комиссия штата Род-Айленд проголосовала за вывод инвестиций государственного пенсионного фонда из России. Общие инвестиции фонда составляют 10,5 млрд долларов США; инвестиции, связанные с Россией, составляют около 0,3 % от общих активов.
Инвестиционный совет штата Северная Дакота проголосовал за продажу своих инвестиций в российские компании или ценные бумаги.
Пенсионные системы государственных школ штата Миссури прекратят все будущие отчисления на инвестиции, связанные с Россией. На 28 февраля 2022 года в школьных системах штата Миссури находились российские ценные бумаги на сумму около 90,8 млн долларов.
Губернатор штата Нью-Мексико Мишель Лухан-Гришэм призвала трёх крупнейших владельцев активов штата избавиться от некоторых российских активов.
Консолидированная пенсионная система Теннесси полностью освободилась от инвестиций, связанных с Россией.
Пенсионный фонд государственных служащих штата Нью-Джерси разорвал финансовые связи с компаниями, принадлежащими российскому правительству. Также штат Нью-Джерси запретил властям штата и местным органам власти иметь другие деловые связи с Россией и Беларусью. Пенсионный фонд государственных служащих штата Нью-Джерси на сумму 93,8 млрд долларов США имел инвестиции, связанные с Россией, которые по состоянию на начало этого марта 2022 года оценивались примерно в 50 млн долларов.
К средине марта казначеи 36 штатов и округа Колумбия заявили, что поддерживают вывод государственных казначейских и пенсионных фондов, которые они курируют, из компаний, зарегистрированных в России, «как можно скорее», чтобы оказать дополнительное давление на экономику страны — эти организации контролируют триллионы долларов в фондах.

### Европа
9 марта Фламандский регион Бельгии исключил Россию из стипендиальной программы «Mastermind» — российские студенты, подавшие заявку на стипендию во Фландрии, не получат её.
К 28 марта некоторые земли Германии запретили на своей территории использование логотипов с латинской буквой Z, среди них: Берлин, Бавария, Баден-Вюртемберг, Нижняя Саксония, Саксония-Анхальт, Северный Рейн-Вестфалия. Нижняя Саксония также запретила демонстрацию флага Советского Союза и чёрно-оранжевой георгиевской ленты. Берлин приостановил партнёрство с российскими городами; Штутгарт приостановил активный обмен с Самарой — отменены взаимные визиты и программа празднования 30-летия партнёрства; Баден-Баден заморозил партнёрство с Сочи.
В Великобритании город Ковентри разорвал побратимские связи с Волгоградом, а Глазго разрывал братские отношения с Ростовом-на-Дону.
На Украине Измаил разорвал соглашения с Курском и Лефортово. А Киевский городской совет разорвал договор аренды земли с посольством России.
Власти финского Турку лишили Генеральное консульство России права использования здания церкви, расположенного в городе.
Мэрия Варшавы изъяла школу при Посольстве РФ в пользу государства.
Ганзейский союз Нового времени приостановил членство в организации 16 российских городов и исключил из Президиума члена от России Ольгу Попову.
Союз балтийских городов исключил Санкт-Петербург и Гатчину из своего состава.

### Африка
Западно-Капская провинция Южно-Африканской Республики запретила сотрудникам посольства и консульства России участвовать в мероприятиях и встречах, организованных правительством провинции. Также она запретила своим чиновникам посещать какие-либо мероприятия или встречи, организованные посольством России или любым из её консульств.

### Австралия и Океания
В Австралии Канберра расторгла с российским посольством договор об аренде участка под планируемое новое посольство.

## Заморозка и арест имущества частных лиц

### Март
2 марта, по информации Forbes, Германия конфисковала яхту Алишера Усманова «Dilbar» стоимостью 600 млн долларов. Эту информацию подтвердил Белый дом. Однако власти Гамбурга опровергли сообщение, что в порту была конфискована какая-либо яхта. Впоследствии выяснилось, что речь шла об аресте, а не о конфискации.
3 марта Франция конфисковала яхту «Amore Vero» (ранее — «Княгиня Ольга»), предположительно принадлежащую Игорю Сечину. Впоследствии выяснилось, что речь шла об аресте, а не о конфискации.
4 марта La Repubblica сообщила об аресте в Италии яхт «Леди М» Алексея Мордашова и «Лена» Геннадия Тимченко и виллы в Тоскане, принадлежащей Олегу Савченко, а 5 марта — об аресте двух вилл Владимира Соловьёва на озере Комо и виллы Алишера Усманова на Сардинии.
К 10 марта в Великобритании были арестованы особняки Алишера Усманова Beechwood House и Sutton Place, а в Латвии — недвижимость Петра Авена.
11 марта США внесли в санкционный список яхту «Tango» и самолёт Airbus A319-115 Виктора Вексельберга.
11 марта прошло первое заседание рабочей группы Еврокомиссии «Заморозить и арестовать» (Freeze ans Seize) по замораживанию и аресту европейских активов российских и белорусских олигархов.

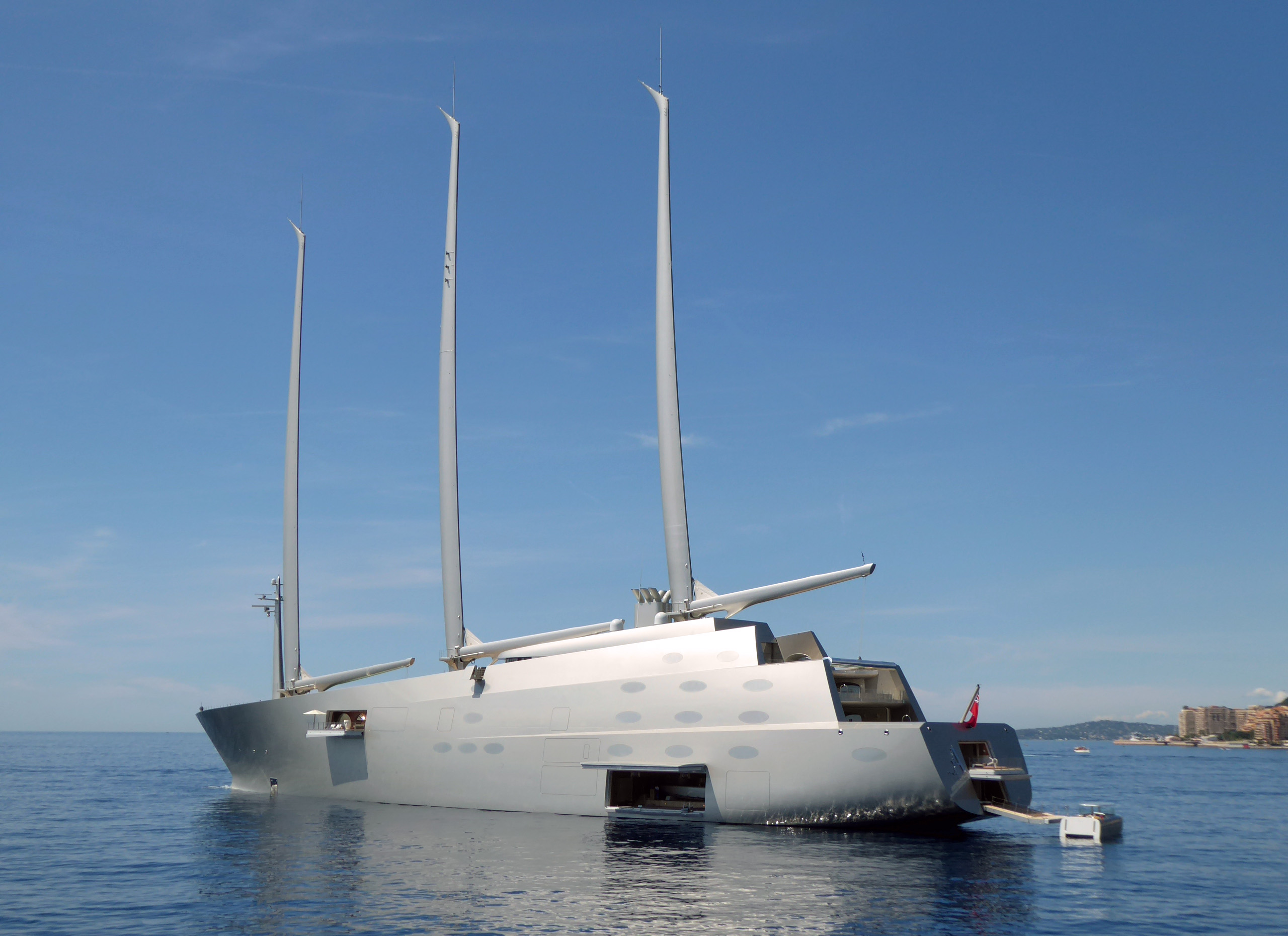
«А» — крупнейшая в мире парусная яхта. Принадлежит Андрею Мельниченко. Арестована итальянскими властями 12 марта в порту Триест, Италия

12 марта в порту Триеста была арестована крупнейшая в мире парусная яхта «А» миллиардера Андрея Мельниченко, а ряд американских хедж-фондов заморозил активы Романа Абрамовича в связи с санкциями Великобритании.
14 марта в порту Барселоны была задержана яхта «Valerie», которая, как следует из «Архива Пандоры», предположительно принадлежит Виктору Чемезову.
16 марта Италия арестовала недвижимость Петра Авена в Порто-Рафаэле на Сардинии стоимостью 4 млн евро. РИА сообщило об аресте шести итальянский компаний Алишера Усманова, управляющих недвижимостью и автомобилями на 66 млн евро. Новостное агентство Рейтер сообщило о задержании в Испании яхты «Crescent» стоимостью 600 млн долл., предположительно принадлежащей Игорю Сечину.
16 марта Минфин США объявил о создании многосторонней рабочей группы «Российские элиты, доверенные лица и олигархи» (Russian Elites, Proxies, and Oligarchs; REPO) для поиска и ареста активов российских олигархов на Западе. В группу вошли представители Австралии, Великобритании, Канады, Японии, Германии, Франции, Италии и Европейской комиссии (рабочая группа «Заморозить и арестовать»). Цель группы — сбор и обмен информацией для принятия против олигархов конкретных мер, в частности, санкций, замораживания и конфискации активов, уголовного преследования. На первом заседании группы Минфин США представил список 50 россиян, санкционный контроль за которыми должен осуществляться в приоритетном режиме. Публичная часть этого списка состоит из 28 имён: Владимир Путин, Сергей Лавров, Сергей Шойгу, Олег Дерипаска, Кирилл Дмитриев, Сулейман Керимов, Юрий Ковальчук, Андрей Костин, Аркадий и Борис Ротенберги, Игорь Сечин, Кирилл Шамалов, Алишер Усманов, Андрей Скоч, Геннадий Тимченко, Николай Токарев, Алексей Миллер, Виктор Вексельберг, Александр Бабаков, Александр Бортников, Валерий Герасимов, Игорь Костюков, Константин Малофеев, Сергей Нарышкин, Николай Патрушев, Дмитрий Песков, Евгений Пригожин, Виктор Золотов.
18 марта Италия арестовала недвижимость Алексея Мордашова на Сардинии стоимостью 105 млн евро.
20 марта министр экономики и финансов Франции Брюно Лё Мэр заявил, что Франция заморозила 150 млн евро на частных счетах, около 30 объектов недвижимости на 539 млн евро и две яхты стоимостью 150 млн евро. Эти средства и объекты формально не являются арестованными, однако их владельцы временно не вправе ими распоряжаться.
21 марта Швейцария арестовала квартиру в Занене, предположительно принадлежащую Петру Авену.
22 марта премьер-министр Италии Марио Драги заявил что Италия заморозила активы российских олигархов на 800 млн евро.
22 и 25 марта Франция арестовала два вертолёта Алишера Усманова.
23 марта Франция арестовала две яхты миллиардера Алексея Кузьмичёва — La Petite Ourse и La Grande Ourse — общей стоимостью 90 млн евро.
29 марта Великобритания арестовала яхту Phi стоимостью около 50 млн долларов, принадлежащую, согласно официальному заявлению британских властей, российскому бизнесмену, не внесённому в санкционные списки, но имеющему тесные связи с президентом Путиным. По данным Financial Times, владельцем яхты является основатель оператора связи «Мотив» Виталий Кочетков.

### Апрель
1 апреля Литва заморозила квартиру ведущего ток-шоу «Время покажет» на Первом канале Артёма Шейнина.
4 апреля Гражданская гвардия Испании совместно с ФБР арестовала в порту Пальмы яхту Tango стоимостью 120 млн долларов, предположительно принадлежащую Виктору Вексельбергу.
6 апреля Нидерланды сообщили о задержании 14 яхт (12 в процессе постройки и 2 на техобслуживании), принадлежащих россиянам.
13 апреля коронное владение Джерси заморозил активы, связанные с Романом Абрамовичем, на сумму в 7 млрд долларов. Франция сообщила о заморозке 33 объектов недвижимости олигархов, в том числе поместья площадью 70 акров в заморском сообществе Сен-Бартелеми.
14 апреля власти Фиджи задержали суперяхту «Amadea», принадлежащую российскому миллиардеру Сулейману Керимову, и её экипаж. 3 мая она была арестована решением Верховного суда Фиджи. 7 июня Верховный суд Фиджи передал яхту властям США.
15 апреля Великобритания заморозила активы на сумму в 10 миллиардов долларов, принадлежащие партнёрам Романа Абрамовича Евгению Тененбауму и Давиду Давидовичу.
27 апреля Франция арестовала три виллы, предположительно принадлежащие россиянам: виллу «Геркулес» близ Сен-Тропе (Олег Дерипаска), виллу в окрестностях Биаррица (Кирилл Шамалов) и виллу «Трианон» вблизи Сен-Жан-Кап-Ферра (Муса Бажаев).

### Май
5 мая стало известно о заморозке французскими властями виллы и квартиры, принадлежащих семье Михаила Фридмана.
6 мая Италия задержала яхту Scheherazade стоимостью 700 млн долларов, предположительно связанную с Владимиром Путиным.
9 мая стало известно о заморозке швейцарской виллы Андрея Клишаса.
10 мая Германия задержала в порту Гамбурга яхту Luna стоимостью не менее 400 млн евро, принадлежащую Фархаду Ахмедову.

### Июнь
13 июня Черногория сообщила о заморозке 44 объектов недвижимости 34 граждан России (включая депутатов Госдумы РФ и других приближенных к Владимиру Путину чиновников), на которых ранее были наложены санкции. Среди них: Кузнецов Андрей, Иванов Николай, Иванов Виктор, Иванов Владимир, Ивлев Леонид, Казаков Виктор, Петров Сергей, Лукьянов Александр, Лукьянова Светлана, Иванов Сергей, Самойлов Андрей, Кузнецова Анна, Лариса Петрова, Сергей Петров, Николай Николаев, Виктория Иванова, Владимир Иванов, Александр Скачков, Александр Щербаков, Дмитрий Кузнецов, Владимир Кужецов, Наталья Власова, Василий Власов, Олег Смолин, Олег Лебедев, Елена Иванова, Сергей Гаврилов, Ирина Филатова, Елена Кравченко, Ольга Позднякова, Светлана Савченко, Игорь Лебедев, Татьяна Лебедева, Владимир Васильев, Андрей Пинчук, Алексей Громов, Ольга Щербакова, Екатерина Черненко, Татьяна Гестанова, Марта Баширова, Геннадий Петухов, Ольга Ивентьева, Ольга Петухова, Татьяна Комут, Наталья Куликова и Валерий Куликов.
29 июня группа «Российские элиты, доверенные лица и олигархи» (REPO, состоит из представителей ЕС, США, Великобритании, Японии, Австралии и Канады), по итогам первых ста дней работы группа отчиталась о заморозке финансовых и экономических активов россиян на 30 млрд долларов. Помимо этого были обнаружены и заблокированы яхты и недвижимость российских миллиардеров.

### Июль
22 июля суд на Украине арестовал дополнительные активы кума Владимира Путина Виктора Медведчука и его супруги Оксаны Марченко — корпоративные права компании с уставным капиталом 38 млн гривен ($1,2 млн), банковские счета на 1,3 млн гривен ($43,5 тысячи), два земельных участка (три и пять гектаров) и помещения двух гостиничных комплексов (4,5 и 2,4 тысячи квадратных метров).
27 июля Черногория известила о заморозке недвижимости неназванного гражданина РФ в Жабляке, а также имущества российского политтехнолога Марата Баширова в связи с санкциями.

### Август
К августу 2022 года Италия арестовала 11 сардинских вилл миллиардера Вячеслава Кантора.

### Ноябрь
По оценке Bloomberg, стоимость арестованных российских частных яхт превысила 4 млрд долларов.

### Декабрь
19 декабря министр иностранных дел Канады Мелани Жоли объявила, что Канада арестует и будет добиваться конфискации $26 млн от компании Granite Capital Holdings Ltd, которая принадлежит российскому олигарху Роману Абрамовичу, находящемуся под санкциями.

### 2023 год

#### Февраль
Рабочая группа, созданная министерством юстиции Швейцарии, заключила, что частные активы, счета, замороженные в местных банках и другое имущество законного происхождения, которое принадлежит гражданам России, не могут быть конфискованы в пользу Украины без компенсации. Данная процедура, по мнению экспертов, противоречит Конституции, местному законодательству, международным обязательствам страны и существующему правому порядку.

#### Объём замороженного имущества
| Страна                        | Объём имущества частных лиц | Дата     | Комментарий                                        | Источник |
| ----------------------------- | --------------------------- | -------- | -------------------------------------------------- | -------- |
| Италия                        | 800 млн евро                | 22.03.22 |                                                    | [ 308 ]  |
| Чехия                         | сотни миллионов крон        | 27.03.22 |                                                    | .        |
| Острова Кайман                | 7,3 млрд долл.              | 08.04.22 |                                                    | [ 338 ]  |
| Джерси                        | 7 млрд долл.                | 13.04.22 | активы, связанные с Романом Абрамовичем            | [ 317 ]  |
| Великобритания                | 10 млрд долл.               | 15.04.22 | активы Евгения Тененбаума и Давида Давидовича      | [ 322 ]  |
| Франция                       | 1,2 млрд евро               | 01.08.22 |                                                    | [ 339 ]  |
| Германия                      | 2,2 млрд евро               | 29.10.22 |                                                    | [ 340 ]  |
| Кипр                          | 105 млн евро                | 17.01.23 |                                                    | [ 341 ]  |
| Финляндия                     | 187 млн евро                | 21.01.23 |                                                    | [ 342 ]  |
| Участники группы REPO в целом | 58 млрд долл                | 09.03.23 | ЕС, США, Великобритания, Япония, Австралия, Канада | [ 343 ]  |
| Австрия                       | почти 2 млрд евро           | 21.04.23 |                                                    | [ 344 ]  |
| Швейцария                     | 7,5 млрд франков            | 10.05.23 |                                                    | [ 345 ]  |
| ЕС в целом                    | 24,1 млрд евро              | 26.05.23 |                                                    | [ 346 ]  |
| США                           | 0,5 млрд долл.              | 07.07.23 |                                                    | [ 347 ]  |

## Ограничения в области науки и образования
Германия, Финляндия, Украина, Норвегия, Великобритания и ЕС прекратили научные и образовательные связи с Россией. Украина разорвала их и с Беларусью. Великобритания также пересмотрела всё финансирование исследований российским бенефициарам — Агентство исследований и инноваций Великобритании приостановило выделение 50 грантов на проекты в британских университетах, которые были связаны с российскими университетами.
Польша:
- завершила сотрудничество с Объединённым институтом ядерных исследований и Международным центром научной и технической информации;
- приостановила контакты с российскими учёными, высшими учебными заведениями и исследовательскими центрами;
- прекратила работу по взаимному признанию дипломов.

Чехия ограничила возможность обучения россиян и белорусов в университетах по техническим специальностям и завершила сотрудничество с Объединённым институтом ядерных исследований.
Академия наук Чехии на неопределённый срок прекратила любую научную деятельность, связанную с совместными проектами с Россией и Беларусью.
Национальный исследовательский совет Италии объявил, что приостанавливает работу в России и не будет продлевать соглашения об исследованиях с учреждениями, связанными с Россией.
Французское национальное исследовательское агентство (ANR):
- приостановило сотрудничество с Российским научным фондом
- больше не будет принимать участие в акциях с участием российских или белорусских структур
- проекты с участием российских или белорусских лабораторий не будут финансироваться ANR

Французский Национальный центр научных исследований приостановил все новые формы научного сотрудничества с Россией.
Немецкое научно-исследовательское общество приостановило любое научное сотрудничество с Россией, включая обмен данными, образцами, исследованиями и оборудованием. Исследователи, претендующие на стипендию в России, должны будут выбрать другую страну.
Общества Макса Планка остановило сотрудничество с российскими исследовательскими институтами.
Объединение имени Гельмгольца разорвало официальные научные связи с Россией.
Национальные институты здравоохранения США ограничили доступ к своим базам для исследователей из ряда стран, в числе которых оказалась и Россия.
Национальная академия наук Украины разорвала соглашения о научно-техническом сотрудничестве с Российской академией наук, Сибирским отделением РАН, Московским государственным университетом им. Ломоносова, Московским физико-техническим институтом.
Украина вышла из состава членов Международного центра научной и технической информации и Объединённого института ядерных исследований.
Южная Корея отменила планы по запуску спутников с помощью российских ракет в конце 2022 года.
ЕС приостановил участие всех российских организаций в международных программах «Горизонт 2020», «Горизонт Европа», «Эразмус+» и программах Евроатома.
Также некоторые ограничения были введены на региональном уровне.
Всеевропейская федерация академий наук All European Academies (ALLEA) приостановила членство России и Беларуси. Также Россию и Беларусь исключили из Европейского пространства высшего образования (Болонского процесса). Ассоциация университетов Европы приостановила членство ряда российских университетов, подписавших заявление в поддержку войны: 7 марта — 12, а 22 марта — ещё 2. Cumulus Association приостановила членство 7 российских вузов. CESAER приостановила членство Томского политехнического университета. Коимбрская группа — Санкт-Петербургского государственного университета.
Европейская ассоциация гарантии качества в высшем образовании (ENQA), Ассоциация по развитию университетских бизнес-школ, AMBA, Ассоциация выпускников бизнес-школ и Глобальная сеть бизнес-школ, компаний и ассоциаций, занимающихся развитием менеджмента приостановили деятельность по членству и аккредитации в российских учреждениях.
IELTS отменила экзамены на территории России. TOEFL — на территории России и Беларуси, а позже — запретила россиянам регистрироваться на экзамен или создавать учётные записи вне зависимости от места проведения, а также отправлять результаты уже сданного теста в университеты.
Международный математический союз перенес Международный конгресс математиков 2022 года и вручение Филдсовской премии из Санкт-Петербурга в онлайн-режим. Также был отменён Конгресс антропологов и этнологов IUAES 2022 в Санкт-Петербурге. Европейский альянс ревматологических ассоциаций запретил российским и белорусским делегатам и компаниям присутствовать на конгрессе в Копенгагене.
Европейская ассоциация научных редакторов (EASE) прекратила индивидуальное членство специалистов из России. Европейская ассоциация по изучению печени опубликовала обращение ко всем научным обществам, институтам и консорциумам Европы с призывом прекратить сотрудничество с российскими институтами. Европейское общество кардиологов (ESC) заморозило все контакты и исключило возможность участия россиян в любых формах своей деятельности. Международная сеть онкологов OncoAlert прекратила любое сотрудничество с ассоциациями и конгрессами в России.
Российское психологическое общество исключили из Европейской федерации психологических ассоциаций. Международный географический союз приостановил членство России.
Европейская ассоциация урологии:
- прекратила вся совместную деятельность с национальными урологическими обществами России и Беларуси
- приостановила активную роль российских и белорусских членов в качестве членов правления офисов и секций ЕАУ, а также в качестве преподавателей на мероприятиях и мероприятиях ЕАУ.

Европейская организация по ядерным исследованиям (CERN):
- 8 марта приостановила статус России как страны-наблюдателя. Также CERN не будет сотрудничать с Российской Федерацией и её учреждениями, а её руководство будет соблюдать все соответствующие международные санкции[393]
- 25 марта приостановила участие учёных организации во всех научных комитетах учреждений, расположенных на территории Российской Федерации и Республики Беларусь, и наоборот; а также приостановила научные контакты с Объединённым институтом ядерных исследований[394]
- в апреле 2024 года приняла решение о прекращении сотрудничества с ноября с примерно 500 учеными, которые «связаны с какой-либо российской организацией»[395].

Европейское космическое агентство прекратило совместную деятельность с Россией:
- 17 марта в разработке миссии «ЭкзоМарс»[396][397]
- 13 апреля по программам Луна-25, -26 и -27[398].

Международный союз спелеологии 24 июля приостановил членство России до окончания войны и восстановление международно признанных границ Украины, включая Крым.
Европейский рентгеновский лазер на свободных электронах — совместные проекты с Россией были отменены, но в соответствии с обязательствами по международным договорам российских представителей продолжили приглашать на заседания комитетов. Также Россия продолжила платить взносы, а сотрудники с гражданством РФ, подавшие индивидуальные заявки и прошедшие стандартную процедуру отбора кандидатов на вакансии, продолжили работу. Однако исследователи из российских институтов были отстранены от участия в экспериментах из-за санкций.
Центр по исследованию ионов и антипротонов — международная конвенция и соглашение о партнёрстве с Росатомом сохранили силу после вторжения, однако контракты с российскими предприятиями были расторгнуты в соответствии с санкциями ЕС.

## Запрет символики вторжения на Украину
Латвия, Литва, Молдавия, Украина и Эстония запретили публичное использование символики вторжения России на Украину: Z, V, а также другие отметки, которые используют российские войска. Молдавия помимо этого запретила её (включая георгиевскую ленту) изготовление, продажу и распространение.
Киргизия запретила использование символа Z. Нарушителям угрожает административная ответственность.
Федеральное правительство Германии позитивно оценило намерения властей некоторых немецких федеральных земель внимательнее относится к изображению в общественных местах буквы Z и привлекать к уголовной ответственности лиц, поддерживающих таким образом российское вторжение. Оно подтвердило, что на федеральном уровне «в отдельных случаях его использование может означать выражение одобрения российской агрессии и таким образом подпадать под 140 статью немецкого Уголовного кодекса и оказываться под запретом».
Эстония запретила в период с 26 апреля по 10 мая проводить массовые мероприятия с использованием провокационной символики, к которой относятся: флаги СССР и РФ, георгиевские ленты, советская военная форма, символы в поддержку войны РФ против Украины.

## Отказ от российских энергоресурсов
8 марта президент США Джо Байден объявил о запрете поставок нефти, газа и угля из России. Также США запретили своим гражданам осуществлять новые инвестиции в энергетический сектор России и финансировать иностранные компании, осуществляющие подобные инвестиции. 9 апреля США ввели в действие законопроект о запрете импорта энергоносителей из России, включая нефть, уголь и природный газ.
В тот же день министр предпринимательства, энергетики и промышленной стратегии Великобритании Квази Квартенг заявил, что Великобритания до конца 2022 года полностью прекратит импорт российской нефти и нефтепродуктов. 6 апреля Великобритания также объявила о планах полностью отказаться от российского угля до конца 2022 года и «как можно скорее» от российского газа. К июню Великобритания полностью отказалась от импорта российских энергоносителей. C 1 января 2023 года Великобритания официально прекратила импортировать российский сжиженный природный газ.
Тогда же Латвия, Литва и Эстония заключили соглашение об отключении от сети электроснабжения БРЭЛЛ ранее запланированного до этого 2025 года и подключении к Синхронной сети континентальной Европы.
11 марта Австралия приняла решение ввести запрет на импорт из России нефти, газа, угля и нефтепродуктов. Запрет должен вступить в силу не ранее чем через 45 дней.
Тогда же Канада запретила импорт российских нефтепродуктов, а также запретила своим гражданам покупать и приобретать «ряд нефтепродуктов» из России или от любых людей в России.
12 марта вице-канцлер и министр экономики Германии Роберт Хабек заявил, что к осени 2022 года Германия должна полностью отказаться от угля из РФ, а к концу года — стать почти независимой от российской нефти.
15 марта Босния и Герцеговина ввела запрет на покупку, импорт и транспортировку ископаемого топлива.
17 марта уполномоченный Правительства Польши по делам стратегической энергетической инфраструктуры Пётр Наимский сообщил, что после завершения действующего контракта о закупке газа по Ямальскому газопроводу в декабре 2022 года Польша перестанет покупать газ у России. 29 марта Польша приняла решение ввести запрет на импорт угля из РФ. 15 апреля эмбарго на ввоз угля из Беларуси и России вступило в силу. 23 мая Польша досрочно разорвала соглашение на поставку российского газа.
19 марта вице-премьер — министр финансов Болгарии Асен Вассилев заявил, что Болгария не будет вести переговоры о новом газовом соглашении с российским «Газпромом» по истечении действующего в конце 2022 года. 3 июня Асен Вассилев заявил, что Болгария никогда больше не будет вести переговоры с российским «Газпром» в связи с тем, что он в одностороннем порядке приостановил поставки газа до истечения срока действия контракта.
22 марта министр экономического развития Финляндии Мика Линтиля заявил, что выдача лицензии АЭС «Ханхикиви-1», самым крупным акционером которой является российская госкомпания «Росатом», «совершенно невозможна». 2 мая Министерство занятости и экономики Финляндии назвало оправданным и последовательным решение компании Fennovoima расторгнуть контракт на строительство АЭС «Ханхикиви-1» с «Росатомом».
24 марта литовская государственная группа компаний электроэнергетического сектора «Ignitis grupė» заявила, что откажется от закупок у российского «Газпрома». 2 апреля Литва полностью прекратила импорт газа из России. К 22 мая Литва окончательно прекратила импортировать российскую нефть, газ и электроэнергию.
3 апреля полностью прекратили импорт газа из России также Латвия и Эстония. 29 сентября Эстония объявила о полном запрете на импорт и покупку природного газа из России с 1 января 2023 года.
5 апреля было объявлено о введении эмбарго на российский уголь на уровне ЕС. 8 апреля ЕС уточнил, что запрет на закупку, импорт или перевозку угля и других твердых ископаемых видов топлива в ЕС, если они происходят из России или экспортируются из России вступит в силу с августа 2022 года. 9 апреля ЕС ввёл запрет на закупку, импорт или транспортировку на территорию ЕС природного газа и нефти из Беларуси, включая бензиновые продукты. 18 мая ЕС объявил, что собирается потратить дополнительно более 200 млрд евро, чтобы полностью отказаться от российского ископаемого топлива уже к 2027 году. 3 июня ЕС утвердил частичное эмбарго на российскую нефть — в течение 6 месяцев ЕС намерен отказаться от импорта российской нефти, в течение 8 месяцев — от импорта нефтепродуктов. 5 декабря начало действоать эмбарго на морские поставки Российской нефти. Исключение было сделано для Болгарии, а также под санкции не попали поставки по трубопроводу «Дружба». 5 февраля 2023 года эмбарго на импорт нефтепродуктов из РФ, в том числе бензина, дизеля, керосина, нефти и мазута, вступило в силу. 5 февраля вступило в силу эмбарго на морские поставки бензина, дизеля, керосина, нефти и мазута из РФ в ЕС. Исключения сделаны для Болгарии и Хорватии — им до конца 2023 года оставлена возможность закупать газойль. Также оставлена возможность для закупки дизтоплива Чехией. Кроме того, устанорвлен переходной период в 55 дней для судов, перевозящих российские нефтепродукты, приобретенные и загруженные до 5 февраля 2023 года и разгруженные до 1 апреля 2023 года. К санкциям ЕС присоединились Албания, Босния и Герцеговина, Исландия, Лихтенштейн, Норвегия, Северная Македония, Украина, Черногория и Швейцария. 18 июля 2025 года ЕС введёл запрет на импорт нефтепродуктов из третьих стран, если они произведены из российской нефти (кроме стран G7 и ЕАСТ) и отменил исключение для импорта нефти из России в Чехию.
8 апреля о введении эмбарго на российский уголь заявила также Япония. В дальнейшем Япония также ввела эмбарго на российскую нефть, с исключением для сахалиснкой нефти до сентября 2023 года
18 апреля украинский «Энергоатом» отказался от российского уранового концентрата.
24 августа частично признанная Китайская Республика (Тайвань) произвела последний платеж за российский уголь по соглашению, подписанному до войны на Украине, и объявила, что не будет заключать никаких новых соглашений о закупках с Россией.
11 октября Новая Зеландия ввела запрет на импорт нефтепродуктов, газа и угля из России.
1 марта 2024 года Болгария прекратила импорт российской нефти.

## Введение потолка цен на российскую нефть
6 октября ЕС в рамках восьмого пакета санкций согласился установить потолок цен на российскую нефть. 13 октября к этой мере присоединились Албания, Босния и Герцеговина, Исландия, Лихтенштейн, Норвегия, Северная Македония, Украина и Черногория, 23 ноября — Швейцария.
3 ноября Великобритания объявила о введении с 5 декабря запрета на оказание услуг по транспортировке российской нефти, если только она не приобретается по максимальной цене, установленной западными странами, или ниже её — запрещается страхование для любой торгующей или перевозящей её компании дороже. Страховой бойкот благодаря Великобритании стал практически тотальным: в Лондоне базируется Международная группа клубов взаимного страхования судовладельцев International Group of P&I Clubs — она обеспечивает страховыми услугами около 90 % мирового тоннажа морских судов.
1 декабря США и ЕС установили потолок цен на российскую нефть в 60 долларов за баррель с 5 декабря. Максимальная цена будет меняться со временем — по данным Reuters, её будут держать на 5 процентов ниже рыночной. США и ЕС отказались от закупок российской танкерной нефти, но при покупке по цене выше потолка покупать её фактически не смогут и другие страны: танкеры нельзя будет застраховать крупнейшими в мире страховщиками, и её нельзя будет перевозить крупнейшим в мире танкерным флотом Греции. Reuters отметил, что верхняя граница цен является мягкой мерой, которая должна заменить эмбарго. Как утверждалось, подобное смягчение должно защитить стабильность международных поставок и предотвратить скачок цен. Поскольку принятие этого предложения станет эффективным смягчением уже согласованных санкций ЕС, страны Балтии заявили, что блок должен компенсировать это, приняв новый пакет санкций против России. 2 декабря Большая семёрка и Австралия также присоединились к введению согласованного потолка цен с 5 декабря или «очень скоро после этого». 8 декабря к нему присоединилась Норвегия, 16 декабря — Швейцария, 23 января 2023 года — Албания, Босния и Герцеговина, Исландия, Лихтенштейн, Северная Македония и Черногория, 29 февраля 2024 года — Новая Зеландия.
4 ноября 2022 года президент Украины Владимир Зеленский назвал предложенный уровень ограничения цен на российскую нефть в 60 долларов за баррель признаком слабости по отношению к Москве. Bloomberg уточнил, что параметры вводимых ограничений ясно дают понять, что США и ЕС хотят, чтобы российская нефть продолжала поставляться.
По данным Financial Times уже 29 ноября Турция начала требовать от владельцев танкеров, перевозящих российскую нефть, доказательств того, что она застрахована. К 5 декабря образовалась пробка из 19 нефтяных танкеров, которые встали на якорь на рейдах проливов Босфор и Дарданеллы. Согласно данным «Рейтер» к 8 декабря Государственная нефтяная компания Азербайджанской Республики приостановила закупки российской сырой нефти для своего турецкого НПЗ, чтобы оставаться в рамках западных санкций. По данным Bloomberg с 5 декабря китайская государственная судоходная, логистическая и промышленная корпорация China COSCO Shipping отказались от перевозки российской сырой нефти, цена которой превышала потолок цен.
20 января 2023 года Большая семёрка, ЕС и Австралия договорились о введении двух потолков цен: один для российских нефтепродуктов, которые обычно торгуются с надбавкой по отношению к сырой нефти (дизельное топливо, бензин), другой — для продуктов, которые обычно торгуются со скидкой (мазут). Изменения вступят в силу вместе с пересмотром потолка цен 5 февраля. 5 февраля, в рамках механизма определения предельных цен по морским перевозкам российской нефти в третьи страны, были установлены следующие потолки цен: 45 долларов (около 41 евро) за баррель (159 литров) нефтепродуктов, торгующиеся со скидкой к сырой нефти (в том числе мазута); 100 долларов (около 92 евро) за баррель нефтепродуктов высокой переработки, торгуемых с премией к сырой нефти (в том числе бензина и дизельного топлива). Однако ограничения не коснулись нефтепродуктов, которые были произведены из российской нефти за границей, а также не распространились на смеси российских нефтепродуктов с продукцией из других государств. 14 февраля к этим ограничениям присоединились Албания, Босния и Герцеговина, Исландия, Лихтенштейн, Норвегия, Северная Македония, Украина и Черногория, 15 февраля — Швейцария.
5 декабря 2022 года Либерия обязала корабли под своим флагом соблюдать условия потолка цен на российскую нефть. В феврале 2023 года аналогично поступили Маршалловы Острова, актуализировав данное предписание в ноябре 2023 года.
18 июля 2025 года ЕС снизил предельную цену на нефть до $47,6 за баррель и введёл автоматический механизм корректировки. К данному решению присоединились Великобритания и Канада.

## Оценка объёмов арестованных и замороженных активов
К 14 марта Бельгия заморозила около 10 млрд евро российских активов: 2,7 млрд на банковских счетах и 7,3 млрд в замороженных транзакциях.
20 марта министр экономики и финансов Франции Брюно Ле Мэр заявил, что Франция заморозила более 22 млрд евро авуаров Центрального банка России, 150 млн евро на частных счетах и недвижимость на 539 млн евро.
Нидерланды, по данным нидерландского Минфина на 22 марта, заморозили около 431 млн долларов (392 млн евро) российских активов.
Польша, по данным пресс-секретаря правительства Пётр Мюллер на 22 марта, заморозила на российских счетах на своей территории около 33 млн долларов (140 млн злотых).
22 марта министр транспорта РФ Виталий Савельев заявил, что аресту за границей подверглись 78 российских самолётов. 23 марта он же заявил о том, что лизингодатели запросили у российских авиакомпаний возврат 500 самолётов.
Тогда же Глава Минфина Люксембурга Юрико Бакес проинформировала парламент о том, что операторы в Люксембурге заморозили российские активы на 2,5 млрд евро.
30 марта Минфин ФРГ сообщил, что Германия заморозила 95,5 млн евро на счетах физических и юридических лиц из России.
Тогда же министр иностранных дел коронного владения Джерси Ян Горст сообщил о замораживании российских активов на сумму в 259,3 млн фунтов стерлингов.
1 апреля Латвия сообщила о заморозке 55 млн евро российских активов в своих банках.
5 апреля ЕС оценил объём замороженных им активов в 35 млрд евро.
7 апреля Швейцария заявила о заморозке российских активов на 8 млрд долларов с момента введения санкций.
29 апреля Ирландия заявила о заморозке российских активов на сумму в 1,2 млрд евро.
В первом квартале 2022 года Credit Suisse заморозил активы на 10,6 млрд долларов.
23 мая Агентство Казахстана по регулированию и развитию финансового рынка заявило о том, что около 9,2 миллиарда тенге (21,5 миллиона долларов по курсу валют на 23 мая) заморожены на счетах трех казахстанских «дочек» российских банков из-за санкций.
25 мая Европейский комиссар по вопросам юстиции, фундаментальным правам и гражданству Дидье Рейндерс заявил, что с начала войны на Украине в феврале в ЕС было заморожено около 23 млрд евро (24,5 млрд долларов) активов Центрального банка России.
7 июня Министерство финансов Люксембурга опубликовало заявление, согласно которому люксембургские операторы на 7 июня заморозили активы подсанкционных российских физических и юридических лиц на сумму почти 4,267 млрд евро — речь идёт о банковских счетах и ценных бумагах более 90 человек и 1100 компаний из РФ.
10 июня Полиция Канады сообщила, что с начала российского военного вторжения на Украину и до 7 июня Канада заблокировала 412,1 млн канадских долларов ($328,6 млн), которые находились на российских счетах или фигурировали в сделках с участием лиц, попавших в санкционные списки. Из них: 123 млн канадских долларов ($98,1 млн) заблокированы на подсанкционных счетах россиян, 289 млн ($230,5 млн) — в рамках транзакций.
29 июня группа «Российские элиты, доверенные лица и олигархи» (REPO, состоит из представителей ЕС, США, Великобритании, Японии, Австралии и Канады), по итогам первых ста дней работы группа отчиталась о заморозке активов Центробанка России на 300 млрд долларов.
2 августа Бельгия сообщила о заморозке российских активов на 50 млрд евро.
10 ноября Великобритания сообщила, что объём замороженных активов (долей в компаниях и валюты на банковских счетах, не считая недвижимости и активов в Гернси и Джерси) российских физических и юридических лиц достиг 18 млрд фунтов (20,5 млрд долл.).
По состоянию на 25 ноября 2022 года Швейцария заморозила российские активы на общую сумму в 7,5 млрд франков (приблизительно $7,94 млрд).
28 декабря Министерство внутренних дел Литвы сообщило о заморозке 77,883 миллиона евро девяти юридических лиц из России, попавших под санкции, а также 9,457 миллиона долларов, принадлежащих шести юридическим и одному физическому лицу из Беларуси.
1 декабря 2023 года Государственный секретариат экономики (SECO) Швейцарии сообщил о заморозке российских активов на сумму 7,7 млрд швейцарских франков ($8,8 млрд) в рамках санкций.

## Отмена и снятие санкций

### 26 марта 2022 года
Великобритания исключила транспортные ограничения из санкций в отношении Олега Тинькова и Евгения Швидлера.

### 30 марта 2022 года
Финляндия возобновила грузовые перевозки с Россией после консультаций с британскими властями о характере санкций. 6 апреля Финляндия вновь объявила о прекращении перевозок.
Швейцария разблокировала счета компании «Еврохим» в связи с тем, что находящийся под санкциями Андрей Мельниченко вышел из совета директоров «Еврохима» и переписал компанию на свою жену Александру.

### 31 марта 2022 года
Управление по контролю за иностранными активами (OFAC) Минфина США, вывела из-под санкций российские минеральные удобрения. Также США вывели из под санкций банк «Ozon», попавший туда за связь с подсанкционным «Совкомбанком».

### 13 апреля 2022 года
ЕС ввёл некоторые исключения из ограничений на торговлю товарами и технологиями для использования в определённых секторах, предоставление определённых услуг и помощи, связанных с этими товарами и технологиями, и предоставление услуг, связанных с инфраструктурой в определённых секторах, в случае необходимости исключительно в гуманитарных целях на неподконтрольных правительству территориях Донецкой и Луганской областей Украины, а также исключения из запрета на предоставление средств или экономических ресурсов некоторым лицам, организациям и органам в аналогичных ситуациях.

### 25 апреля 2022 года
Албания, Босния и Герцеговина, Исландия, Лихтенштейн, Норвегия, Северная Македония, Украина и Черногория присоединились к исключениям из ограничений на торговлю товарами и технологиями для использования в определённых секторах, предоставление определённых услуг и помощи, связанных с этими товарами и технологиями, и предоставление услуг, связанных с инфраструктурой в определённых секторах, в случае необходимости исключительно в гуманитарных целях на неподконтрольных правительству территориях Донецкой и Луганской областей Украины, а также исключениям из запрета на предоставление средств или экономических ресурсов некоторым лицам, организациям и органам в аналогичных ситуациях принятым. ЕС 13 апреля 2022 года. Грузия присоединилась только к исключениям из ограничений на торговлю товарами и технологиями для использования в определённых секторах, предоставление определённых услуг и помощи, связанных с этими товарами и технологиями, и предоставление услуг, связанных с инфраструктурой в определённых секторах, в случае необходимости исключительно в гуманитарных целях на неподконтрольных правительству территориях Донецкой и Луганской областей Украины.

### 6 июля 2022 года
Норвегия и Россия пришли к соглашению по поводу разблокирования доставки российских грузов в поселение Баренцбург на архипелаге Шпицберген. Ранее контейнеры не разрешали перевозить через границу, так как это делалось с помощью российских транспортных средств. Теперь контейнеры будут доставлять норвежским транспортом.

### 10 июля 2022 года
Канада выдала «ограниченное по времени и отзывное разрешение» на освобождение возврата турбин от санкций для возвращения Германии отремонтированной российской турбины, необходимой ей для газопровода «Северный поток — 1».

### 21 июля 2022 года
ЕС вывел из-под санкций транзакции с государственными компаниями, занимающимися экспортом пшеницы и удобрений, а также транспортировкой нефти в третьи страны.

### 23 июля 2022 года
Литва отменила запрет на железнодорожные перевозки санкционных товаров в Калининград и из него.

### 24 октября 2022 года
Нидерландский RTL Nieuws сообщил, что в общей сложности правительство страны выдало 91 разрешение на освобождение от санкций ЕС против России. Среди них 13 — на освобождение от ограничений некоторых замороженных активов и товаров, 25 — для сотрудничества с бывшими дочерними предприятиями «Газпрома». Также 34 российских корабля получили право на вход в порты Нидерландов. По данным МИДа страны, заинтересованные министерства не хотят обнародовать названия компаний и секторов, а также суммы льгот, поскольку это касается «конфиденциальной информации компаний».

### 23 ноября 2022 года
Politico сообщил, что Болгария разрешила черноморскому нефтеперерабатывающему заводу, принадлежащему «Лукойл», продолжать работу и экспортировать нефтепродукты в ЕС до конца 2024 года. Как было отмечено, это произошло несмотря на предупреждения Брюсселя о том, что подобные действия противоречат санкциям блока. По оценкам правительства, сделка даст дополнительно 350 миллионов евро в бюджет Болгарии, поскольку нефтяная компания взяла на себя обязательства перевести доходы и налоги к уплате из Нидерландов и Швейцарии в Болгарию.

### 16 декабря 2022 года
ЕС было принято решение, согласно которому, олигархи, стремящиеся высвободить деньги, должны будут предоставить доказательства того, что средства необходимы для конкретной поставки продуктов питания или удобрений в третьи страны. Решение об этом будет приниматься страной, в которой запрашивается это исключение, и Европейской комиссией. Государство-член ЕС имеет право не применять такие исключения даже после получения просьбы высвободить средства.

### 20 декабря 2022 года
Люксембург санкционировал разблокирование некоторых замороженных средств или экономических ресурсов, хранящихся в расчетной палате Clearstream Национальным расчетным депозитарием России (НРД). Средства будут высвобождены «при условии, что эти средства или экономические ресурсы необходимы для прекращения до 7 января 2023 года операций, контрактов или других соглашений, заключенных с этим лицом или иным образом связанных с ним до 3 июня 2022 года». Выдача генеральной лицензии должна позволить российским инвесторам, не находящимся под санкциями, переводить активы из НРД, внутреннего платежного агента России, который в июне попал под санкции ЕС, в другие места.

### 22 декабря 2022 года
Вслед за Люксембургом Бельгия разрешила временно разблокировать активы российского Национального расчетного депозитария до 7 января 2023 года.

### 7 февраля 2023 года
ЕС снял санкции с бывшего российского губернатора Севастополя Дмитрия Овстянникова.

### 8 марта 2023 года
ЕС снял санкции с Виолетты Пригожиной — матери Евгения Пригожина.

### 12 апреля 2023 года
США вывели из-под санкций издание «Коммерсант».

### 19 мая 2023 года
США сняли санкции с основателя IBS Анатолия Карачинского.

### 6 июля 2023 года
Великобритания исключила бывшего первого заместителя председателя правления Сбербанка Льва Хасиса из санкционного списка.

### 20 июля 2023 года
Великобритания сняла санкции с российского бизнесмена Олега Тинькова.

### 26 июля 2023 года
ЕС отменил санкции против бывшего генерального прокурора Украины Виктора Пшонки и его сына Артема.

### 13 сентября 2023 года
ЕС отменил санкции против: бизнесмена Григория Березкина, находящегося в близком окружении президента РФ Владимира Путина и задействованного в ряде секторов, включая СМИ, инфраструктуру и энергетику; миллиардера Фархада Ахмедова, работающего в российском нефтегазовом секторе; бывшего главы российской компании электронной коммерции Ozon Александра Шульгина. В ответ Россия заявила, не называя конкретных имен, что российские бизнесмены, высказывавшие антироссийские взгляды в попытке добиться снятия с них персональных санкций являются предателями.

### 17 ноября 2023 года
Канада сняла санкции с российского миллиардера Олега Бойко.

### 20 января 2024 года
Словакия сняла запрет на культурное сотрудничество с Россией и Беларусью.

### 24 апреля 2024 года
Правительство Канады, несмотря на санкции, введённые в адрес российской компании «ВСМПО-Ависма», разрешило корпорации Airbus использовать титан российского происхождения для производства самолётов в стране.

### 14 марта 2025 года
На встрече послов стран ЕС при согласовании продления санкций из списка по просьбе Венгрии, были исключены четыре человека: министр спорта РФ Михаил Дегтярёв, бизнесмены Вячеслав Кантор и Владимир Рашевский, сестра бизнесмена Алишера Усманова Гульбахор Исмаилова. Первоначально Венгрия просила об исключении 9 человек, в том числе бизнесмена Михаила Фридмана.

## Ответные действия России и обход санкций
28 февраля в ответ на закрытие неба для своих самолётов российское Федеральное агентство воздушного транспорта ввело симметричные ограничения.
3 марта Глава «Роскосмоса» Дмитрий Рогозин объявил о прекращении поставок ракетных двигателей РД-180 в США, обслуживание 24 оставшихся в американском пользовании двигателей также прекратится.
4 марта Дмитрий Рогозин отменил запланированный на 5 марта запуск Союза-2.1б с 36-ю британскими спутниками связи OneWeb с космодрома Байконур. Ракета была снята со стартовой площадки, а космические аппараты размещены в одном из корпусов.
4 марта Министерство промышленности и торговли РФ в ответ на объявленные США и ЕС санкции в отношении российских торговых судов рекомендовало производителям удобрений воздержаться от экспорта «до тех пор, пока перевозчики не возобновят ритмичную работу и не предоставят гарантии полного завершения экспорта российских удобрений».
5 марта, в связи с вводом против России многочисленных санкций, в том числе отключением российских банков от международной платёжной системы SWIFT и закрытием воздушного пространства для российских самолётов, президент России подписал указ, в соответствии с которым правительство России в двухдневный срок должно определить перечень стран, совершающих в отношении России «недружественные действия».
14 марта президент России Владимир Путин подписал закон, позволяющий регистрировать права на иностранные самолёты, которые находятся в лизинге у российских компаний. По словам министра транспорта Виталия Савельева к 22 марта в российские авиакомпании перевели в реестр страны почти 800 самолётов. 1 апреля президент России Владимир Путин подписал указ о переводе в рубли расчётов за покупку и лизинг иностранных самолётов.
5 апреля министр транспорта РФ Виталий Савельев сообщил, что сформирован пул из 193 самолётов для полетов за границу, это 148 — Sukhoi Superjet 100 и около пятидесяти иностранные, которые были выкуплены изначально российскими авиакомпаниями.
14 марта премьер-министр РФ М. Мишустин подписал указ № 362, предусматривающий временный запрет экспорта пшеницы, меслина, ржи, ячменя и кукурузы в страны Евразийского экономического союза, кроме Беларуси. Запрет будет действовать до конца 2021/22 маркетингового года 30 июня 2022 года. Согласно тому же указу, на период с 15 марта по 31 августа 2022 года запрещен экспорт белого и тростникового сахара-сырца. Запрет не распространяется на гуманитарную помощь и поставки по экспортным лицензиям, выданным Минпромторгом, в пределах экспортной квоты.
23 марта Прокуратура Российской Федерации вышла из Международной ассоциации прокуроров, после того как Офис Генерального прокурора Украины инициировал процесс её исключения.
29 марта Правительство РФ утвердило легализацию параллельного импорта, позволяющего поставщикам импортной продукции осуществлять их реализацию в РФ без разрешения владельца товарного знака.
22 апреля Минпромторг РФ определил перечень товаров, в отношении которых будет разрешен параллельный импорт, 50 групп товаров и около 200 брендов.
31 марта президент России подписал указ о торговле газом с «недружественными странами» за рубли. Согласно ему получатели газа перечисляют валюту на специальные расчетные счета, открытые в Газпромбанке, а финансовая организация конвертирует её в рубли на Мосбирже.
16 апреля В. Путин подписал закон о делистинге депозитарных расписок российских компаний с иностранных площадок с последующей конвертацией в отечественные ценные бумаги. Согласно данного закона мировые фондовые биржи теряют возможность оперировать ценными бумагами РФ. Данный документ был опубликован на официальном портале правовой информации.
27 апреля «Газпром» прекратил поставки газа в Польшу и Болгарию, заявивших об отказе от оплаты газа по предложенной схеме. Спустя несколько часов цены на фьючерсные контракты на поставку природного газа взлетели более чем на 23 %. 21 мая «Газпром» прекратил поставки газа в Финляндию, 30 мая — в Нидерланды, 31 мая — в Данию, а также для Shell Energy Europe в Германию.
3 мая президент России подписал указ № 252 «О применении ответных специальных экономических мер в связи с недружественными действиями некоторых иностранных государств и международных организаций». Согласно документу, вводится запрет для органов госвласти всех уровней, а также для организаций и физических лиц, находящихся под юрисдикцией РФ, совершать сделки, включая заключение внешнеторговых контрактов, с юрлицами, физлицами и находящимися под их контролем предприятиями, по отношению к которым применяются специальные экономические меры. Также запрещается исполнять перед лицами, подпавшими под санкции, обязательства по совершенным сделкам, включая сделки по заключённым внешнеторговым контрактам, при условии, что такие обязательства исполнены не в полном объёме или не исполнены. Помимо этого, установлен запрет на вывоз за пределы России сырья или продукции, добыча или производство которых происходит в РФ, с учётом того, что они поставляются в пользу лиц, подпадающих под санкции, или лицами, находящимися под ними, в пользу иных лиц. Правительству РФ было поручено в 10-дневный срок утвердить список лиц, подпавших под санкции, определить дополнительные условия отнесения сделок к сделкам, исполнение обязательств по которым и совершение которых запрещаются согласно указу.
11 мая Правительство РФ утвердило перечень юридических лиц, в отношении которых вводятся ответные санкции. В списке — 31 компания, большая часть которых относится к группе Gazprom Germania. Это непосредственно Gazprom Germania GmbH, а также её дочерние компании Gazprom NGV Europe GmbH, Astora GmbH, ZGG — Zarubezhgazneftehim Trading GmbH, GAZPROM Schweiz AG, WIEE Hungary Kft., WIEE Bulgaria EOOD, IMUK AG, WIBG GmbH, WIEH GmbH, WINGAS GmbH, WINGAS UK Ltd., WINGAS Sales GmbH, WINGAS Holding GmbH, Industriekraftwerk Greifs wald GmbH, VEMEX ENERGO s.r.o., WINGAS Benelux s.r.l., Gazprom Marketing & Trading Ltd., Gazprom Global LNG Ltd., Gazprom Marketing & Trading France SAS, Gazprom Marketing & Trading USA Inc., Gazprom Marketing & Trading Switzerland AG, Gazprom Marketing & Trading Singapore PTE. Ltd., Gazprom Marketing & Trading Retail Ltd., Gazprom Мех (UK) 1 Ltd., Gazprom Мех (UK) 2 Ltd., PremiumGas S.p.A., VEMEX s.r.o., VEMEX Energie a.s., WIEE Romania SRL. Также правительство РФ ввело санкции в отношении польской компании EuRoPol GAZ S.A. — владельца польского участка газопровода «Ямал-Европа». В отношении данных лиц запрещены любые сделки. В это же день все вышеуказанные фирмы прекратили получать газ из России.
22 мая президент России подписал указ о временном порядке выплат по еврооблигациям. Документ предполагает, что Москва отныне будет считать свои обязательства выполненными, «если они исполнены в рублях в сумме, эквивалентной стоимости обязательств в иностранной валюте» по курсу на день перевода средств в Национальный расчётный депозитарий (НРД), через который они будут доводиться до кредиторов. (Ранее НРД попал под ограничительные меры ЕС.) На следующий день Министерство финансов РФ провело первые платежи в рублях по евробондам со сроками погашения в 2027 и 2047 годах.
21 июня Госдума РФ сразу во втором и третьем чтениях приняла закон, позволяющий российским компаниям импортировать товары без разрешения правообладателя. Тем самым легализовав «параллельный импорт», то есть ввоз в страну товаров без разрешения правообладателя. Действия закона распространяются исключительно на категории товаров, одобренные Минпромторгом в мае 2022 года. Среди них отдельные товарные марки, например, Bentley, Apple, Siemens, Dyson и категории товаров, например, железнодорожные локомотивы, саженцы.
14 июля Россия приостановила действие сертификатов на ремонт вертолётов российского производства ремонтным предприятиям Чехии и Болгарии.
Bloomberg, со ссылкой на источники, знакомые с позицией руководства России, назвал сокращение поставок газа по «Северному потоку» до 20 % от его пропускной способности ответными действиями Кремля на введённые санкции. По информации агентства, Москва намерена сохранять поставки газа в Европу на минимальном уровне, пока продолжается противостояние вокруг Украины. Кремль, по мнению Bloomberg, использует природное топливо для давления на лидеров государств ЕС, чтобы заставить их пересмотреть введенные санкции, а также их подходы в поддержке Киева. Агентство подчёркивает, что если поставки газа не вернутся к прежним показателям, Европу ждёт катастрофическая нехватка топлива. «Газпром» же, после анализа текущей ситуации, решил сократить ущерб от сокращения поставок за счёт растущих цен на газ. Оксана Антоненко, директор Control Risks в Лондоне, предположила, что действия России ускорят шаги ЕС по диверсификации поставок российского газа и лишат Кремль ключевого рынка.
Al Jazeera сообщила об активизации действий России и Индии по запуску МТК «Север-Юг». Маршрут назвали «жизненно важным» для Москвы как путь «экономического выхода» в борьбе с западными санкциями. Отмечается, что для Индии маршрут также имеет стратегическое значение, так как предлагает доступ в Среднюю Азию и Афганистан в обход Пакистана, считающегося врагом Индии. По словам аналитика Вайшали Басу Шарма, бывшего консультанта секретариата Совета национальной безопасности Индии, рост торговли между Индией и Россией и внимание к проекту МТК показывают, что «развивающиеся экономики наконец-то ломают гегемонию финансовых структур, созданных развитыми странами».
1 августа 2022 года Politico сообщил, что Москва запретила въезд на территорию России 39 британским политикам, бизнесменам и журналистам в ответ на поддержку Великобританией Украины. В список вошли лидер Лейбористской партии Кейр Стармер, бывший премьер-министр Дэвид Кэмерон, а также журналисты Пирс Морган и Роберт Пестон. Имена были добавлены в список из более чем 200 британских граждан, которым уже запрещён въезд в Россию.
Согласно расследованию, проведённому Reuters (статья опубликована 2-го сентября 2022), поток компьютерных комплектующих западных брендов в Россию после начала конфликта на Украине не прекратился: с его начала были отправлены тысячи партий. Сообщалось, что грузоотправителями были в основном неавторизованные поставщики, а также некоторые производители техники. По оценке агентства, многие электронные компоненты массового производства не подпадают под экспортный контроль. Кроме того, существует множество поставщиков и трейдеров в Восточной Азии и других странах, которые готовы поставлять продукцию, подпадающую под санкции и часто неподконтрольных западным производителям. Отмечено, что Программируемые микросхемы дают производителям электронного оборудования огромную гибкость, поскольку их можно быстро перепрограммировать для выполнения практически любых новых задач. Россия научилась переделывать микросхемы потребительского класса для использования в военных целях, например, устанавливая тепловую защиту для использования обычных потребительских микроконтроллеров вместо монтажа специализированных теплостойких микросхем военного назначения.
В августе заместитель председателя Совета безопасности России Дмитрий Медведев призвал граждан Европы протестовать против «глупых» действий своих правительств (имелись в виду санкции) и наказать их за это (то есть проголосовать против них). Высказывание вызвало резонанс в Италии, оно попало на первые страницы двух ведущих национальных газет, которые обвинили Медведева во вмешательстве в предвыборную кампанию. Сообщается, что Маттео Сальвини, глава ультраправой партии «Лига», в своей кампании назвал санкции одной из причин кризиса стоимости жизни и выступил за дипломатическое решение и отказ от агрессивной позиции в адрес России, которой придерживался Драги.
2 сентября «Газпром» объявил, что «Северный поток-1» останется закрытым на неопределенный срок. 5 сентября Дмитрий Песков заявил, что причиной остановки стало невыполнение Siemens Energy условий контракта на техническое обслуживание из-за санкций.
3 октября министр сельского хозяйства РФ Дмитрий Патрушев заявил, что Россия готова предоставлять торговое финансирование импортёрам своего зерна. По словам Патрушева, некоторые покупатели российского зерна в настоящее время расплачиваются рублями или местной валютой, и количество таких сделок растёт. Сообщалось, что крупнейшими импортёрами российского зерна являются Египет и Турция.
В тот же день Bloomberg со ссылкой на собственные источники, сообщил о планах вице-премьера России Александра Новака посетить встречу ОПЕК+ в Вене, на которой ожидается решение о крупнейшем с 2020 года сокращении добычи нефти. Сообщалось, что оно может составить более 1 миллиона баррелей в день. По оценке агентства, сокращение добычи может помешать плану администрации Байдена по ограничению доходов России от продажи нефти. 5 октября Reuters сообщил, что министры стран ОПЕК+ договорились о сокращении добычи нефти на 2 миллиона баррелей в день. Ранее агентство сообщало, что США подталкивают страны ОПЕК+ к тому, чтобы они не сокращали добычу нефти, поскольку президент Джо Байден стремится предотвратить рост цен на бензин в США. Повышение цен может нанести ущерб перспективам демократов на промежуточных выборах в Конгресс 8 ноября.
20 октября 2022 года Министерство финансов России заявило, что оно использует 1 триллион рублей (16,25 миллиарда долларов) из Фонда национального благосостояния страны (ФНБ) для покрытия дефицита государственного бюджета в связи с западными санкциями и военными расходами.
16 ноября 2022 года МИД России ввел санкции против 52 членов правительства и политиков Ирландии за их поддержку санкций ЕС в отношении России. По данным министерства, в их число входят премьер-министр Ирландии Майкл Мартин, его заместитель Лео Варадкар, председатель нижней палаты ирландского парламента Шон О Фергейл, министр иностранных дел и обороны Саймон Ковени, министр юстиции Хелен МакЭнти, министр финансов Паскаль Донохью и другие ирландские министры и законодатели.
21 ноября 2022 года Александр Новак заявил, что Россия не планирует поставлять нефть или нефтепродукты в страны, которые введут потолок цен на нефть. По его словам потолок цен приведет к сокращению инвестиций и потенциальному дефициту поставок нефти.
6 декабря Bloomberg сообщил, что Россия рассматривает возможность установления минимальной цены для своих международных продаж нефти в ответ на «потолок цен», установленный странами G-7. По словам двух чиновников, знакомых с планом, Москва рассматривает возможность либо введения фиксированной цены на баррели в стране, либо установления максимальных скидок к международным ориентирам, по которым они могут быть проданы. По словам агентства со ссылкой на информированные источники Россия стремится предложить покупателям своей нефти прозрачный механизм ценообразования, придерживаясь рыночного подхода к противодействию ограничениям и не хочет создавать неудобства нейтральным государствам, которые продолжают покупать нефть.
В декабре 2022 года в совместном расследовании агентства Reuters и Royal United Services Institute (RUSI) было сообщено о глобальной цепочке поставок, которую создала Россия для обеспечения своих нужд в западных компьютерных компонентах и другой электронике. Полупроводники, чипы и другая техника поступают в страну через торговые хабы Турции, Гонконга, Эстонии от малоизвестных экспортеров. Только по данным таможни РФ, через эту сеть, минуя санкционные барьеры за семь месяцев до 31 октября 2022 года в страну поступило высокотехнологичных комплектующих на сумму на сумму не менее 2,6 млрд долларов. Из них 777 миллионов долларов приходится на продукцию таких западных компаний, как Intel Corp, Advanced Micro Devices Inc (AMD), Texas Instruments Inc и Analog Devices Inc., Infineon AG. Микросхемы именно этих фирм были обнаружены в российских системах вооружения.
14 декабря 2022 года Bloomberg сообщил, что Россия создала площадку в Балтийском море рядом с портом Усть-Луга чтобы осуществлять перевалку топлива, в том числе дизельного, с судна на судно. Это было сделано для преодоления перегруженности рынка танкеров до вступления в силу санкций ЕС. Международное энергетическое агентство заявило в своем отчёте о рынке нефти в среду, что эта стратегия позволит небольшим танкерам разгружаться на более крупные, которые затем смогут перевозить топливо дальше для торговли на дальние расстояния.
Информационное агентство Bloomberg сообщило, что российское правительство планирует подать жалобу на Литву во Всемирную торговую организацию с целью пересмотра ограничений ЕС в отношении Калининградской области.
25 декабря 2022 года, по сообщению Reuters, вице-премьер РФ Александр Новак заявил, что Россия готова возобновить поставки газа в Европу по газопроводу Ямал-Европа. По его словам, европейский рынок остается для России актуальным из-за дефицита газа в регионе, и она готова возобновить поставки. Было отмечено, что поставки из России по газопроводу были остановлены после того как в мае 2022 года Польша отклонила требование «Газпрома» платить за газ в рублях.
27 декабря президент России Владимир Путин подписал указ в ответ на введённые меры по ограничению цены на российскую нефть. Документ запрещает поставки сырой нефти и нефтепродуктов компаниям и физлицами, если в контрактах предусматривается «прямая или косвенная» фиксация предельной цены. Указ по вступает в действие с 1 февраля сроком на 5 месяцев. В случае специального решения президента из запрета могут быть сделаны исключения.
10 января 2023 года Bloomberg сообщил, что Министерство энергетики России заявило о начале мониторинга за международными ценами на нефть для ограничения скидок. Было отмечено, что положения о мониторинге основаны на указе президента РФ, направленном на противодействие ценовому потолку, введённому странами Большой семёрки в начале декабря 2022 года.
18 января Reuters сообщил, что, по данным двух отраслевых источников, Россия планирует увеличить морской экспорт СПГ в феврале на 62,5 % по сравнению с январем до 234 100 тонн. По оценке трейдеров, экспортные поставки СПГ из черноморских портов Тамань и Темрюк и балтийского порта Усть-Луга более выгодны, чем прямой железнодорожный экспорт в Польшу в связи с ростом цен на морские поставки газа по сравнению с сухопутными. Агентство отметило, что сжиженный газ не подпадает под эмбарго ЕС на российские энергоносители.
1 февраля 2023 года Bloomberg констатировал, что рост военного производства помогает российской промышленности компенсировать большую часть ущерба, нанесенного международными санкциями и другими последствиями конфликта на Украине. По приведённому агентством прогнозу сотрудника Bloomberg Economics Александра Исакова, промышленное производство в России вырастет в 2023 году на 2 %. Был отмечен значительный вклад оборонной промышленности: за первые 11 месяцев прошлого года на 5 % выросло производство готовых металлических изделий, включая оружие и боеприпасы, на 4 % увеличилось производство компьютеров, электронной и оптической продукции, включая детали для авиационных и ракетных двигателей, а также оптических прицелов.
По данным Радио Свобода на февраль 2023 (со ссылкой на Евростата), с февраля 2022 года экспорт товаров из ЕС в РФ уменьшился на 47 %, но при этом вырос на 48 % в страны СНГ. По мнению руководителя отдела изучения данных Euromonitor International Вайдотаса Землис-Балевичуса, большая часть товаров из ЕС, поступающая в страны СНГ, переправляется в Россию. В ходе анализа было обнаружено около 100 «санкционных аномалий» по увеличению экспорта, среди них: поставки подержанных автомобилей из Литвы в Беларусь; ноутбуков и смартфонов из Чехии в Казахстан; керосина для самолётов из Греции в Грузию. По подсчётам Землис-Балевичуса, Греция, Кипр, Чехия и Эстония увеличили продажи санкционных товаров в страны СНГ в три-пять раз. Рост подобного экспорта из других стран вырос на меньшие показатели. Не изменился объём поставок в СНГ только в Швеции и Мальте.
Россия смогла снизить эффективность санкций Запада за счёт перенаправления экспортных потоков нефти в Китай, Индию и Турцию. В качестве инструментов для достижения цели использовались длинные трубопроводы, доступ к портам на трёх различных морях и капитал, находящийся внутри страны и не подпадающий под санкции. В результате экспорт нефти из РФ и Индию с начала вторжения вырос в 16 раз до 1,6 млн баррелей в день.
Согласно опросу Института Гайдара, проведённому в январе 2023 года, «абсолютное большинство» российских промышленных предприятий заместили необходимое им подсанкционное оборудование, комплектующие и запчасти аналогами, изготовленными в Китае. На данный момент в этой стране приобретают оборудование 67 % респондентов, 63 % покупают запасные части, а 54 % — комплектующие. У почти четверти опрошенных предприятий поставки комплектующих из санкционного списка не прекращались.
В марте 2023 года Bloomberg сообщило, что России удаётся обходить санкции и обеспечивать себя передовыми технологиями, микро- и интегральными схемами, произведёнными в ЕС. В целом, по данным издания, российский импорт вернулся на уровень 2020 года. По информации Trade Data Monitor, современные полупроводники поставляются в Россию из третьих стран, которые резко изменили свои традиционные объёмы закупки данных товаров, существенно их увеличив. В отдельных случаях, когда экспорт затрагивает высокотехнологичные компоненты, которые могут быть использованы в военный отрасли, объём закупок вырос с нуля до миллионов долларов. Дефицит данной продукции, по данным издания, России помогают компенсировать Казахстан, Турция, Сербия, ОАЭ и ещё несколько стран Восточной Европы и Центральной Азии.
Bloomberg рассказал о секретном маршруте поставок полупроводников в Россию, организованном за годы до вторжения вопреки контролю США. Тактика помогла российским операторам обходить ограничения зарегистрированных на американской бирже технологических компаний. По данным официальных лиц США и ЕС, Россия сохранила возможность получать чипы и технологии для использования в военных целях. Согласно исследованию Royal United Services Institute, полупроводники, произведённые крупными компаниями, такими как Analog Devices Inc., Texas Instruments Inc. и Microchip Technology Inc., поступали в Россию через сторонние фирмы.
По информации The New York Times, Россия смогла наладить постоянные или массовые поставки беспилотников из Китая. По официальным данным таможни РФ, за год КНР поставила Москве БПЛА на более чем 12 млн долларов. Основным брендами стали DJI и Autel. Всего же около 70 экспортёров из КНР продали РФ БПЛА 26 брендов. Как отмечают отраслевые эксперты, прямые покупки у китайских экспортёров — всего лишь часть масштабных усилий РФ по закупке дронов по неофициальным каналам и в дружественных странах, таких как Беларусь, Казахстан и Пакистан. Компании КНР, снабжающие РФ, поставляя дроны, используют цепочки из десятков фирм-посредников или же умышленно занижают количество продаваемого товара.
Некоторые россияне получают аргентинские паспорта для облегчения путешествий по миру, усложнившимися из-за санкций.
Reuters сообщило, что Россия значительно увеличила поставки бензина в Нигерию, Тунис и Ливию после введения запрета ЕС на импорт российских нефтепродуктов. В первом квартале 2023 года экспорт в африканские страны вырос на 50 % по сравнению с прошлым годом и составил 812 000 тонн, что эквивалентно примерно трети всего российского экспорта, а крупнейшим из импортёров стала Нигерия с 488 000 тонн в первом квартале по сравнению с 38 000 тонн в прошлом году. Предел цен на бензин более чем в два раза превышает предел, установленный для нафты, что даёт возможность смешивать её с бензином и продавать по более высокой цене.
По данным NYT в статье от 18 апреля 2023 летом 2022 был зафиксирован всплеск импорта в Россию через Армению, Казахстан и другие страны 8 особо важных категорий микросхем, которые могут быть использованы для создания оружия, в том числе крылатых ракет. Официальные лица США утверждают, что Россия вынуждена использовать низкокачественные комплектующие для высокоточного оружия. Однако ряд стран помогает России обеспечить необходимый объём поставок микросхем, упавший после начала вторжения. Был опубликован отчёт Conflict Armament Research, согласно которому на местах сражений на Украине обнаружен образец российского вооружения, изготовленный с использованием чипов, произведённого уже после начала вторжения. Также три одинаковых американских чипа были обнаружены в российских беспилотниках Ланцет. Американская сторона изучает, каким образом чипы могли попасть в Россию.
25 апреля 2023 года Владимир Путин подписал указ «О временном управлении некоторым имуществом», предусматривающий ответные меры в случае конфискации российского имущества США и другими государствами, поддержавшими санкции против Москвы. Согласно ему, связанные с этими странами активы будут переходить во временное управление. Так под управление Росимущества перешли доля немецкой энергокомпании «Юнипро» и две доли совместного предприятия Fortum Russia B.V. По словам пресс-секретаря Кремля Дмитрия Пескова, данный указ не лишает иностранных собственников их имущества, и его основной целью является формирование компенсационного фонда для ответных мер на незаконное, про мнению Москвы, изъятие зарубежных активов России.
В ответ на санкции по отношению своей золотодобывающей отрасли со стороны западных стран, Россия нашла новые рынки, на которые выходит с помощью небольших малоизвестных предприятий. По данным торговой компании ImportGenius, с марта по август 2022 года направление поставок российского золота было изменено с Лондона на Объединённые Арабские Эмираты, Гонконг и Турцию. Импорт золота в этот период из РФ в Гонконг составил 300 млн долларов; ОАЭ — более 500 млн долларов; Турцию — 305 млн долларов.
По информации Bloomberg, из-за ограничений поставок в Европу своего природного газа, власти РФ поставили задачу втрое увеличить производство СПГ. Ввиду того, что ведущие западные производители оборудования покинули страну, Россия начала развивать собственные технологии по сжижению газа. В частности, компания «Новатэк» получила патент на модифицированный процесс сжижения «Арктический каскад», который уже используется в четвёртой очереди Ямальского завода — крупнейшего в РФ предприятия СПГ. Работа с российскими производителями, как сообщает компания, приносит хорошие результаты. По словам преподавателя российских и международных исследований в Лейденском университете Моргена Скаламера, отечественная технология производства арктического СПГ стала абсолютным приоритетом администрации Владимира Путина.
Согласно данным Financial Times, для обхода санкций Россия использует, так называемую, «фантомную торговлю», когда часть продукции, направленной из ЕС транзитом через РФ в Казахстан, Кыргызстан и Армению, не доходит до пункта назначения, а оседает в Российской Федерации. Таким образом Москва получила товаров «двойного назначения», на сумму более 1 млрд долларов. Среди продукции, «осевшей» в России, газовые турбины и радиооборудование.
19 мая 2023 года Россия запретила въезд 500 граждан США. В их число вошли бывший президент Барак Обама, посол США в РФ Джон Хантсман, несколько сенаторов и представителей исполнительной власти. В список попали сотрудники правоохранительных органов, причастные к расследованию в отношении лиц, штурмовавших Капитолий в 2021 году.
25 июля 2023 года Россия ввела запрет на поставки готовой продукции из рыбы и морепродуктов из недружественных для себя стран, в частности из ЕС, США и Норвегии, до конца 2023 года. По мнению Москвы, это освободит ниши рынка, которые должны заполнить местные производители.
По сообщению официальных лиц США, объёмы производства ракет в России превзошли показатели, достигнутые до начала вторжения. Это связано с обходом санкций и экспортного контроля, введённых западными странами. В течение 6 месяцев после введения санкций показатели производства ракет и другого вооружения упали, но к концу 2022 года, после налаживания каналов доставки в РФ через третьи страны ключевых компонентов вооружения, объёмы производства снова начали расти.
Согласно расследованию The Insider, несмотря на экспортный контроль и санкции, Россия продолжила импортировать из Латвии микросхемы, производимые на предприятиях на базе Рижского завода полупроводниковых приборов после начала конфликта на Украине. Большая часть поставок шла на предприятия российского ВПК. Позже The Insider опубликовал расследование о том, что корпорация «Конструкторское бюро машиностроения», изготавливающая ракеты «Искандер» и «Кинжал», импортировала необходимые для своей работы комплектующие из государств ЕС и других стран. С помощью фирм-посредников она покупала американские чипы в Китае, камеры тепла и холода — в Польше, токарные станки — в Германии. Помимо этого, посредники импортировали комплектующие для КБМ у производителей из Бельгии, Великобритании, Латвии, Литвы.
Согласно сообщению Politico, болгарские таможенная служба получила от чиновников ЕС разрешение на импорт нефти по цене, превышающий введённый ранее ценовой потолок. После этого с августа по октябрь нефть поставлялась по цене от 69 до 89 долларов за баррель. Прямые доходы РФ составили около 430 млн евро.
Согласно сообщению CNN, Россия создала теневую логистическую сеть для обхода санкций и продажи нефти Китаю и Индии. По информации аналитического центра Атлантического совета, до 71 % процентов продаж российской нефти перемещаются при помощи тщательно замаскированного теневого флота, данные о собственниках и регистрации которого засекречены. По информации Windward, в сентябрю 2023 для доставки российской нефти в обход санкций Запада использовалось около 1400 кораблей, часть которых не была застрахована.
11 марта 2024 года Россия денонсировала соглашение о рыболовстве, заключенное в 1956 году между СССР и Великобританией.
26 апреля президент России Владимир Путин передал находящиеся в российской юрисдикции дочерние структуры европейских компаний Ariston и BSH Hausgeraete под временное управление АО «Газпром бытовые системы».
Согласно данным таможенных служб, опубликованным Reuters в августе 2024 года, с марта 2022 года в Россию в обход наложенных санкций было отправлено около 2,3 млрд наличных долларов и евро. Основной поток средств шёл через ОАЭ и Турцию.
На 14 октября 2024 года до 70 % морских перевозок российской нефти приходилось на теневой флот. По информации Киевской школы экономики, к июню 2024 года объём морских перевозок нефти из России при помощи танкеров теневого флота составил 4,1 млн баррелей в день, увеличившись за год почти в два раза.
По словам Эльвиры Набиуллиной, в 2024 году были разблокированы 570 млрд рублей российских инвесторов, замороженные за рубежом.

### Реакция на ответные меры и обход санкций
4 марта президент Еврокомиссии Урсула Фон Дер Ляйден назвала требование России об оплате газа в рублях «односторонним решением и явным нарушением контракта, а также попыткой обойти санкции».
11 апреля Комитет по безопасности полётов ЕС внёс 21 российскую авиакомпанию в список перевозчиков, которым запрещены или ограничены полёты в пределах ЕС, поскольку эти перевозчики не соответствуют международным стандартам безопасности. Это было сделано в связи с принятым в марте законом, который позволил российским авиакомпаниям регистрировать права на иностранные самолёты, находящиеся в лизинге, и выдавать таким самолётам отечественные сертификаты летной годности.
22 апреля Еврокомиссия подтвердила возможность европейскими компаниями использования предложенной Россией схемы оплаты российского газа с зачислением на счета валюты с последующим переводом в рубли.
Об отказе расплачиваться за поставки газа в рублях заявили: Австрия, Азербайджан, Бельгия, Болгария, Великобритания, Германия, Греция, Грузия, Дания, Ирландия, Испания, Италия, Канада, Кипр, Латвия, Литва, Люксембург, Мальта, Нидерланды, Польша, Португалия, Румыния, Словакия, Словения, Финляндия, Франция, Хорватия, Чехия, Швеция, Эстония, Япония.
Австралия и США ввели эмбарго на поставки российского газа.
О согласии расплачиваться за поставки газа в рублях заявили: Армения, Беларусь, Венгрия и Молдавия (делала это и раньше).
Согласно информации озвученной анонимным источником близким к ПАО «Газпром» агентству «Bloomberg», к 27 апреля 4 европейских покупателя газа заплатили за поставки в рублях, а 10 европейских компаний открыли счета в «Газпромбанке», необходимые для удовлетворения платежных требований России. 2 мая Совет ЕС объявил, что все государства ЕС заявили о соблюдении санкций и уважении контрактов с «Газпромом», которые предусматривают оплату в евро или долларах. Также в Совете отметили: «Знаем ли мы о компаниях, сказавших, что хотят заплатить в рублях? У нас нет такой информации».
9 мая Reuters сообщил, что немецкий импортёр газа VNG открыл счета в Газпромбанке и проводит оплаты в евро на счет для последующей конвертации в рубли. Представитель компании отметил отсутствие проблем с открытием счёта.
12 мая, как сообщил Bloomberg, ещё 10 европейских компаний открыли счета в «Газпромбанке», тем самым общее количество клиентов, готовых оплачивать поставки газа в рублях, достигло 20. Ещё 14 компаний запросили документы, необходимые для открытия таких счетов.
15 мая Bloomberg сообщил о подготовке решения Еврокомиссии, которое позволит европейским импортерам оплачивать газ рублями в соответствии с требованиями России, не подпадая под санкции.
27 мая РБК сообщил, что Китай запретил перелёты для самолётов Boeing и Airbus российских авиаперевозчиков, зарегистрированных сразу в двух юрисдикциях. Пекин запросил подтверждающие данные, что импортные самолёты российских перевозчиков официально сняты с регистрации за рубежом. Таких документов российские авиакомпании представить не смогли, поэтому Китай в рамках международного законодательства отказал в полётах на таких самолётах. К декабрю своё воздушное пространство для российских самолётов с «двойной регистрацией» закрыли: Турция, Саудовская Аравия, Иордания, Эритрея, Йемен и Лаос.
2 июня Высокий коммерческий суд Коломбо своим приказом запретил самолёту Airbus A330 «Аэрофлота» покидать Шри-Ланку в связи с жалобой, которую подала ирландская лизинговая компания Celestial Aviation Trading Limited. После этого «Аэрофлот» отказался от полетов на Шри-Ланку.
15 июня по сообщению Bloomberg, канцлер Германии Олаф Шольц отказался от идеи министра экономики страны Роберта Хабека по полной национализации компании Gazprom Germanіа из опасений, что подобное решение «может разозлить» президента России Владимира Путина и привести к осложнению противостояния в сфере импорта российского газа. Кроме того, власти ФРГ намерены выделить порядка 10 миллиардов долларов для спасения компании от возможного банкротства.
19 июня министр энергетики Германии Роберт Хабек заявил о планах увеличить генерацию электроэнергии на базе угля, который считается более «грязным», чтобы избежать нехватки газа зимой в связи с уменьшением поставок из России. Правительство Австрии заявило о намерении расконсервировать угольную электростанцию.
24 июня Министерство торговли США отказало российским компаниям Nordwind Airlines, «Победа» (дочерняя компания «Аэрофлота») и S7 Airlines в экспортных привилегиях в связи с нарушением экспортного контроля, введенного после вторжения России на Украину.
Лидеры «Большой семерки» в заявлении, опубликованном в тот же день, договорились изучить варианты отказа от ископаемого топлива, в частности, путем поэтапного отказа от «неослабевающей» угольной энергетики, чтобы «ускорить чистый и справедливый переход к климатической нейтральности, обеспечивая при этом энергетическую безопасность». Журналисты отметили, что зависимость от российской нефти и природного газа заставила некоторые страны вернуться к угольной энергетике, чтобы попытаться компенсировать недостаток газа.
В ответ на приостановку действия сертификатов на ремонт вертолётов российского производства ремонтным предприятиям Чехии и Болгарии, 14 июля представитель чешского государственного предприятия LOM Praha Павел Ланга заявил, что решение Москвы не угрожает предприятию фатально, компания продолжит ремонтную деятельность — она уже приняла меры, чтобы продолжить ремонт так называемым национальным чешским способом. 15 июля министр обороны Болгарии Драгомир Заков заявил, что решение Москвы серьёзно не повлияет на Болгарию и не помешает ремонту украинской военной техники.
2 августа США добавило 25 самолётов Airbus, которые используют российские авиакомпании, в список нарушителей мер экспортного контроля. Их используют компании «Уральские авиалинии», S7 Airlines, Red Wings, Yamal Airlines, Nordwind и I-Fly.
15 сентября Международная организация гражданской авиации (ICAO) поставила России значок в виде красного флажка на странице аудита безопасности полётов в 187 странах мира, понизив до 77,4 % свою оценку эффективности реализации стандартов в категории «лётная годность» в России. После получения красного флажка от ICAO, Россия вошла в число стран, где официально декларированы проблемы с обеспечением безопасности полётов (на момент присвоения такой же статус был только у Бутана). На основании выводов ICAO другие страны могут запрещать самолётам российских авиакомпаний использовать своё воздушное пространство, так как, по нормам ICAO, за катастрофу, произошедшую в воздушном пространстве той или иной страны, несут ответственность власти этой страны.
Россия за счёт Фонда национального благосостояния выкупила 92 самолёта у международных лизинговых компаний. На это было выделено 190 миллиардов рублей. После сделки самолёты принадлежат страховой компании НЛК-Финанс и будут переданы авиакомпаниям «Аэрофлот» (28 самолётов), «S7» (45 самолётов) и «Уральские авиалинии» (19 бортов).

## Экономические и другие последствия санкций

### Оценки

#### 2022
5 апреля министр иностранных дел Великобритании Лиз Трасс заявила, что Запад заморозил 350 млрд долларов валютных резервов России (более 60 %).
22 мая российское агентство РБК, со ссылкой на письмо министра экономического развития РФ Максима Решетникова главе партии КПРФ Геннадию Зюганову от 5 мая 2022 года, сообщило: «Непосредственно запреты и иные количественные ограничения затрагивают порядка 20 процентов российского экспорта. Основная проблема с осуществлением поставок лежит в плоскости ограничений на перевозки и платежи». В 2021 году весь товарный экспорт России составил 493 млрд долларов.
По мнению политологов и экономистов, опрошенных National Public Radio, к июлю санкции не смогли вызвать быстрый коллапс российской экономики, но смогли ослабить её. Россия много лет готовилась к подобной ситуации, стараясь сократить импорт западных товаров и зависимость от иностранного долга. Тем не менее, у санкций всё равно будут серьёзные последствия. Вызванный санкциями дефолт станет для России проблемой в ближайшие годы — ей станет сложно занимать иностранные деньги для национальных проектов. Ушедшие международные компании будет сложно заменить — так, после ухода «Renault», производившего автомобили Lada, российские фабрики компании национализировали, но на них начали производить автомобили без подушек безопасности и автоматической трансмиссии. По мнению экономиста Алексеева, россияне не будут голодать из-за санкций, но используемая ими продукция будет становиться всё примитивнее. Санкции могут повлиять и на военную промышленность — нехватка западного высокотехнологичного оборудования и запчастей может ограничить возможности по производству танков, ракет и истребителей, необходимых для ведения долгосрочной войны.
Несколько учёных берлинского института SWP дали оценку эффективности санкций против России, о чём 14 июля сообщило Deutsche Welle. По мнению аналитика Аннегрет Бендик, санкции не способны остановить войну, поскольку «Россия готова платить высокую цену». Другой причиной, по её мнению, является «лишь ограниченное единство в вопросе безоговорочного претворения санкций в жизнь» в ЕС и в международном сообществе. Тем не менее, она не считает санкции бесполезными — по крайней мере, они наглядно показывают России, что военная агрессия не обходится бесплатно. Янис Клуге, эксперт SWP по России, считает последствия санкций для российской экономики и, в частности, для военной промышленности РФ весьма серьёзными. Пока что санкции ударили со всей силой только по отдельным слабым местам экономики, но со временем они начинают сказываться на всё новых её секторах. На время Россия останется дееспособной за счёт мер по поддержке экономики, но они будут лишь истощать бюджет страны. Янис считает, что для Запада в центре внимания должно находиться претворение в жизнь введённых санкций, особенно запретов на поставку техники российской военной промышленности, которая до сих пор использовала западные технологии и западные компоненты.
Think-tank GLOBSEC в июле отмечали, что эффективность санкций многими оспаривается из-за того, что санкции не привели к немедленному коллапсу российской экономики и пока не изменили политику Путина. Многие ссылаются на несколько наиболее заметных макропоказателей (ВВП, инфляцию, курс рубля), чтобы доказать, что Россия более или менее справляется с последствиями санкций. GLOBSEC обратили внимание на то, что Россия перестала публиковать ряд данных (данные о внешней торговле, производстве нефти и газа), официальный курс рубля вызывает сомнения и не используется в международных транзакциях, а методика вычисления инфляции Росстата подвергалась критике и может занижать реальный рост цен. Кроме того, Росстат несколько раз менял методику расчета реальных располагаемых доходов населения, а российские компании часто отправляют сотрудников в неоплачиваемые отпуска вместо увольнения, что искажает картину безработицы. Это затрудняет оценку эффективности санкций и требует осторожности при интерпретации российских данных. GLOBSEC не рекомендовал фокусироваться на микроэкономических показателях для оценки эффективности санкций. Да, Россия способна поддерживать в хорошем состоянии контролируемые макроэкономические параметры на фоне постоянного колоссального притока доходов от экспорта нефти и газа, наличия значительных финансовых резервов, введения жёстких мер регулирования и сокращения прозрачности данных. Гораздо важнее глубинные среднесрочные и долгосрочные последствия серьёзной деглобализации российской экономики. Россия резко отрезалась от международных рынков, финансовых систем и услуг, технологий, логистики, поставок промежуточных товаров для производства и т. д. По оценке GLOBSEC последствия всех этих событий для российской экономики предвидились очень тяжёлыми — но и гораздо более сложными. Их было труднее измерить, чем несколько широко известных макропараметров, и их нельзя было ощутить за короткий период в несколько месяцев (санкции имеют послабления и большинство из них не вступают в силу немедленно, имеются складские запасы и т. д.). Последствия также не наступят одновременно — они будут ощущаться постепенно, потому что последствия для разных секторов и отраслей будут рассредоточены во времени. Ряд последствий был заметен уже к июлю 2022 года. Во-первых, в ряде секторов произошло колоссальное падение производства. Коллапс в некоторых отраслях, наиболее зависимых от западных технологий и комплектующих, намекает на то, что может произойти дальше и в других отраслях. Отрасли, которым угрожают санкции, также являются одними из самых трудоёмких. Санкции привели к серьёзному росту безработицы. По данным Минтруда России, к концу апреля 2022 года более 40 000 организаций по всей России, в которых занято почти 9 млн человек (это более 12 % от общей численности занятой рабочей силы в России), сообщили об «изменении режима занятости». Попытки России исправить ситуацию путём продвижения импортозамещения или покупок технологий у азиатских стран принесли лишь ограниченные результаты. Во-вторых, по некоторым оценкам, импорт в апреле мог упасть на 70-80 % в годовом исчислении — официальная статистика не публиковалась с апреля. Последствия крайне негативны по всем направлениям: снижались потребительские стандарты, происходили перебои в производстве и сфере услуг, падала производительность труда. В-третьих, упал уровень жизни. Данные за 1 квартал 2022 года показали сокращение реальных доходов на 1,2 % в годовом исчислении, а в публикации за конец июня Росстат показывал, что реальная заработная плата и реальные пенсии (с поправкой на инфляцию) сократились на 7-8 % в апреле-мае. В-четвёртых, произошло отключение России от международных рынков капитала, что лишило Россию каких-либо перспектив экономического роста.
После принятия седьмого пакета санкций источник Le Monde в дипломатических кругах заявил: «Мы подошли к концу своих возможностей». По его мнению, 27 стран ЕС не собираются добровольно себя лишать российского газа. Из тех стран, кто хотел бы пойти на подобный шаг, источник издания назвал Польшу и государства Балтии. При этом все страны ЕС понимают, что вынесение этой темы на обсуждение означало бы огласку всех их разногласий, к величайшему удовольствию Владимира Путина.
В опубликованном в июле всестороннем анализе эксперты по менеджменту и лидерству Йельского университета пришли к выводу, что санкции наносят значительный урон экономике России. Ряд заявлений в западной прессе о том, что российская экономика сохраняет устойчивость или даже процветает под санкциями, не соответствует действительности. Некоторые из них некритично интерпретируют Кремлёвские экономические отчёты, в которых осуществляется черри-пиккинг удобных для правительства РФ показателей и скрываются неудобные данные — и даже опубликованные Кремлём данные могут быть сомнительны из-за политического давления, оказываемого на Росстат и другие источники информации. Кроме того, наиболее благоприятные для российской экономики прогнозы зачастую берут за основу данные лишь за первые месяцы вторжения, когда санкции ещё только вступали в силу, что отчасти связано с тем, что Кремль перестал публиковать некоторые показатели.
По данным The Economist на август, наибольшее воздействие на Россию имеют санкционные ограничения на поставку высоких технологий, в частности процессоров и электронных компонентов. Так, по сведениям издания, в российских системах вооружения используются электронные компоненты производства примерно 70 европейских и американских компаний. Импортная электроника и технологии необходимы и в гражданских отраслях российской промышленности, в частности, в горной и нефтегазовой отраслях и на транспорте. Так, неназванная германская компания сообщила, что, если она прекратит обслуживание, московское метро начнёт работать с перебоями уже через месяц, а через три месяца будет парализовано. Согласно The Economist, за период с декабря 2021 по июнь 2022 промышленное производство по России в целом сократилось на 7 %; при этом производство автомобилей сократилось на 90 %, лекарств — на 25 % и электротоваров — на 17 %. В мае 2022 были снижены требования к безопасности выпускаемы автомобилей: разрешён отказ от антиблокировочных тормозов и подушек безопасности. Недостаток импортных процессоров и электроники привел к задержке в развитии мобильной связи стандарта G5 и расширении сети дата-центров Сбербанка. Нехватка процессоров привела к снижению выпуска пластиковых карт «Мир» и современных паспортов. Отказ от западных специальных судов может затруднить планы по геологоразведке в водах Арктики. Пострадает добыча нефти и газа, а также горнодобывающая и металлургическая отрасли.
The New York Times октябре опубликовала оценку экономиста Гильберто Гарсия-Васкеса (Datawheel), согласно которой Россия выдержала экономические санкции лучше, чем ожидалось, благодаря высоким ценам на нефть и газ, а также из-за зависимости мировой экономики от ископаемого топлива. Международный валютный фонд неоднократно пересматривал свои прогнозы российской экономики в этом году в сторону улучшения. В октябре МВФ прогнозировал сокращение на 3,4 %, что намного меньше, чем 6 %, которые прогнозировались в июле, и 8,5 %, ожидавшихся в апреле. При этом Александр Губарев, старший сотрудник центра Карнеги, предположил, что объём российского экспорта сократится в долгосрочной перспективе, когда будет введён потолок цен на нефть, а Европа перейдёт на новые источники энергии.
По оценке обозревателя Bloomberg Тайлера Коэна к ноябрю, введение потолка цен на российскую нефть ведёт к риску эскалации. По его мнению, Россия может предпринять ответные действия, которые приведут к новым негативным последствиям. Он также отметил, что использование подхода с предельной ценой показывает слабость, поскольку является демонстрацией нужды и готовности пойти на экономические и дипломатические уловки, чтобы получить нефть. Более предпочтительным Коэн назвал вариант с поставками оружия.
По сообщению Meduza от 6 декабря, аналитики Conflict Armament Research (CAR) в своем докладе пришли к выводу что Россия продолжает производить крылатые ракеты, несмотря на санкции, введённые странами Запада. Расследователи собрали и изучили обломки ракет, которыми войска РФ обстреляли Киев во время массированного удара по Украине 23 ноября. По мнению одного из авторов доклада, Россия либо нашла способ покупать комплектующие для ракет в обход санкций, либо у неё были значительные запасы этих компонентов до начала войны.
По оценке Фонда Карнеги на 6 декабря, распухший в первые месяцы войны от нефтегазовых доходов бюджет начал скуднеть, а война и санкции сделали Россию токсичной. Почти полный разрыв с Европой в торговле энергоносителями при отсутствии равноценной альтернативы продолжат сдерживать российскую экономику. Инфраструктура, которая обслуживала торговлю с Европой, обесценилась, а для создания новых мощностей на восточном направлении требуются и средства, и технологии. Пострадал частный бизнес, которому из-за неблагоприятного делового климата пришлось сократить инвестиции. Существенно сократилось производство в секторах, не связанных с ВПК, таких как производство автомобилей, обработка древесины и машиностроение. Рецессия, вероятно, продолжится, поскольку российская промышленность, даже военная, сильно зависит от импорта высокотехнологичных товаров, преимущественно с Запада, а импорт сократился. Это приведёт к дальнейшему спаду производства и сделает его более примитивным. Поставки неподсанкционных товаров даже в дружественные страны тормозятся из-за отказа международных контейнерных перевозчиков иметь дело с Россией. Проблемы возникают не только с доставкой товара, но и с его оплатой. Трансакции в долларах и евро могут быть заблокированы или занять много времени. Банки даже в «дружественных странах» отказываются открывать счета российским компаниям и российским банкам. Государство, судя по всему, не может помочь бизнесу и принимает лишь точечные меры.

#### 2023
По оценке Bloomberg в январе, выпадение доходов из-за ограничения цен на нефть не заставит Россию сокращать расходы в течение нескольких лет благодаря резервам в юане на сумму 45 миллиардов долларов. В случае, если цена на нефть поднимется выше 60 долларов, Россия сможет увеличить свои резервы в юанях.
По мнению экономистов, опрошенных The Washington Post в феврале, фонд национального благосостояния, состоящий в основном из юаней и золота, может быть исчерпан Россией за два года. Джеймс О’Брайен, глава Управления по координации санкций в Государственном департаменте, заявил, что санкции достигают своей цели — лишить Россию финансов и технологий, необходимых ей для поддержки своих вооружённых сил. Тем не менее, эти меры — лишь один из инструментов для прекращения войны вместе с военной помощью.
По мнению Кристи Айронсайд, историка современной России и Советского Союза из Университета Макгилла в Канаде, санкции показывают свою неэффективность. По мнению эксперта, санкции работают тогда, когда существует глубокая экономическая интеграция или перспективы их развития, но с 2014 года эти процессы были замедлены. С этого момента Россия защищает свою экономическую систему от санкций, развивая внутреннюю торговлю и производство, переводя валютные резервов в юани. По мнению Айронсайд, применение санкционных пакетов и угроза новых ограничений не заставили Путина остановить вторжение и не заставят в будущем. Однако Рейчел, член группы по санкциям против России в Стэнфордском университете, сказал, что санкции уже повлияли на российскую военную кампанию, и, хотя точно оценить влияние санкций на Россию затруднительно, они уже нанесли удар по России и Кремлю.
По мнению Агаты Демарайс, директора по глобальному прогнозированию в Economist Intelligence Unit, Россия обходит санкции не так успешно, как утверждают многие СМИ и Кремль. Обход санкций затруднителен для такой большой страны, как Россия — тем, кто занимается незаконной торговлей с Россией в масштабах, достаточных для насыщения её экономики, сложно долго оставаться незамеченными. Хотя объёмы высокотехнологичного импорта в Россию из стран, не вводящих против неё санкции, возросли, они всё ещё невелики и не покрывают её нужд. Кроме того, Китай не сильно помогает России в обходе санкций — китайские фирмы боятся вторичных санкций США, и сам Китай подвергся санкциям Запада.
В итоге санкции дают требуемый результат. В первом квартале 2023 года поступления Москвы от экспорта нефти упали на 15,6 миллиарда долларов по сравнению с тем же кварталом 2022 года, то есть на 29 процентов. Около трех четвертей этого падения было связано с санкциями, остальное было в основном следствием снижения цен на нефть. В результате за те же три месяца Министерство финансов России сообщило о дефиците государственного бюджета в размере 30 миллиардов долларов, что составляет 82 процента от целевого показателя дефицита на весь год. Это затрудняет финансирование войны Кремлем.

### Последствия для населения
В анализе от экспертов Йельского университета был сделан вывод, что импорт товаров в Россию после введения санкций сократился более чем на 50 %. Хотя некоторые эксперты полагали, что китайские компании компенсируют сократившийся импорт из других стран, импорт из Китая фактически сократился, так как китайские компании не хотели сами попасть под санкции США. Та же картина наблюдается с другими торговыми партнёрами России, падение импорта из стран, которые не ввели санкций против России, не сильно отличается от падения импорта из стран, введших санкции — импорт из первой категории государств сократился на 40 %, а из второй — на 60 %. Многие российские экономисты говорят о необходимости поиска новых источников импорта, но потенциальных партнёров, желающих вступить в экономические отношения с Россией, немного, а те, кто хотел бы помочь (например, Беларусь), просто не обладают нужным экономическим масштабом для замещения утраченного Россией импорта.
В итоге, несмотря на все заявления российского руководства о импортозамещении, из-за сокращения импорта выросла инфляция (причём сектора, наиболее зависящие от международных цепочек поставок, пострадали от инфляции, превышающей ~40-60 %), а практически во всех отраслях российского промышленного комплекса наблюдается спад производства — валовая внутренняя добавленная стоимость в России в 1 квартале 2022 года резко упала по всем отраслям, при этом в некоторых важнейших отраслях, таких как строительство и сельское хозяйство, добавленная стоимость упала в первом квартале 2022 года более чем на 50 % по сравнению с предыдущим кварталом. Из-за уменьшения предложения, роста цен и трудностей с поиском продуктов, а также ухудшения потребительских настроений, потребительские расходы и розничные продажи резко упали за месяцы, последовавшие за вторжением. Из всех последствий западных санкций для среднестатистического россиянина именно эти проблемы во внутренней экономике останутся наиболее заметным напоминанием о последствиях российского вторжения.
Для того, чтобы облегчить последствия санкций для населения и компаний, Кремлём были запущены налогово-бюджетные и денежно-кредитные стимулы. Тем не менее, такой уровень бюджетных трат неприемлем для Кремля, тем более с учётом возможного падения нефтегазовых доходов в будущем. Раньше при сокращении доходов от нефти и газа Путин часто использовал деньги из запасов на чёрный день. Сейчас часть этих запасов заморожена и недоступна, а оставшиеся стремительно сокращаются. Кроме того, из-за дефолта по внешнему долгу России ограничен доступ к международным рынкам капитала.
Washington Post привёл ряд свидетельств, согласно которым многочисленные санкции и ограничения мало ощущаются рядовыми россиянами. Сообщалось, что находящиеся в России олигархи с готовностью приняли ограничения, обусловленные ситуацией. Приведены положительные оценки экономистов, указывающих, что санкции и не должны были повлиять на рядовых россиян и ухудшить их жизнь.
Согласно опросу, опубликованному частной исследовательской компанией «Ромир» в октябре 2022 года, 68 процентов россиян заметили сокращение ассортимента товаров, предлагаемых в магазинах, за последние три месяца. По данным ВЦИОМ, в 2022 году 35 процентов россиян были вынуждены сократить свои расходы на продукты питания. В декабре 2022 года российская организация «Общественное мнение» сообщила, что только 23 процента россиян считают свое личное финансовое положение хорошим.
По данным экономистов Bruegel, сочетание резкого снижения доходов и увеличение расходов привели к дефициту баланса федерального бюджета в июне, июле и августе 2022 года. В связи с этим возможно сокращение расходов бюджета, которое будет иметь серьёзные среднесрочные и долгосрочные последствия для экономики и благосостояния россиян.
По данным Росстата, реальные денежные доходы населения в первом квартале 2022 года снизились на 1 % по сравнению с аналогичным периодом прошлого года, во втором — на 1,9 %. Реальные располагаемые денежные доходы (то есть реальные доходы за вычетом обязательных платежей) за те же периоды снизились на 1,2 % и 0,8 % к соответствующим периодам прошлого года. Суммарно за первое полугодие 2022 года снижение реальных располагаемых доходов населения в годовом выражении составило 0,8 % по сравнению с аналогичным периодом прошлого года.
Хотя официальная статистика свидетельствует о рекордно низкой безработице, по данным Росстата 4,6 миллиона россиян работают неполное рабочее время, находятся в простое по вине работодатели либо в отпуске без сохранения заработной платы — это рекордное высокое значение за как минимум последние 8 лет. По состоянию на конец первого квартала 1,12 млн россиян работали неполный рабочий день, 240 тысяч находились «в простое», а 3,3 млн — в отпуске без сохранения зарплаты. Снижение уровня безработицы на фоне рекордного числа «скрытых безработных» объясняется слабой демографической ситуацией, за 9 месяцев 2022 года страна потеряла ещё полмиллиона человек в результате естественной убыли, а ещё до 1 миллиона стали эмигрантами.
В мае 2022 года Владимир Путин заявил, что кто «ездил на Mercedes-Benz S-Class 600 и кто потреблял люксовые товары, тот и дальше будет это делать, но чуть подороже» Последствия для малообеспеченных граждан и людей со средними доходами, для подавляющего большинства населения страны не озвучены.

### Последствия для бизнеса
Резкое сокращение российского импорта привело к росту трудностей на фронтах внутреннего потребления и производства. Один опрос, проведённый Центральным банком России, показал, что более двух третей опрошенных компаний испытывали проблемы с импортом, в частности сообщалось о нехватке сырья, деталей и комплектующих. Несмотря на отчаянные попытки бизнеса найти альтернативную продукцию и переориентировать цепочки поставок на отечественные заменители, согласно опросу Российского Института экономической политики имени Гайдара, 81 % производителей заявил, что они не могут найти никаких российских аналогов импортных продуктов, в которых они нуждаются, и более половины были «крайне недовольны» качеством отечественных продуктов даже в тех случаях, когда можно было бы получить отечественные заменители.

### Последствия для авиации
Экономисты, опрошенные изданием «Forbes», сообщили о тяжёлой ситуации в российской авиационной отрасли. Из-за санкций российским самолётам было закрыто воздушное пространство многих зарубежных стран. Кроме того, санкции угрожают двум третьим российского гражданского флота — из-за санкций западные лессоры потребовали возвращения самолётов, их обслуживание было прекращено, а страховки аннулированы. У России есть три варианта: вернуть самолёты лессорам, выкупить самолёты или аннулировать контракты в одностороннем порядке. В случае возврата самолётов у России останется мало самолётов, а выкупить их трудно, так как крупнейшие российские лизинговые компании — дочки крупных банков, многие из которых оказались под санкциями. Похоже, что Россия выбирает третий вариант — но без страховки и технического обслуживания западные самолёты могут быстро прийти в негодность.
Показательно, что в ноябре 2022 года, российская компания «Азимут» пополнила свой авиапарк первым самолётом с подержанными двигателями. Авиакомпания получила новый SSJ-100 у компании «ПСБ Лизинг», на котором установлены подержанные двигатели, взятые из подменного пула.
22 февраля 2024 года глава МИД РФ Сергей Лавров летел из Рио-де-Жанейро с саммита G20 на встречу с президентом Бразилии Лулой да Силва в Бразилиа. Бразильские операторы топливозаправки отказались заправлять самолёт Лаврова из-за опасения вторичных санкций США. Лавров был вынужден лететь на самолёте главы МИД Бразилии Мауро Виейры.

### Последствия для IT-компаний
Санкции нанесли удар и по IT-отрасли. Санкции ограничили доступ России к ряду технологий, а IT-гиганты перестали обслуживать новых клиентов из России. По данным International Data Corporation, санкции могут снизить расходы на IT-товары в России в 2022 на 39 % по сравнению с предыдущим годом. Лидирующие российские IT-компании ожидают возникновение нехватки оборудования и трудностей, связанных с заменой западного ПО российскими аналогами.

### Последствия для автомобилестроения
До вторжения по всей России ежемесячно продавалось в среднем около 100 000 автомобилей, но эти продажи упали всего до четверти от их предыдущего объёма. В июне по всей России было продано всего 27 000 автомобилей, причём среди автомобильных компаний, продажи которых в России сократились на более чем 90 %, одинаково представлены компании из Китая, Японии и Европы. Более того, несмотря на то, что продажи автомобилей иностранного производства значительно сократились, никакого компенсирующего увеличения отечественного производства автомобилей в России не произошло. Наоборот, внутреннее производство автомобилей в России фактически резко сократилось, поскольку производство автомобилей в России уже давно зависят от международных цепочек поставок не только сырья, такого как сталь и оборудование, но и сложных деталей. В марте 2022 года отечественное производство автомобилей упало на 52 % в годовом исчислении. Это замедление ускорилось к апрелю, когда производство автомобилей сократилось на 67 % в годовом исчислении, а в мае оно упало на 75 % в годовом исчислении. И даже при таких минимальных уровнях производства российские компании были вынуждены отказаться от таких важных для безопасности деталей, как подушки безопасности и антиблокировочные тормоза.

### Последствия для науки
По мнению учёных, опрошенных BBC и обращавшихся с открытым письмом в адрес российских властей, санкции могут оказать серьёзное влияние на российскую и международную науку. Международная изоляция, остановка совместных проектов и конференций, прекращение выдачи западных грантов, ограничение на перелёты, ограничение доступа к научным журналам и прекращение импорта иностранного оборудования могут вызвать технологическую деградацию страны и привести к губительным последствиям для российской науки. Биологи, опрошенные PCR News, жаловались на разрыв коллабораций, катастрофическое положение с приборами, реагентами и расходниками, и оценили ситуацию как тяжёлую.

### Последствия для рынка лекарств
Хотя санкции напрямую не затрагивают поставку медикаментов в Россию, западные производители утверждают, что отключение российских банков от SWIFT и прекращение сотрудничества крупных судоходных компаний с Россией мешают им поставлять лекарства в страну. Из-за сокращающегося импорта лекарств и панической закупки медикаментов российские медики в марте 2022 года сообщили о нехватке 80 лекарств. Из-за дефицита сырья, сломанной логистики и отказа компаний от клинических исследований Россию могут ждать сбои в поставках, падение качества лекарств, рост цен и закрытие рынка для новых препаратов. Издание «Вёрстка» сообщило, что некоторые россияне начали выезжать за дефицитными лекарствами в другие страны.

### Последствия для транспортных и логистических компаний
Вследствие ухода иностранных компаний, и изменения традиционных цепочек поставок товаров, объём товаров хранящихся на складах снизился, из-за чего транспортные компании вынуждены сократить объём аренды складских помещений. Кроме того, логистические компании вынуждены сдавать пустующие склады в субаренду, зачастую дешевле, чем платят за аренду сами.
Объём сделок транспортных и логистических компаний на складском рынке за 9 месяцев 2022 года сократился на 32 % — 266 тыс. м². за 9 месяцев в 2022 году против 392 тыс. м². за тот же период годом ранее.
Самое значимое падение произошло в Москве, где объём сделок упал до 83 тыс. квадратных метров с 303 тыс. кв. метров за тот же период в 2021 году.

### Последствия для газового сектора
Многие эксперты давно утверждают, что неспособность Европы полностью отказаться от российских энергоносителей снижает эффективность санкций. Тем не менее, вопреки вводящим в заблуждение представлениям, в вопросе экспорта газа Россия гораздо больше зависит от Европы, чем Европа от России. В то время, как на Европу приходится 83 % экспорта российского газа, 46 % газа, импортируемого Европой, имеют российское происхождение. Несмотря на эту асимметрию, сокращение поставок российского газа в Европу после вторжения не прошло безболезненно для Европы. Но ущерб, нанесенный быстрым отказом от импорта российского газа, связан с относительной чувствительностью европейских стран к краткосрочным, временным шокам поставок и цен, а не с их долгосрочной стратегической уязвимостью, свойственной России. Более того, проблемы Европы могут быть решены в краткосрочной перспективе. Международное энергетическое агентство уже разработало план по снижению зависимости ЕС от российского природного газа, ключевыми пунктами которого являются замена российского газа на газ из стран Европы, Америки и Ближнего Востока, введение минимальных обязательств по хранению газа, сокращение периода сертификации ветроэнергетических проектов, использование ядерной энергетики для стабилизации электросетей, временное наращивание использования угля и т. д. Полная реализация Европой плана МЭА может привести к сокращению импорта российского газа более чем на половину (80 млрд м³) при сохранении сопоставимого, если не более низкого, уровня выбросов парниковых газов и сохранении энергоснабжения.
С другой стороны, проблемы России, связанные со снижением поставок газа, долговременны, глубоко укоренены в её экономической и политической структуре и представляются неразрешимыми. Российская экономика серьёзно зависит от западных технологий для добычи полезных ископаемых и от глобальных цепочек поставок для закупок. Она также подвержена «голландской болезни» и ресурсному проклятью — по мере роста прибылей от добычи нефти и газа конкурентоспособность обрабатывающей промышленности в стране снизилась, и в конечном счёте единственными секторами, процветающими в таких условиях, остались нефтяной и газовый сектора — они обеспечивают более половины доходов бюджета. Наконец, российская политическая и экономическая система способствовали тому, что контроль над нефтегазовыми ресурсами перешёл в руки неэффективной и коррумпированной дуполии «Газпрома» и «Новатэка».
Хотя Путин после вторжения объявил о «повороте на Восток» — перенаправлении поставок энергоносителей на рынки Юга и Востока — его планы выглядят нереалистично оптимистичными. В 2021 году поставки газа в Китай составили всего 10 % от поставок в Европу. Для Китая Россия остаётся второстепенным торговым партнёром, и большинство китайских компаний не станут рисковать попасть под американские санкции ради сотрудничества с Россией. Кроме того, китайские энергетические компании испытывают нехватку технологий для технического обслуживания объектов российского нефтегазового сектора. На текущий момент трубопроводная сеть, соединяющая Китай и Россию, имеет более низкую пропускную способность по сравнению с сетью, соединяющей Европу и Россию, строительство новых трубопроводов потребует больших вложений России и времени. Месторождения газа в Ямале и Западной Сибири, газ из которых поставляют в Европу, и месторождения в Восточной Сибири, из которых газ поставляют в Китай, не соединены друг с другом, так что перенаправить газ из Западной Сибири в Китай не получится. Наконец, Китай диверсифицировал импорт СПГ за счёт газа из Центральной Азии, Ближнего Востока, Америки и Австралии, так что взаимозависимость России и Китая в торговых отношениях будет асимметричной. Другие потребители российского газа, такие как Казахстан и Узбекистан, также отворачиваются от России. Репутация России как надёжного поставщика газа была нарушена спровоцированными Кремлём газовыми кризисами и веапонизацией энергоресурсов. В итоге перспективы поиска новых покупателей российского газа после зимы 2022—2023 годов кажутся крайне неблагоприятными.
В конце ноября 2022 года Bloomberg сообщил, что импорт сжиженного природного газа из России вырос примерно на 40 % в годовом выражении. Это связано с тем, что покупатели пытаются заменить сокращающиеся потоки трубопроводного газа. Было отмечено, что ЕС потратил рекордные 12,5 млрд евро на российский СПГ с января по сентябрь 2022 года — в пять раз больше, чем годом ранее. Поставки СПГ в бельгийские порты увеличились более чем вдвое с января по октябрь, а импорт во Францию увеличился на 60 %.
В декабре 2022 года о рекордных поставках российского сжиженного природного газа в Европу сообщил Handelsblatt со ссылкой на данные исследовательской компании ICIS. По сравнению с предыдущим годом ЕС и Великобритания закупили у России СПГ почти на 21 % больше, чем до начала вторжения на Украину.
«13 процентов европейского импорта СПГ в настоящее время поступает из России. И количество быстро растёт», — сказал газете эксперт ICIS Андреас Шредер. Российский сжиженный природный газ также поступает в Германию, он импортируется через Францию, Бельгию и Нидерланды. По информации издания, Кремль неплохо зарабатывает на поставках СПГ. Согласно отчету ICIS, с января по ноябрь в Москва получила почти 27 миллиардов евро.
В 2022 году Россия получила прибыль от продажи природного газа в 138 млрд долларов, на 80 % больше, чем в 2021 году. Некоторые прокремлёвские СМИ и аналитики, опрошенные, New York Times, предположили, что в 2023 экспорт сократится в 2 раза по сравнению с предыдущим годом.

### Последствия для нефтяного сектора
Экспорт нефти ещё более важен для российской экономики, чем экспорт газа. В 2021 году доходы от экспорта нефти обеспечили 45 процентов доходов российского бюджета. Санкции, введённые в 2014 году, лишили Россию доступа к части оборудования, используемого для добычи нефти на шельфе, в Арктике и в сланцах, а также для разведки нефтяных месторождений, а новые санкции, уход западных компаний и иностранного капитала усугубили ситуацию. В долгосрочной перспективе Россию может ожидать снижение объёмов добычи нефти примерно до 6 млн баррелей в сутки к концу 2020-х. Уменьшение добычи нефти в сочетании с возможным падением цены Urals приведут к постоянному дефициту бюджета и внутреннему недовольству.
Долгосрочные пессимистические прогнозы будущего нефтяного сектора в России зачастую упускают из виду из-за текущего роста цен на нефть и краткосрочного дисбаланса спроса и предложения на нефтяных рынках. У членов ОПЕК могут быть дополнительные производственные мощности, которые ранее не использовались по политическим или техническим причинам. Если они смогут увеличить масштабы добычи нефти, то большую часть разрыва между спросом и предложением удастся преодолеть в краткосрочной перспективе.
Кроме того, США и союзники планируют ввести «потолок цен» на российскую нефть, ограничив рост её стоимости. Это должно сократить финансирование военных действий в Украине и предотвратить катастрофический рост цен на нефть из-за введённого ЕС запрета страховать и финансировать морскую транспортировку российской нефти. Чиновники Казначейства США предложили отменить данные запреты для судов, перевозящих нефть, цена на которую установлена ниже определённого порога. Это возможно реализовать благодаря тому, что британские и европейские компании в значительной степени контролируют рынок страхования и финансирования нефтяных танкеров. Более того, Индия и другие развивающиеся страны-импортёры могут поддержать данное предложение — им выгодно снижение цен на нефть (но неясно, согласится ли на это Китай). С другой стороны, эта идея вызывает скептицизм из-за того, что этот план потребует пересмотра соглашения о санкциях, которого европейские лидеры только что добились. Кроме того, Россия может отказаться от экспорта нефти по более низкой цене, хотя это не только лишит её одного из немногих источников внешних доходов, но и потребует закрытия нефтяных скважин, которые нелегко перезапустить. Наконец, могут возникнуть мошеннические схемы: например, Россия может согласиться на ограничение, скажем, в 50 долларов за баррель, но поставлять нефть только в том случае, если покупатель также согласится купить, например, партию подержанной обуви или макулатуры ещё на 50 долларов за баррель.
Как и в случае с газом, Россия пытается компенсировать сокращение спроса на нефть в Европе продажей нефти на Восток. Нефтяной «поворот на Восток» не так затруднителен, как газовый, но не более выгоден. Заявления, что Россия перенаправит большую часть своего экспорта нефти с Запада на Восток, в значительной степени пусты. Практически невозможно, чтобы Китай и Индия вместе смогли импортировать около 6 млн барреллей нефти в сутки в течение года. Действительно, ранние отчеты, основанные на данных за июль 2022 года, свидетельствуют о том, что Китай и Индия уже испытывают трудности с поглощением избытка российской нефти, при этом новые июльские закупки значительно снизились по сравнению с пиковыми значениями в апреле и мае. Кроме того, при небольшом увеличении объёмов российской нефти, закупаемых Китаем и Индией, значительно увеличился дисконт на нефть Urals — баррель Urals по состоянию на июль 2022 стоит на 35 долларов дешевле барреля Brent, хотя раньше их стоимость была сопоставима.
В итоге санкции оказывают значительно более разрушительное влияние на российский нефтегазовый сектор, чем принято считать. По данным самого Кремля, доходы от нефти и газа в мае упали более чем наполовину по сравнению с предыдущим месяцем. Резко ухудшилась позиция России как экспортёра сырья, а изоляция от Запада подорвала позиции России в переговорах с Китаем и Индией, которые покупают российскую нефть по низким ценам и при этом сохраняют тесные связи с другими экспортёрами сырья.
Bloomberg сообщил, что Индонезия, Пакистан, Бразилия, Южная Африка, Шри-Ланка и некоторые страны Ближнего Востока могут вместе закупать до 1 млн баррелей сырой нефти в день у России предстоящей зимой. Согласно исследованию, Ближний Восток этой зимой может потреблять до 500 тысяч баррелей российской нефти в день и перенаправить нефть, ранее использовавшуюся внутри страны, на экспортные рынки, а также использовать российскую нефть для производства нефтепродуктов.
Согласно расследованию, проведённому Investigate Europe и Reporters United при участии «Медузы», европейские компании продолжают ввозить российское топливо по морю, вопреки публичным заявления топ-менеджеров. Несмотря на то, что объём поставок энергоносителей из РФ в ЕС с начала войны в целом снизился, некоторые европейские страны, напротив, даже смогли нарастить импорт топлива. Эта торговля ежедневно приносит российским властям сотни миллионов евро. Неторопливость европейской реакции указывает на сильную зависимость экономики ЕС от российского импорта энергоносителей. На Россию до начала конфликта приходилось около 45 % всех поставок газа в ЕС (в основном по трубопроводам), около 25 % нефти и 45 % угля. С начала вторжения и до конца августа 40 % всего российского экспорта ископаемых видов топлива по морю приходилось на страны ЕС.
Согласно данным OilX, в первой половине ноября добыча нефти и конденсата в России выросла до девятимесячного максимума в 10,85 млн баррелей в день. Исходя из этого, Bloomberg сделало вывод, что спустя почти 300 дней после начала войны и дипломатических инициатив по обузданию кремлёвского потока нефтедолларов Россия производит почти столько же нефти, сколько и до вторжения.
Международное энергетическое агентство спрогнозировало, что после введения порога цен на российскую нефть доля России на мировом энергетическом рынке к 2030 году сократится примерно до 13 % по сравнению с 20 % в 2021 году. По его оценке наибольшую выгоду от этого получат США и страны Ближнего Востока, а Россия недосчитается около 1 трлн долларов экспортных доходов.
14 декабря 2022 года агентство Bloomberg рассказало о рекордном росте поставок дизельного топлива в ЕС в начале декабря. Это объяснялось тем, что Европе структурно не хватает дизельного топлива и она в течение длительного времени испытывает зависимость от импорта из других стран. По данным агентства, основным покупателем дизельного топлива в России за пределами ЕС является Турция, которая также является экспортёром. По данным консалтинговой компании Facts Global Energy, Турция может выступать в качестве посредника, импортируя российское дизельное топливо для внутреннего потребления и экспортируя в Европу продукцию, произведенную на собственных нефтеперерабатывающих заводах. Согласно приведенной информации, большая часть дизельного топлива, экспортируемого с российских предприятий, в декабре 2022 продолжала поступать в ЕС через центр торговли нефтью Амстердам-Роттердам-Антверпен.
13 января 2023 года Bloomberg сообщил, что в 2021 году более половины всех морских перевозок дизельного топлива в ЕС и Великобританию приходилось на Россию. По данным Vortexa Ltd., собранным Bloomberg, ЕС импортировал около 220 млн баррелей дизельного топлива из России. По оценке Bloomberg, возможность полного исчезновения российского дизельного топлива с мирового рынка из-за санкций может стать серьёзной проблемой, поскольку в случае снижения производства в России это приведёт к росту цен. При этом было отмечено, что спрос на дизельное топливо в Европе падает из-за макроэкономического спада.
Международное энергетическое агентство и правительство РФ опубликовали оценки, согласно которым рост добычи нефти в России составил 2 %, а доходы от продажи нефти выросли на 20 % до 218 млрд долларов. Рост был связан с растущими мировыми ценами на нефть и роста спроса на топливо после пандемии. В декабре после введения очередного пакета санкций объёмы экспорта российской нефти упали, но потом снова произошёл рост.
По данным центра исследования энергии и чистого воздуха, отказ ЕС от российской нефти и потолок цен на нефть стоят России 160 миллионов долларов в день. В декабре 2022 года прибыль от экспорта ископаемого топлива упала на 17 % до минимального уровня с начала вторжения России на Украину. Краткосрочный всплеск доходов России из-за роста цен на нефть в начале 2022 начинает истощаться из-за снижения потребления нефти. ЕС оставался крупнейшим импортером нефти из России в декабре, если учитывать трубопроводную нефть и нефтепродукты, но ситуация изменится, поскольку в конце декабря 2022 Германия прекратит импортировать российскую трубопроводную нефть, а в феврале вступит в силу запрет ЕС на нефтепродукты. России оказалось нечего противопоставить введению потолка цен на нефть — Россия не нашла значимой альтернативы судам, принадлежащим и/или застрахованным в G7, для транспортировки российской нефти и нефтепродуктов из портов Балтийского и Чёрного морей. Дальнейшие меры, доступные ЕС и союзникам, могут дополнительно сократить доходы России от экспорта ископаемого топлива примерно на 200 млн евро в день. Дальнейшее сокращение прибыли ослабит возможности Кремля для проведения боевых действий.
По словам Торил Босони из Международного энергетического агентства, запреты и ограничения цен на российскую нефть оказали желанный эффект, несмотря на устойчивые объёмы производства и экспорта нефти в последние месяцы 2022. Босони заявил, что в последние месяцы добыча и экспорт российской нефти были намного лучше, чем ожидалось. Это связано с тем, что Москве удалось перенаправить большую часть нефти, которая ранее направлялась в Европу, на новые рынки в Азии. Несмотря на значительные объёмы российского экспорта, по мнению Босони, это не означает, что санкции не сработали. Потолок для цен на нефть был введён как раз для того, чтобы российская нефть продолжала поступать на рынок, но доходы России в то же время снизились. И они действительно упали — в январе экспортная выручка России составила около 13 миллиардов долларов, что на 36 % меньше, чем год назад. Кроме того, выросло расхождение между ценами на российскую нефть марки Urals и международными эталонными ценами на нефть марки Brent.
По мнению фонда Карнеги, хотя российская экономика пережила 2022 год лучше, чем предполагалось, благодаря высоким ценам на нефть и газ в первом полугодии 2022, ценовых рекордов на нефть и газ в 2023 году не предвидится, ибо Запад ввёл эмбарго на поставки нефти и нефтепродуктов из России, а экспорт трубопроводного газа достиг минимума. Кроме того, некоторые ограничения, например, потолок цен на газ, были введены недавно и только начали влиять на показатели России.

### Последствия для других стран
15 мая премьер-министр Беларуси Роман Головченко в интервью телеканалу «Аль-Арабия» указал, что из-за санкций Беларусь оказалась лишена возможности продавать свои товары в ЕС и страны Северной Америки. По его оценке потери экономики Беларуси из-за санкций составляют около 16-18 млрд долларов в год.
По оценке Минтранса России, расходы авиаперевозчиков 19 стран на облёт воздушного пространства РФ составляют более $37,5 млн еженедельно
Согласно докладу Евроконтроля, закрытие воздушного пространства над Россией имело значительные последствия для продолжительности полёта самолётов европейских операторов. Наиболее значимые изменения:
- Время полёта из Хельсинки в Токио увеличилось почти на 5 часов;
- Время полёта из Хельсинки в Пекин увеличилось почти на 4 часа;
- Время полёта из Парижа в Токио увеличилось на 2,5 часа;
- Время полёта из Франкфурта в Токио увеличилось почти более чем на 3 часа;

Евроконтроль отметил, что 10 крупнейших авиаоператоров Европы стали совершать полётов меньше, чем в препандемийный период. Наибольшее уменьшение в сравнении с 2019 годом понесли следующие авиакомпании:
- «SAS Group» уменьшила количество полётов на 48 %;
- «Lufthansa Airlines» уменьшила количество полётов на 47 %;
- «British Airways» уменьшила количество полётов на 47 %[679].

В апреле Индия приняла решение отложить покупку 48 военно-транспортных вертолётов Ми-17В5.
5 июня Министерство горного дела и энергетики Сербии подтвердило сербскому телеканалу N1, что новый пакет санкций ЕС заблокирует для Нефтяной индустрии Сербии получать российскую нефть по Адриатическому трубопроводу (JANAF). На следующий день президент Сербии Александр Вучич в интервью РТС заявил, что Сербия теряет 600 миллионов долларов только из-за санкций, введенных в отношении российской нефти.
В июле Филиппины отменили сделку с Россией о покупке 16 военно-транспортных вертолётов Ми-17 на сумму в 227 млн долларов в связи с тем, что после вторжения России на Украину продолжение военно-торгового сотрудничества с Россией могло бы навлечь на Филиппины санкции США. Также они предприняли попытки по возврату первоначального взноса в размере 48,2 млн долларов.
Согласно отчёту Центра зелёных финансов и развития Университета Фудань в Шанхае, к июлю 2022 года инвестиции Китая в инициативу «Один пояс и один путь» в России впервые упали до нуля — Пекин не заключал сделок с российскими организациями в рамках программы BRI в первой половине 2022 года. По мнению директора центра Кристофа Недопила Вана именно угроза санкций со стороны Запада удержала Китай от инвестиций в Россию. В то же время замедляя свои инвестиции в Россию, Китай углублял своё взаимодействие с Ближним Востоком — одним из крупнейших бенефициаров проекта стала Саудовская Аравия. При этом Недпил Ван считает, что отсутствие инвестиций может быть «только временным» и что между Россией и Китаем «определённо сильное взаимодействие», отметив, что, несмотря на войну, закупки Китаем российских энергоносителей увеличились.
Обозреватель Минни Чан в своей статье для South China Morning Post ссылаясь на источники издания сообщила, что Китай хочет привлечь к работе над проектом российско-китайского широкофюзеляжного дальнемагистрального самолёта CR929, стоимостью 50 млрд долларов, европейских и американских производителей, так как широкофюзеляжный самолёт должен отвечать требованиям безопасности для полётов в США и страны Европы. В то же время «Российская сторона расценивает выбор Пекина использовать западные компоненты как „белый флаг“ Западу на фоне санкций, введенных против страны из-за вторжения в Украину». Также китайская сторона хочет исключить России из доли прибыли от китайского рынка, предложив вместо этого 70 % прибыли от остального рынка. Так как китайский рынок значительно прибыльнее ввиду того, что за пределами Китая CR929 будет сложно конкурировать с Boeing и Airbus, то участие России в сделке могло стать невыгодным. В июле 2022 года это косвенно подтвердил вице-премьер-министр РФ Юрий Борисов, сказав о сокращении участия России в проекте создания самолёта CR929: «Китай все меньше и меньше заинтересован в наших услугах». К июню 2023 года Китай полностью исключил Россию из проекта.
22 августа Reuters сообщило, что Турция увеличила импорт нефти из России, в том числе сортов Urals и Siberian Light до более чем 200 тысяч баррелей в сутки в 2022 году по сравнению с 98 тысячами баррелей в сутки в аналогичный период в 2021 году. По оценке агентства, торговля между Турцией и Россией процветает, поскольку турецким компаниям удалось заполнить пустоту, образовавшуюся в результате ухода европейских компаний.
21 сентября 2022 года Bloomberg сообщил о новой директиве ЕС, смягчяющей санкций против России, в частности, давшей разрешение на транспортировку российского угля. Согласно директиве, передача угля и сопутствующих товаров «должна быть разрешена для борьбы с отсутствием продовольственной и энергетической безопасности во всём мире». Помимо угля разрешение относилось к продовольственным товарам и сельскохозяйственным удобрениям. По заявлению представителя Еврокомиссии Даниэля Ферри, в директиве также даётся разрешение на финансирование и страхование транспортировки перечисленной продукции (ранее Еврокомиссия заявляла о запрете на транспортировку и финансовые услуги для этих товаров). Сообщалось, что директива вызвала протесты ряда восточноевропейских стран.
По оценке Washington Post, сокращение поставок российского природного газа стало главным фактором роста цен, в результате которого европейские страны столкнулись в растущей «энергетической нищетой». Издание сообщило, что в Великобритании нуждающиеся отказываются от домашних животных, в Польше чиновники рассматривают вопрос о распространении противодымных масок, возможного сжигания зимой мусора для обогрева, в Германии участились случаи незаконной вырубки лесов для отопления.
В сентябре 2022 года цены на газ и электроэнергию в Европе упали благодаря мерам, принятым правительствами европейских стран и замещению части российских поставок газа. Газохранилища в Европе заполнились на 86 %. Спрос на газ, вероятно, ещё вырастет в октябре, а также неизвестно, насколько суровой будет зима 2022 года. Тем не менее, по мнению чиновников, специалистов по энергетике и экономистов, опрошенных Wall Street Journal, хотя действия России вызовут много трудностей для Европы, Путин, скорее всего, не сможет победить Европу и она переживёт зиму, не испытывая нехватки газа. По их словам, как только закончится зима 2022, влияние Путина на поставки энергоносителей в Европу критически ослабнет.
По данным Bloomberg, в марте Россия запретила экспорт берёзы в ответ на санкции, введенные США и ЕС. Сообщалось, что в 2022 году к началу октября рынок потерял более 1,4 млн тонн целлюлозы. Цены на целлюлозу в 2022 году к октябрю выросли примерно на 45 % в связи с тем, что резко возросла стоимость энергоёмких процессов. Сообщалось, что одним из эффектов стало повышение цен и снижение качества туалетной бумаги.
Согласно данным, опубликованным New York Times, экспорт из-за санкций резко сократился, несмотря на это, ряд стран резко увеличили объём поставок из РФ. Лидером увеличения стала Индия, которая увеличила объём российского экспорта на 413 %, Турция ввезла более чем в 2 раза больше российских товаром (213 %), Бразилия расположилась на третьем месте увеличив объём поставок на 166 %. Некоторые Европейские страны также увеличили объём ввозимой из России продукции. Так экспорт в Германию увеличился на 38 %, Бельгию — 130 %, Испанию — 112 %, Нидерланды — 74 %.
Bloomberg сообщил о проблемах, с которыми столкнулись правительства стран, принявших решение задержать суперяхты, считающиеся собственностью российских олигархов. По оценке агентства, хотя этот шаг и вызвал положительную реакцию, ситуации эти страны столкнулись с финансовыми и юридическими сложностями. Годовое содержание яхты в рабочем состоянии может стоить от 10 % до 15 % её стоимости. В июне 2022 года советник по национальной безопасности США Джейк Салливан отметил, что США придется платить за содержание захваченных яхт. Было отмечено, что для решения судьбы яхт потребуются годы, в некоторых необходимо сначала доказать, кто на самом деле является владельцем.
8 ноября Reuters сообщил о проблемах, с которыми столкнулся крупный нефтеперерабатывающий завод ISAB компании «Лукойл», располагающийся на Сицилии и составляющий 20 % нефтеперерабатывающих мощностей Италии. По информации агентства, завод вынужден использовать исключительно российскую нефть, поставляемую Лукойлом, в связи с тем, что его банки-кредиторы прекратили финансирование и перестали предоставлять гарантии, необходимые для покупки нефти у альтернативных поставщиков. Было отмечено, что «Лукойл» не находится под санкциями, однако поставщики и кредиторы ISAB опасались иметь дело с российской организацией. Министр промышленности Адольфо Урсо заявил, что необходимо сохранить деятельность ISAB после 5 декабря, и созвал 18 ноября встречу с представителями компании. Итальянское правительство уже выпустило «компенсационное письмо», чтобы заверить банки-кредиторы и поставщиков в отношении ISAB. Он также провел переговоры с представителями двух ведущих банков страны, Intesa Sanpaolo (ISP.MI) и UniCredit (CRDI.MI), по поводу финансирования ISAB под гарантии государственного экспортно-кредитного агентства SACE. Профсоюзы призвали к восьмичасовой забастовке в промышленной зоне, где работает ISAB.
По сообщению Bloomberg, Германия не исключала временных перебоев с поставками и повышение цен после вступления в силу запрета на импорт российской нефти. Было отмечено, что со сложностями столкнутся нефтеперерабатывающие заводы PCK Schwedt and TRM Leuna, подключенные к трубопроводу «Дружба». Агентство рассказало, что поставки российской нефти на один из заводов уже сократились после того, как в сентябре Германия захватила местное подразделение ПАО «Роснефть».
По сообщению Bloomberg от 8 декабря 2022 года, министр энергетики Омана выразил беспокойство по поводу введения верхнего ограничения цены на российскую нефть. Он подчеркнул неопределенность, связанную с решением, и озвучил опасения относительно введения глобального потолка цен на нефть и заявил что подобные ограничения приведут к сокращению инвестиций в добычу нефти во всем мире.
27 января 2023 года премьер-министр Венгрии Виктор Орбан заявил, что Венгрия наложит вето на любые санкции ЕС против России, затрагивающие ядерную энергетику. По сообщению Reuters, в стране эксплуатируется АЭС «Пакш», оборудованная четырьмя реакторами ВВЭР-440 российского производства общей мощностью около 2000 мегаватт, использующими топливо из России. В 2014 году страны подписали соглашение о дооборудовании АЭС «Пакш» двумя реакторами ВВЭР российского производства мощностью 1,2 гигаватт каждый. Венгрия ранее уже неоднократно критиковала санкции ЕС в отношении России, заявляя, что они не смогли существенно ослабить Россию, но угрожают разрушением европейской экономике.

### Прогнозы
По представленным 3 марта 2022 года расчётам Института мировой экономики в Киле и Австрийского института экономических исследований, долгосрочные непрерывные санкции могут привести к ежегодному сокращению российского ВВП на 9,71 %. При этом совокупная экономика западных союзников будет сокращаться лишь на 0,17 % в год (некоторые страны пострадают сильнее, например Литва: −2,5 % в год).
6 марта международное рейтинговое агентство «Moody’s» понизило рейтинг России с мусорного до преддефолтного. По прогнозам агентства ВВП России упадёт на 7 % в 2022 году и санкции будут разрушительны для российской экономики.
11 марта «Bloomberg» спрогнозировал падение российского ВВП по итогам 2022 года на 9 %.
31 марта Европейский банк реконструкции и развития спрогнозировал падение российского ВВП по итогам 2022 года на 10 %.
10 апреля Всемирный банк спрогнозировал сокращение ВВП России в 2022 году на 11,2 %.
21 апреля МВФ спрогнозировал переход России с шестого на седьмое место в мире по размеру ВВП (ППС) в 2024 году.
17 мая Минэкономики РФ представил свой прогноз, согласно которому ВВП РФ в 2022 году сократится на 7,8 %, а в 2023 году — на 0,7 %. Рост экономики на 3,2 % ожидается в 2024 году.
19 мая 2022 года экономист Департамента ООН по экономическим и социальным вопросам Григор Агабекян заявил: «Мы ожидаем примерно 10-процентное сокращение экономики Российской Федерации в 2022 году из-за беспрецедентных торговых и финансовых санкций, вступивших в силу начиная с февраля 2022 года».
22 мая «Bloomberg» опубликовал оценку экспертов IBA, согласно которой у «Аэрофлота» запасов авиадеталей хватит на три месяца, после чего ему придётся начать разбирать часть своих самолётов на запчасти. Заменить продукцию Boeing и Airbus (именно они являются основной частью парка компании из более 350 самолётов) на российские самолёты, как минимум, в ближайшее время не удастся.
19 июля 2022 года отставной генерал вооружённых сил Канады Рик Хиллиер заявил, что решение вернуть принадлежащую «Газпрому» турбину, находившуюся на ремонте в Монреале, может сигнализировать об отсутствии у Запада желания продолжать оказывать давление на Россию. По его мнению, ситуацию можно рассматривать как «соломинку, которая сломала спину верблюду», и можно ожидать ослабление давления со стороны НАТО.
Генеральный секретарь ООН Антонио Гутерриш заявил о рисках голода во многих странах в 2022 году. По его оценке, высокие цены на удобрения уже привели к сокращению посевов продовольственных культур и поэтому крайне важно увеличить российский экспорт аммиака — ключевого ингредиента удобрений. Он сообщил, что ведутся переговоры о возможности его доставки через порты Чёрного моря, которые в настоящее время используются для отгрузки зерна из Украины. Сообщалось, что посевные площади в 2022 году значительно сократились и в связи с этом прогнозировалась нехватка продовольствия.
Независимый экономист Сергей Алексашенко заявил, что хотя на горизонте 2023 года заложенный в российский бюджете уровень доходов выглядит слишком оптимистично, его нельзя назвать неустойчивым. Одновременно с этим не видно у стран Запада возможностей и желания усилить санкционное давление на Россию таким образом, чтобы российский бюджет столкнулся с неразрешимыми вызовами. Потому не предвидится финансовых ограничений, которые могут заставить Кремль изменить свою агрессивную политику.
На отраслевом собрании, организованном Оксфордским институтом энергетических исследований, руководителей, политиков и консультантов спросили, сделает ли ЕС Россию своим основным поставщиком газа. Опрос показал раскол 40 % на 40 %, остальные не определились. По мнению обозревателя Bloomberg Хавьера Биаса, в случае, если Европа захочет сохранить конкурентоспособность своей химической, пищевой и тяжёлой промышленности, ей понадобится дешёвый газ из России. При этом Европа, вероятно, никогда не вернется к прежним долгосрочным контрактам с Россией, и, возможно, со временем ей потребуется импортировать меньше газа благодаря возобновляемым источникам энергии. По мнению обозревателя, Украина может настаивать на том, чтобы газ поставлялся в Европу по украинским трубопроводам.
Судя по прогнозным данным, 2022 год мог стать благоприятным годом дальнейшего улучшения социально-экономической обстановки в России, но из-за вторжения на Украину он стал кризисным годом. По оценке экономиста Абела Аганбегяна, война на Украине стоит России около миллиарда рублей в день, и потребуется минимум 2 года для восстановления довоенных экономических показателей.
Авторы доклада Фонда Карнеги отметили, что, хотя эффект санкций в краткосрочной перспектие оказался слабее, чем ожидалось, он оказался более продолжительным. Восстановление российской экономики начнётся в лучшем случае в 2024 году, и только при маловероятном сценарии прекращения усиления санкций. Вероятно, что российской экономике предстоит ещё одно потерянное десятилетие.
В докладе экономического think-tank Bruegel был сделан вывод, что доходы российского бюджета не пострадали от санкций в достаточной степени, чтобы сократить продолжительность войны. Эффективное управление со стороны Банка России предотвратило финансовую нестабильность. Однако этот период экономического сдерживания подходит к концу. Доходы бюджета начинают сокращаться; учитывая масштабы санкций, экономика пострадает в среднесрочной и долгосрочной перспективе. Добровольный уход большого числа западных фирм, падение импорта и возможный отказ ЕС от российских энергоносителей и неспособность России найти равные альтернативы для поставок нанесут серьёзный ущерб российской экономике.
По мнению Centre for Economic Policy Research, Россия была в значительной степени изолирована от мировой экономики и лишь в ограниченной степени нашла новых экономических партнёров. Война и санкции подорвали экономические перспективы России на долгие годы.
Янис Клюге, экономист Немецкого института международных отношений и безопасности, прогнозирует, что дефицит бюджета России может достичь пяти процентов ВВП в 2023 году
по сравнению с двумя процентами в 2022 году из-за падения экспорта энергоресурсов и быстро падающих налоговых поступлений.